# Attore bambino

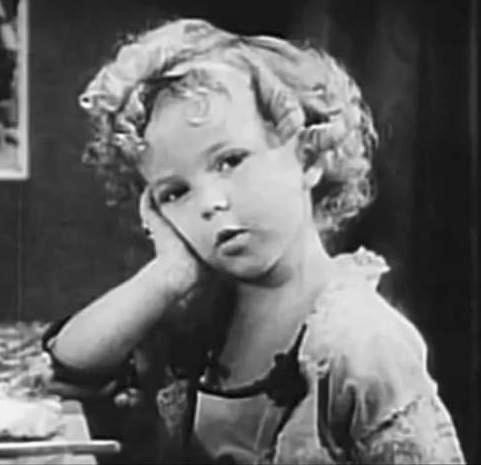
Shirley Temple (1928-2014), la più celebrata attrice bambina della storia del cinema

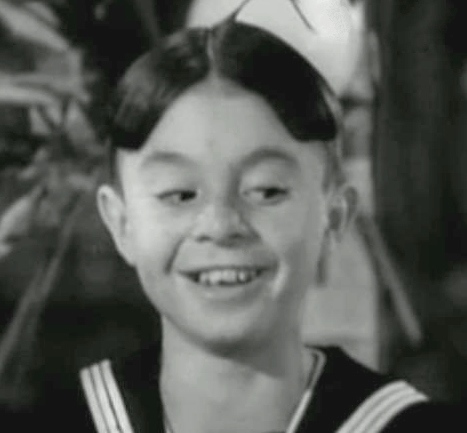
Carl Switzer (1927-1959), interprete del personaggio di Alfalfa nella serie Simpatiche canaglie

Attore bambino è in generale chi durante l'infanzia interpreta un ruolo in un film, in uno spettacolo teatrale o in una fiction televisiva. Più specificamente, la locuzione (e in particolare, in inglese, l'equivalente child actor) designa attori cinematografici e televisivi che raggiungono il successo in tenera età. In questi casi si parla talvolta di divo bambino o anche genericamente di enfant prodige.
L'attore bambino, specie nello star system hollywoodiano e al pari di altri giovanissimi artisti, è una figura che un diffuso luogo comune considera problematica: capace di progredire in una brillante carriera ma anche di finire in rovina, al punto che i media parlano talora enfaticamente di "maledizione dei divi bambini".
Nella realtà tuttavia, sebbene solo un piccolo numero di attori bambini - come ad esempio Jackie Cooper, Jodie Foster e Drew Barrymore - riesca a costruirsi una carriera adulta, la maggior parte di essi approda comunque a una vita del tutto normale, perlopiù al di fuori del mondo dello spettacolo o anche al suo interno ma con ruoli diversi.

## Storia

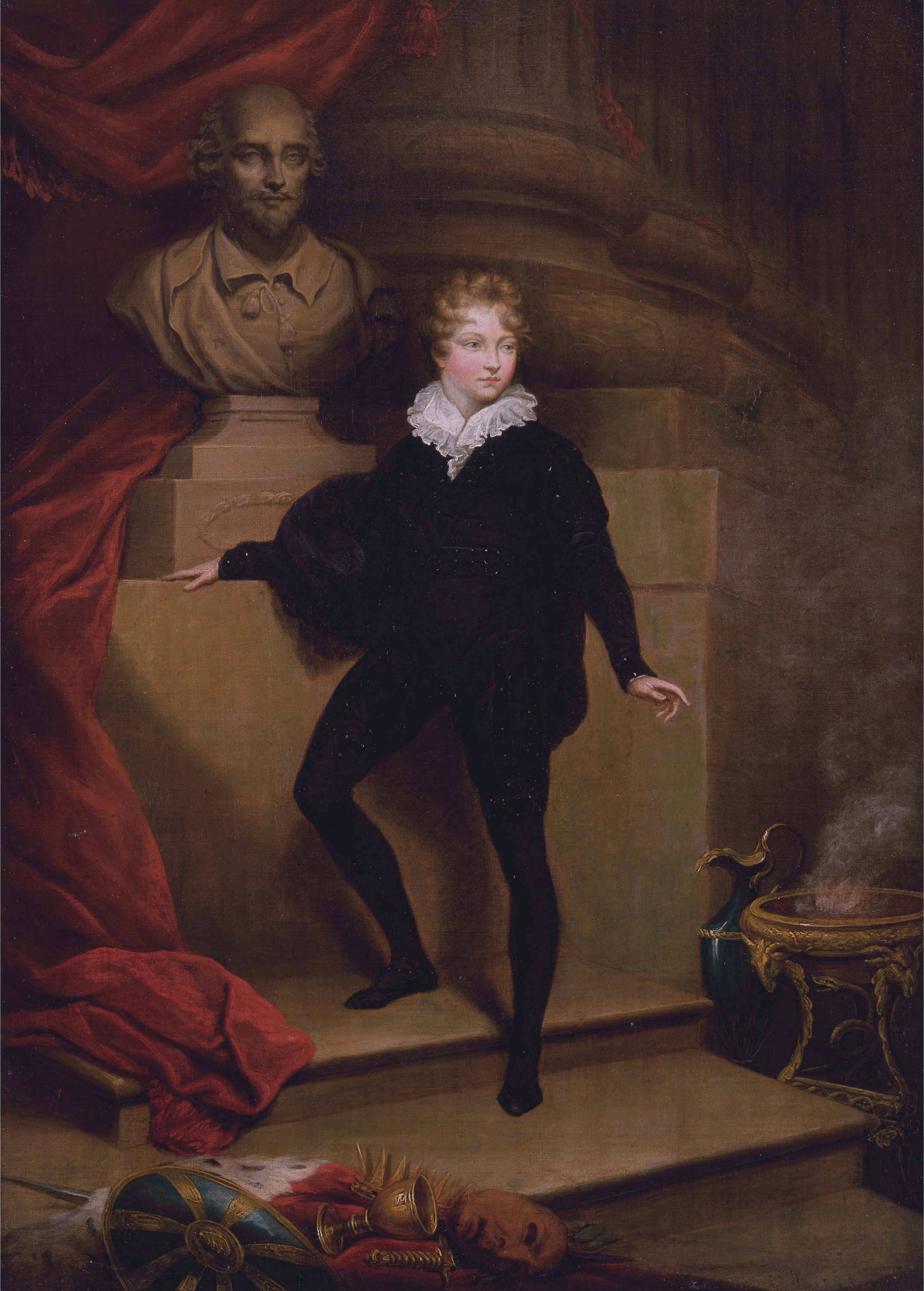
William Betty come Amleto (1805)

L'impiego di bambini nello spettacolo (nel teatro, nel circo, nelle piazze e nelle fiere) è molto antico. Fino a quando alle donne era precluso il palcoscenico era comune che le parti femminili fossero affidate a giovani adolescenti. Nel teatro elisabettiano si trovano attori adolescenti di sesso maschile che danno vita a intere compagnie, assai di moda all'epoca di Shakespeare ("boy players").

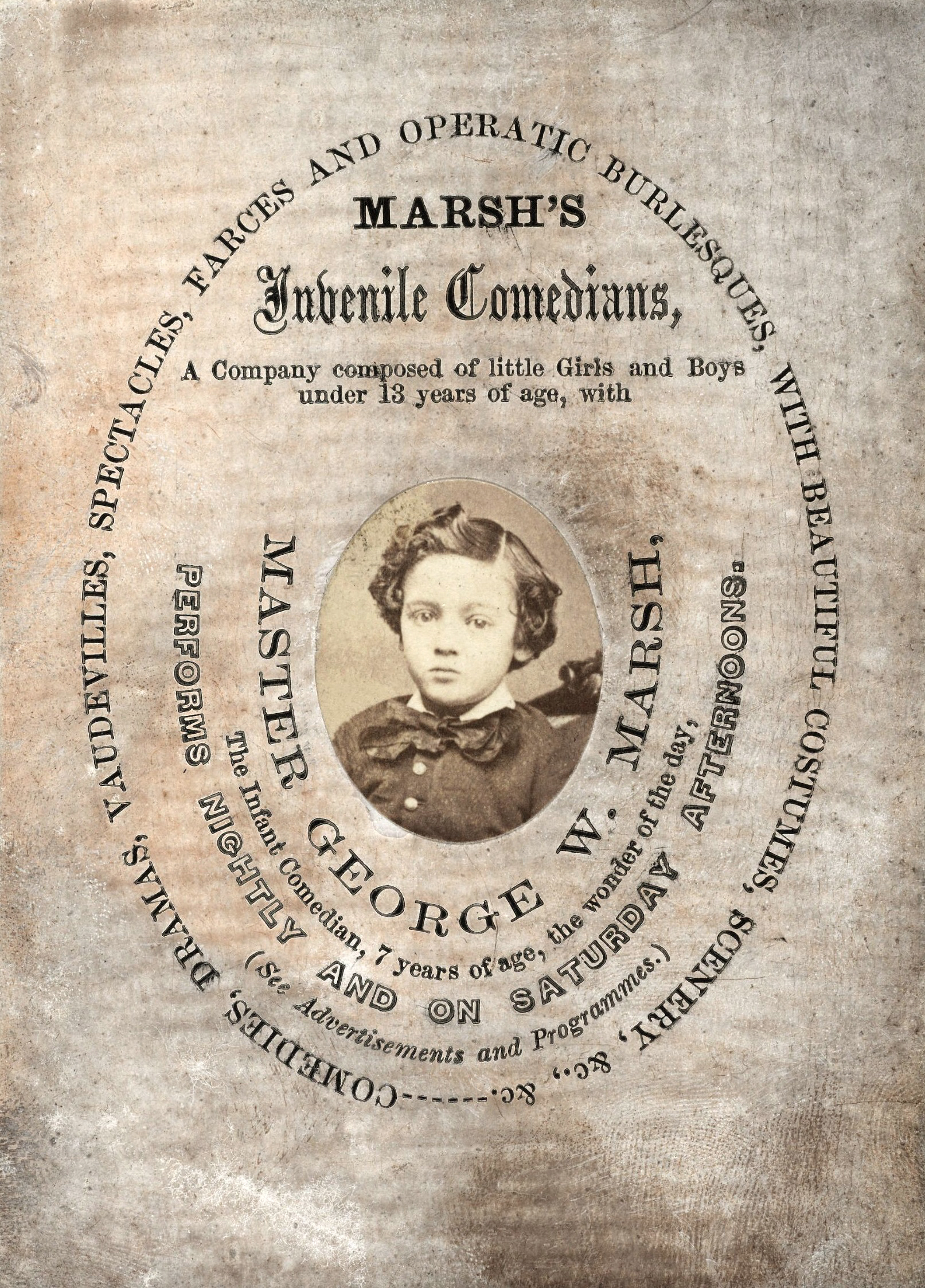
Pubblicità della Marsh Troupe (1857)

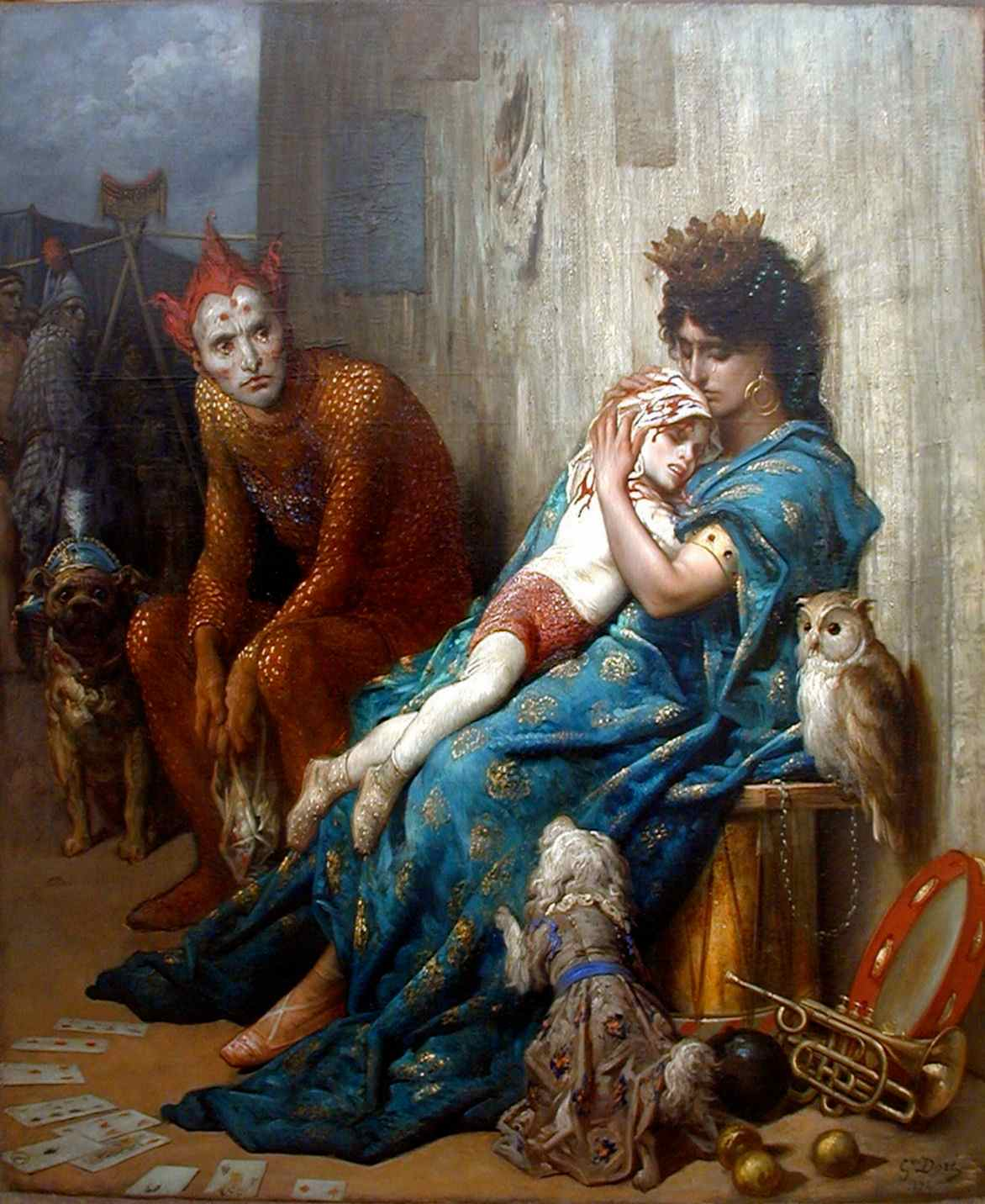
Gustave Doré, Les Saltimbanques (1874)

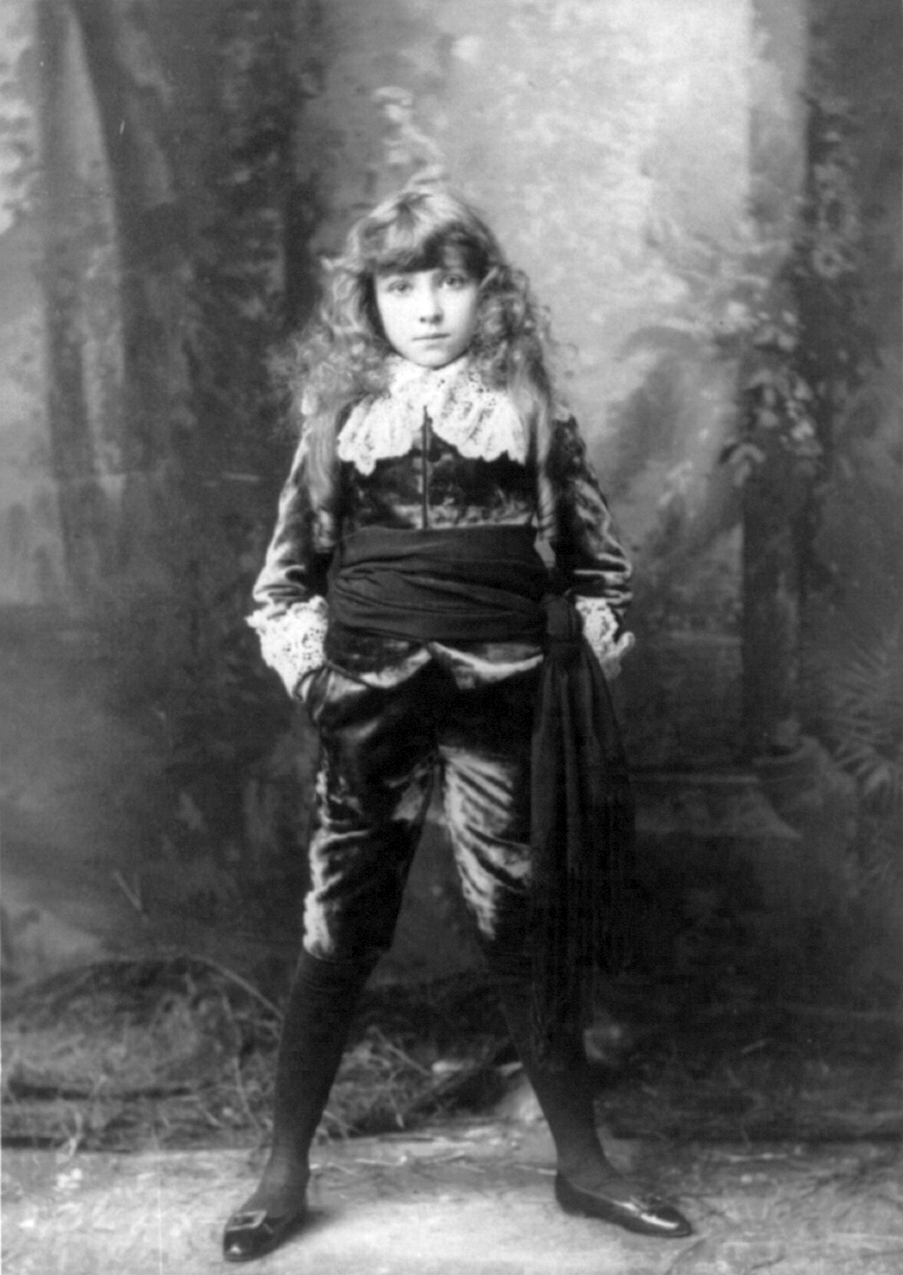
Elsie Leslie come Little Lord Fauntleroy (1888)

La presenza sempre più massiccia di attrici a partire dal XVII secolo riduce la presenza di attori bambini, in quanto i ruoli di bambino/a nel teatro e nell'opera sono ora di regola interpretati da giovani attrici e cantanti. Ai bambini rimangono parti secondarie e di carattere che servono alla loro formazione e introduzione alla carriera scenica, secondo un percorso di apprendistato che di norma avveniva all'interno di compagnie professionali di attori, cui i bambini si aggregavano per legami familiari o per sfuggire alla fame e alla miseria. Se l'esperienza della crescita sul palcoscenico è comune a quasi tutti gli attori e attrici del tempo, delle loro esperienze di interpreti bambini non rimane memoria nelle cronache; solo al bambino prodigio è eccezionalmente dato un pubblico risalto come nel caso di William Betty che nei primi anni dell'Ottocento si esibisce tredicenne nei principali teatri della Gran Bretagna in ruoli da attore adulto, incluso l'Amleto di William Shakespeare, celebrato nei dipinti dei pittori contemporanei come Margaret Sarah Carpenter, James Northcote, e John Opie.
Nel 1805, all'età di 13 anni, John Howard Payne, destinato egli stesso a una brillante carriera di attore, pubblica su "The Thespian Mirror" una serie di note di critica teatrale che per la prima volta includono le biografie di alcuni bambini attori del tempo. Se ne ricava che nel teatro in lingua inglese i giovani attori e attrici dell'epoca si perfezionavano in parti come quella del Duca di York in Riccardo III di Shakespeare o del giovane Norval in Douglas di John Home, per poi affrontare ruoli da protagonisti come quella del piccolo Pickle in The Spoiled Child (che rappresentata per la prima volta nel 1790 resta la più famosa opera teatrale per l'infanzia per tutta la prima metà dell'Ottocento).
La situazione è in rapido mutamento. Con la Rivoluzione industriale i bambini escono dalla famiglia e dall'anonimato per diventare forza lavoro e soggetto sociale. Nella società dell'Ottocento si dà sempre più spazio alle problematiche dell'infanzia, dalla crescita, al lavoro e all'istruzione. Pubblico e critica ora segnalano con maggior rilievo il contributo dato dagli attori bambini al successo di importanti produzioni teatrali: Kate Terry in King John (Londra, 1852), Cordelia Howard ne La capanna dello zio Tom (New York, 1852), Ellen Terry in The Winter's Tale (Londra, 1856), Fay Templeton in A Midsummer Night's Dream (New York, 1873). Specialmente negli Stati Uniti, dove il teatro è più libero da censure e regole formali, si aprono nuove opportunità per i giovani interpreti di uscire dall'anonimato con la formazione di compagnie itineranti di attori bambini, come la "Marsh Troupe", attiva tra il 1855 e il 1863, e il grande sviluppo del vaudeville, dove emerge il talento di Lotta Crabtree.
Ma è soprattutto il successo commerciale dei racconti per l'infanzia a imprimere la svolta. Lo sviluppo di una letteratura che ha al centro le esperienze e i sogni di ragazzi o ragazze - da Oliver Twist (1837-39) di Charles Dickens, a Le avventure di Alice nel Paese delle Meraviglie (1865) di Lewis Carroll, fino al Peter Pan (1902) di J. M. Barrie - produce una tradizione di adattamenti teatrali destinati al grande pubblico, che hanno per protagonisti bambini. Il bambino prodigio si trasforma nel moderno attore bambino, al quale non si chiede di ricoprire in età precoce ruoli di adulto, ma di interpretare ruoli protagonistici di bambino, senza che essi debbano essere affidati come di regola ad attori e attrici di età più matura. È il caso di Bijou Heron in Oliver Twist (New York, 1874) e di Isa Bowman in Alice in Wonderland (London, 1888), ma soprattutto di Elsie Leslie, la prima piccola attrice a raggiungere la celebrità (e i compensi) di una star come protagonista a New York ne Il piccolo Lord (1888) e Il principe e il povero (1890).

### L'avvento del cinema: i primordi (1895-1914)

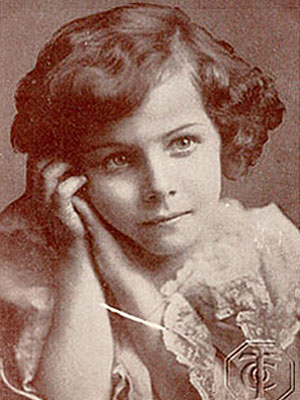
Marie Eline nel 1910

La nascita del cinema si colloca quindi in un'epoca in cui l'interesse ai bambini attori è già vivo. Tutte le arti prendono parte a questa riscoperta, dai romanzi di Hector Malot alla pittura di Pablo Picasso con la sua celebre serie sui saltimbanchi. Da parte loro, "i bambini si rivelano subito dotati di una naturale inclinazione a lasciarsi riprendere e, in un misto di incoscienza e narcisismo, appaiono attratti dall'idea di entrare nell'inquadratura, propensi a mostrarsi sullo schermo con lo stesso istintivo desiderio di esibizione che mostrano nella vita reale."
Fin dai suoi esordi, il cinema si dimostra uno strumento tecnicamente adatto a cogliere le capacità espressive peculiari dell'infanzia, assai di più del teatro di prosa e dell'opera lirica. Da un lato "il bambino, non ancora preda dei turbamenti, delle crisi e delle contraddizioni dell'adolescenza, si offre alla macchina da presa così com'è, senza alcun filtro. Con le sue emozioni, le sue paure e le sue propensioni ludiche." Dall'altro, il bambino acquista sullo schermo una presenza scenica diversa che sul palcoscenico: la macchina da presa è capace di coglierne in primo piano le espressioni anche più intime e di trasmetterle direttamente agli spettatori. Da subito i bambini saranno nel cinema una presenza familiare e costante.

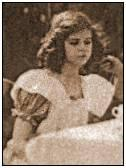
Gladys Hulette in Alice's Adventures in Wonderland (1910)

Già i primissimi cortometraggi realizzati dai fratelli Louis e Auguste Lumière contengono immagini delle figlie di Auguste (Andrée e Suzanne Lumière) e dei nipoti (Marcel e Madeleine Koehler), i quali vengono ripresi in azioni di vita quotidiana. Filmati semi-documentari che ritraevano singoli bambini, o gruppi di bambini, furono da subito molto popolari, in Francia e Germania come negli Stati Uniti. Alcuni filmati ritraggono alcuni di quei tanti bambini che allora si esibivano come danzatori o saltimbanchi per le strade, nei circhi o nei teatri. Occasionalmente si comincia a richiedere ad alcuni bambini di interpretare alcune scenette. Il primato di essere il primo attore bambino, chiamato a interpretare una storia davanti alla macchina da presa secondo un copione prestabilito, spetta a Benoît Duval, il quale nel filmato L'innaffiatore innaffiato (L'arroseur arrosé, 1895) inaugura il filone dei "bambini dispettosi" che con tanto successo sarà ripetuto nella storia del cinema. Alla dimensione ludica del gioco e dello scherzo si affianca ben presto quella della fantasia, del sogno, della magia, della fiaba e dell'avventura. I bambini al tempo stesso costituiscono anche il segmento più vulnerabile della società; ci si rese conto ben presto che essi erano particolarmente adatti a suscitare negli spettatori forti sentimenti di compassione qualora fossero presentati come vittime di sofferenza, povertà o abuso. Vi è infine la dimensione del sacrificio e dell'eroismo di cui i bambini dimostrano di essere capaci tanto nella finzione che nella realtà.

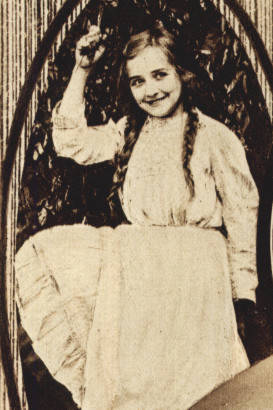
Adele DeGarde a 13 anni (1912)

Nella maggior parte dei casi i piccoli interpreti di questi filmati rimangono anonimi e per loro si tratta dell'unica esperienza di fronte alla macchina da presa, anche quando essi vi abbiano un ruolo di protagonisti. I primi bambini a recitare con qualche continuità sono i maggiori tra i fratelli Williamson (Alan e Colin), figli del regista scozzese James Williamson, ai quali il padre affida la parte di due ragazzini pestiferi in una serie di cortometraggi tra il 1898 e il 1902, e Harold e Dorothy Smith, figli del regista inglese George Albert Smith, anch'essi coinvolti dal padre nella realizzazione di alcuni cortometraggi tra il 1898 e il 1903.
Nel giro di soli pochi anni, da impresa familiare e artigianale il cinema si trasforma in industria. In Inghilterra, i minori tra i fratelli Williamson (Tom e Stuart), Kenneth Barker e i fratelli Potter (Hetty, Gertie e Bertie) sono già dei piccoli attori professionisti che lavorano all'interno di aziende complesse. Ben presto, in Europa e negli Stati Uniti, gli studi cinematografici si strutturano come le compagnie teatrali del loro tempo. Ogni studio ha i suoi piccoli attori, impiegati nei ruoli più vari in decine e decine di cortometraggi e con orari e ritmi di lavoro intensissimi. Sono soprattutto bambine, considerate più affidabili, disciplinate e mature, capaci di interpretare all'occorrenza sia parti maschili sia femminili e di conservare per più anni fino all'adolescenza un aspetto infantile. Nella loro carriera di attrici bambine Gladys Egan, Adele DeGarde, e Marie Eline, negli Stati Uniti, e Maria Fromet in Francia, compaiono ciascuna in un centinaio di cortometraggi, alternando parti da protagoniste con ruoli di supporto. Sono le più attive in una folta schiera di giovani interpreti, che include anche Edith Haldeman, Yale Boss, Kenneth Casey, Dolores e Helene Costello, Edna May Weick, Curt Bois, Madeline e Marion Fairbanks e molti altri piccoli professionisti.
Si dà inizio anche alle prime serie di cortometraggi comici con bambini come personaggi protagonisti. La moda comincia in Europa, dove in Francia hanno grande successo René Dary (Bébé, 1910-15), e René Poyen (Bout-de-Zan, 1912-16). In Italia troviamo Maria Bay (Firuli, 1911-16), Ermanno Roveri (Frugolino, 1913-14), ed Eraldo Giunchi (Cinessino, 1913-15); in Gran Bretagna Willie Sanders (Willy, 1910-16). Gli Stati Uniti rispondono con Billy Jacobs ("Little Billy", 1913-17) e Bobby Connelly ("Sonny Jim", 1914-15).
La tradizione del teatro fa ancora sentire fortemente il suo peso. Specie per le parti drammatiche e più impegnative, alcune delle grandi attrici del cinema muto si cimentano con grande successo in ruoli di bambino/a, come Mary Miles Minter e Marguerite Clark. La situazione però è in rapida evoluzione. Sia a Hollywood sia a Broadway, non pare più così improprio o eccezionale che parti importanti siano ora affidate ad attori bambini come Gladys Hulette, John Tansey, Magda Foy, Paul Kelly, e Reginald Sheffield.
Il cinema e il teatro non fanno che riflettere la sempre maggiore attenzione che l'intera società dedica ai bambini, visti ora anche dal punto di vista giuridico come persone dotate di diritti e da essere difese contro lo sfruttamento degli adulti. Negli anni in cui negli Stati Uniti il National Child Labor Committee incarica il fotografo Lewis Hine di documentare le drammatiche condizioni del lavoro minorile, il cinema di Hollywood contribuisce alla causa con film come Children Who Labor (1912), diretto da Ashley Miller (con la piccola Shirley Mason), e The Cry of the Children (1912) diretto da George Nichols (con protagonista la piccola Marie Eline), nel quale si includono immagini documentarie di bambini lavoratori. Ci si comincia a preoccupare anche delle condizioni di lavoro dei tanti attori bambini ora impiegati nel mondo dello spettacolo. A New York nel 1914 viene aperta la Professional Children's School, la prima scuola specificatamente modellata per dare un'educazione ai bambini che lavoravano nel cinema, nel teatro e nel vaudeville, a New York e "on the road".

### L'epoca d'oro del muto (1915-1929)

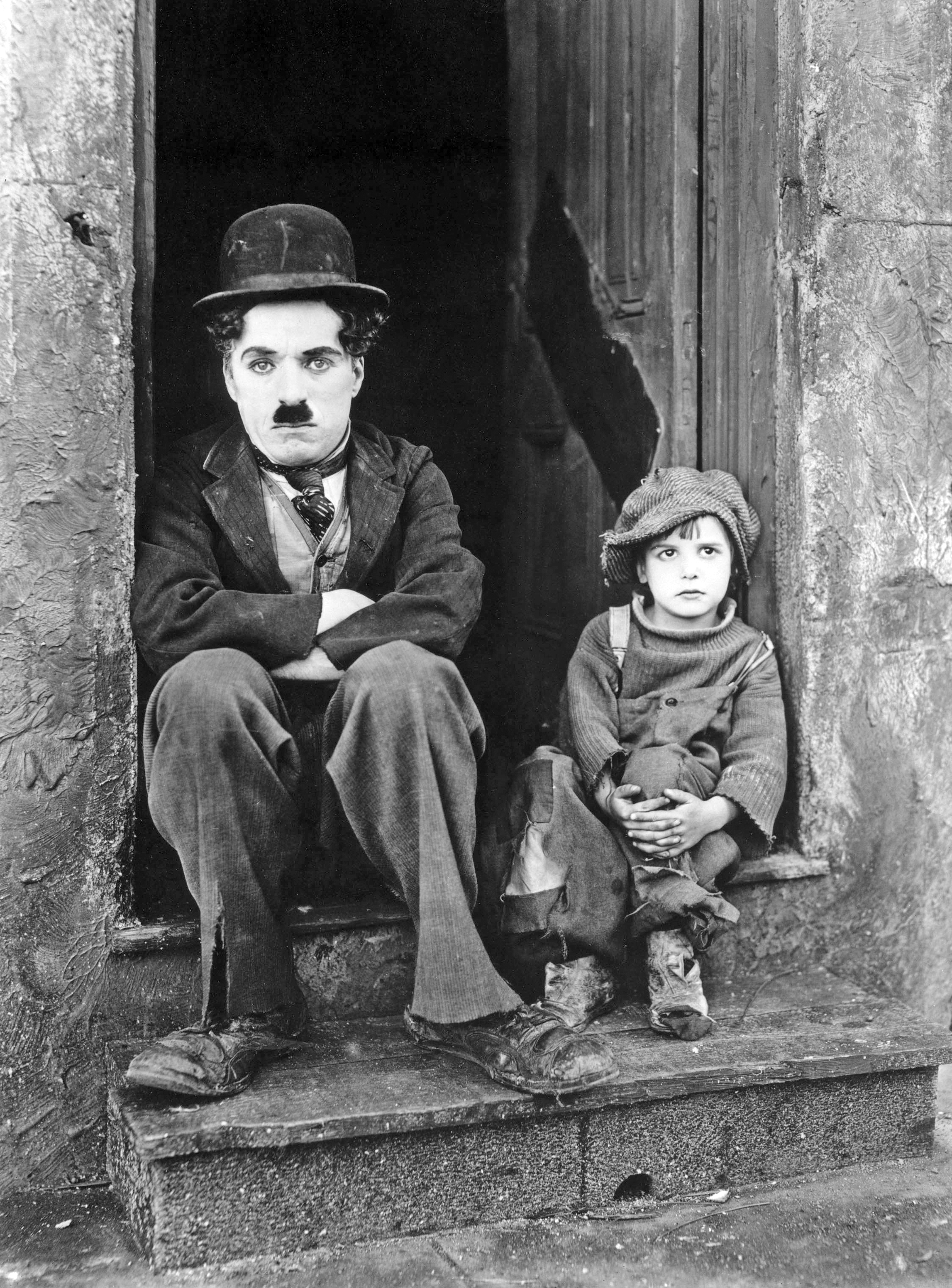
Jackie Coogan con Charlie Chaplin ne Il monello (1921)

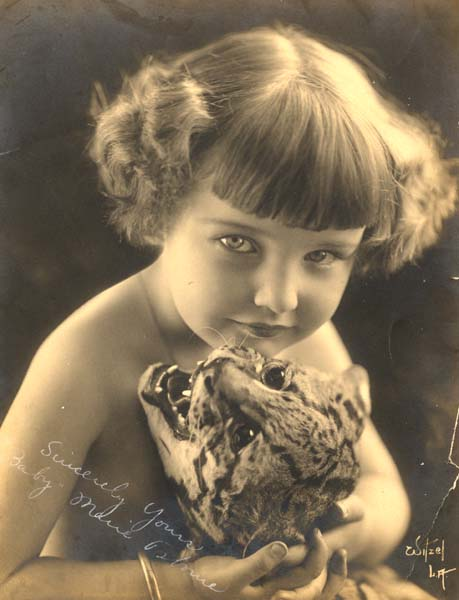
Marie Osborne (Baby Marie), considerata la prima star bambina del cinema muto

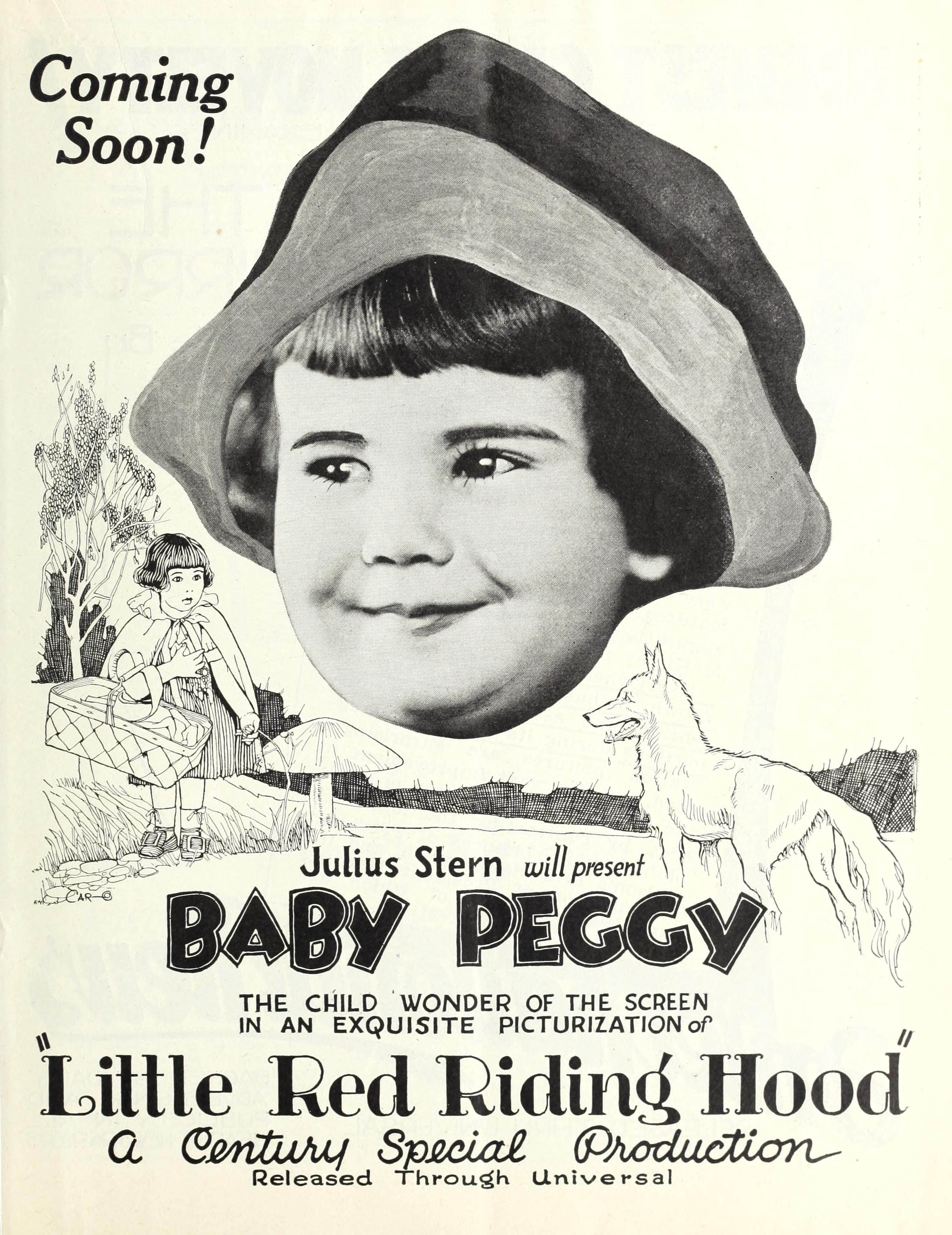
Diana Serra Cary (Baby Peggy) nel 1922

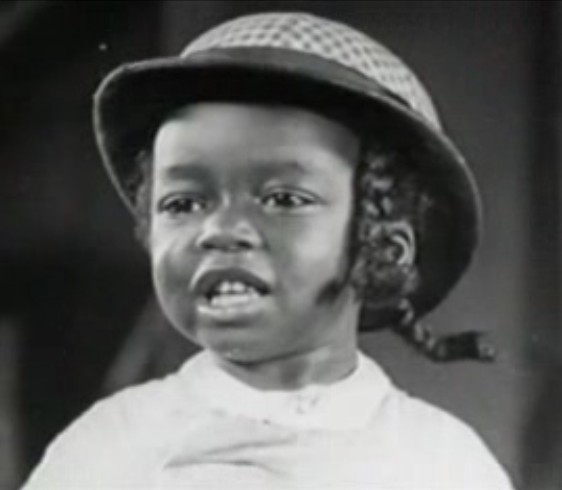
Allen Hoskins nel 1923

Intorno alla metà degli anni dieci, il lungometraggio si impone come la misura standard della programmazione nelle sale e gli attori bambini, già affermati interpreti in cortometraggi, vi trovano sempre più spazio. Tra di essi emergono Lina Basquette, Mae Giraci, Ben Alexander, Frankie Lee, Virginia Lee Corbin, Zoe Rae, Peaches Jackson, Mary Jane Irving, e altri ancora.
Permangono ancora forti remore ad affidare a bambini parti considerate troppo impegnative e rinunciare al richiamo di un nome noto come protagonista. Il mezzo cinematografico, con l'uso di primi piani, impone tuttavia un maggior "realismo" rispetto al teatro. Si ricorre così a giovani attori e attrici adolescenti dal fisico minuto e dall'aspetto fanciullesco, che "sembrino" bambini, come Jack Pickford, Mary Pickford e Lillian Gish. Potendo essi interpretare con naturalezza anche ruoli di età notevolmente inferiore alla loro, li si usa per i ruoli di protagonista, mentre agli attori bambini sono riservate le parti di supporto. Mary Pickford in particolare si specializza in parti di bambino/a, con una lunga serie di film di grande successo commerciale: Una povera bimba molto ricca (1917), Rebecca of Sunnybrook Farm (1917), Papà Gambalunga (1919), Pollyanna (1920), Little Lord Fauntleroy (1921) (in cui l'attrice recitò sia la parte della madre sia del figlio), fino a Sparrows (1926).
Gli attori bambini intanto dimostravano di poter aver pubblico e successo anche senza la tutela di attori adulti. Nel 1915 Gordon Griffith fu il primo attore bambino protagonista in un lungometraggio (Little Sunset). Marie Osborne Yeats ("Baby Mary Osborne") è la prima star bambina del cinema muto americano con una serie di film diretti da Henry King, tra cui Little Mary Sunshine (1916). Nel 1918 ancora Gordon Griffith riscuote grande successo come Tarzan bambino nel primo film sul personaggio della giungla, tanto da essere chiamato a ripetere il ruolo, questa volta come "figlio di Tarzan", nel 1920, anno in cui diventa anche il primo "Tom Sawyer" bambino della storia del cinema. In Europa intanto l'ungherese Tibor Lubinszky è il primo attore bambino a interpretare i ruoli classici di Il piccolo Lord (1918), Oliver Twist (1919) e The Prince and the Pauper (1920), fino ad allora tradizionalmente riservati a giovani attrici. In quegli stessi anni ricevono ruoli importanti anche Rolf Lindau in Germania e Palle Brunius in Svezia.
Nel 1921 il film Il monello (The Kid) segna un momento di svolta radicale. Charlie Chaplin è il primo regista a intuire e a sfruttare fino in fondo le capacità protagonistiche che i bambini potevano avere davanti alla macchina da presa. A sei anni Jackie Coogan era già un attore consumato sia nel vaudeville sia sul set cinematografico. All'indomani della prima guerra mondiale, segnata dal dramma di migliaia e migliaia di orfani, Coogan commuove con il suo personaggio di bambino povero, abbandonato, desideroso di affetto e al tempo stesso pieno di vita, di intraprendenza e di speranza nel futuro. Il suo stile realistico di interpretazione si ripete con successo negli anni seguenti, da My Boy (1921), a Oliviero Twist (1922) e The Rag Man (1925), e offre un modello per un'intera generazione di attori bambini, a cominciare da Diana Serra Cary ("Baby Peggy"), l'altra stella emergente dei primi anni venti negli Stati Uniti. Ma l'impatto è ancora più profondo.
Da un lato, l'esperienza della serie delle Simpatiche canaglie, vera fucina di giovani talenti dal 1922 al 1944, conferma che c'è un mercato vasto e remunerativo per film interpretati da bambini. Negli anni venti la serie lancia al successo bambini come Peggy Cartwright, Mary Kornman, Mickey Daniels, Jackie Condon, Joe Cobb, Jean Darling e Mary Ann Jackson, ed è fra l'altro la prima a includere nel gruppo dei protagonisti con un ruolo di assoluto rilievo anche i piccoli attori afro-americani Ernie "Sunshine Sammy" Morrison, Allen "Farina" Hoskins, ed Eugene "Pineapple" Jackson. Il contratto firmato tra la Kellogg e la produzione delle Simpatiche canaglie segna anche l'ingresso degli attori bambini nel mercato della pubblicità in una simbiosi che al tempo stesso sfrutta la loro popolarità e la rinforza, contribuendo a una loro presenza sempre più diffusa nella società intera.
D'altro lato, a differenza di quanto avveniva nel teatro, i registi sono ora più propensi a impiegare attori bambini non solo come protagonisti in film per ragazzi (Wesley Barry, Virginia Davis), ma anche per parti di primo piano in importanti produzioni per adulti. È questo il caso di Philippe De Lacy negli Stati Uniti; Jean Forest e André Heuzé in Francia; Martin Herzberg in Germania, ma soprattutto del quindicenne russo-francese Nicolas "Vladimir" Roudenko che nei panni del giovane Napoleone nel capolavoro di Abel Gance offre nel 1925 quella che da molti critici viene considerata la più memorabile interpretazione data da un attore bambino nel cinema muto in un ruolo drammatico. Anche nella ristretta schiera di coloro che si affermano come affidabili interpreti in numerosi ruoli di comprimari (Frankie Darro, Muriel Frances Dana, Mickey McBan, Pat Moore), può capitare l'occasione della vita, come a Michael D. Moore in Il re dei re (1927) e a Robert Gordon in The Jazz Singer (1927).
Anche gli attori bambini del cinema vedono ora riconosciuta la loro professionalità. Come già a New York per i piccoli interpreti di Broadway, si apre nel 1925 anche in California la prima scuola specificamente dedicata ai piccoli interpreti di Hollywood (The Hollywood Conservatory of Music and Arts, poi Hollywood Professional School).
La presenza di bambini, come co-protagonisti delle vicende narrate, è un'importante componente anche per il successo dei primi grandi documentari etnografici negli anni venti, da Nanuk l'esquimese (1922) e L'ultimo Eden (1926) di Robert J. Flaherty ai film di Merian C. Cooper ed Ernest B. Schoedsack: Grass: A Nation's Battle for Life (1925) e Chang: la giungla misteriosa (1927).

### L'avvento del sonoro: gli anni trenta

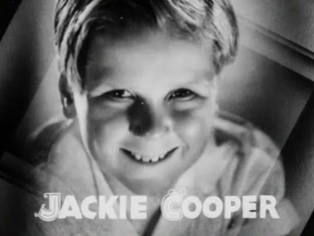
Jackie Cooper

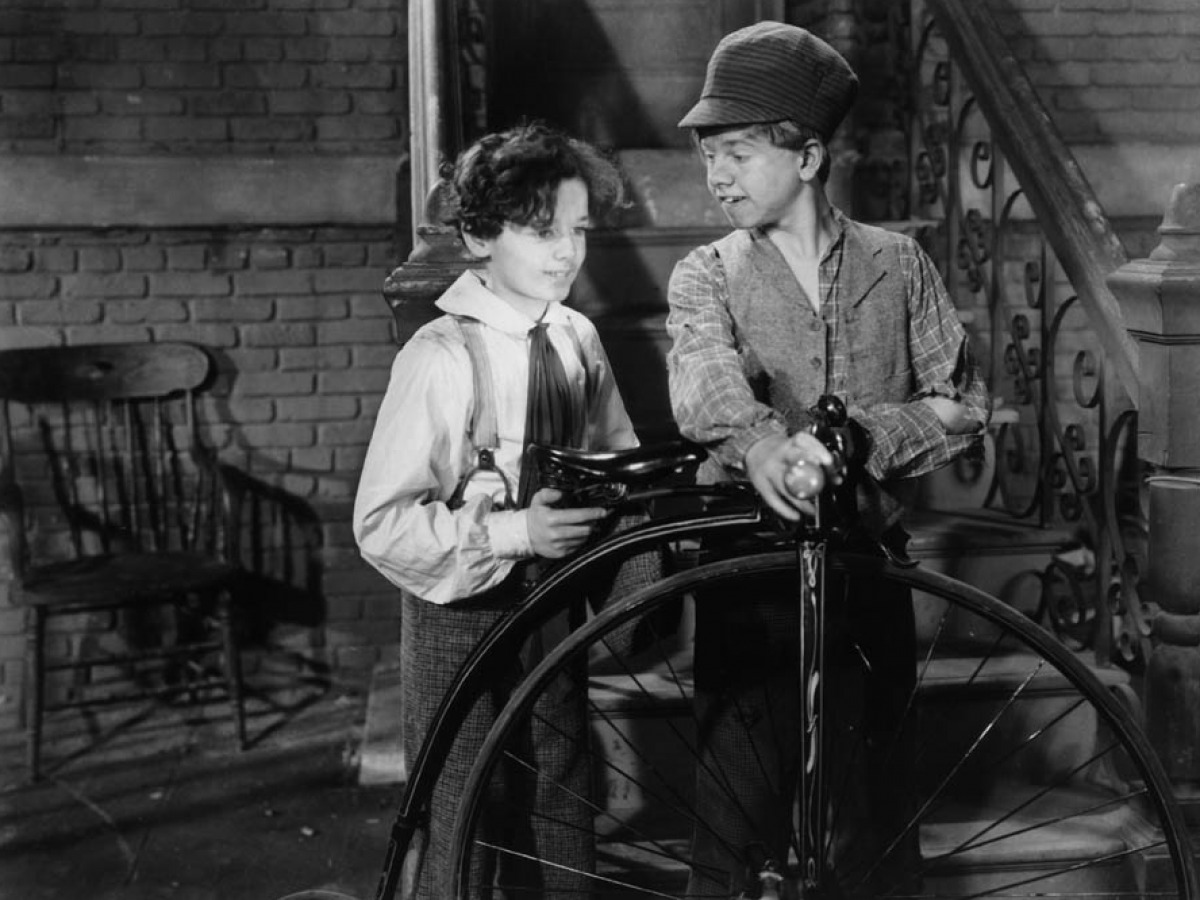
Freddie Bartholomew e Mickey Rooney in Lord Fauntleroy (1936)

Con il passaggio dal muto al sonoro, si rafforza la presenza e il ruolo degli attori bambini. Il primo di essi ad acquisire notorietà nel sonoro è il piccolo Davey Lee (Sonny Boy), che lanciato al successo da Al Jolson è protagonista tra il 1928 e il 1930 di sei lungometraggi nei quali può far mostra anche delle proprie doti canore.
Il cinema scopre di essere ora in grado di utilizzare pienamente, e meglio di ogni altro mezzo, la recitazione "naturale" dei bambini, cogliendo le loro espressioni e la loro voce senza alcuna forzatura. Il gruppo delle Simpatiche canaglie raggiunge l'apice della sua notorietà negli anni trenta, grazie all'apporto di attori come Jackie Cooper, Norman "Chubby" Chaney, Donald Haines, George "Spanky" McFarland, Tommy "Butch" Bond, Scotty Beckett, Dickie Moore, Carl "Alfalfa" Switzer, Darla Hood ed Eugene "Porky" Lee. La serie, fra l'altro, continua a essere la sola dove attori afroamericani (ora Matthew "Stymie" Beard e Billie "Buckwheat" Thomas) lavorino integrati nel gruppo come co-protagonisti, mentre a Dorothy Dandridge, Sammy Davis Jr. e Harold Nicholas, giovanissimi e talentuosi interpreti del vaudeville, il cinema offriva solo qualche cortometraggio o brevi sequenze che potessero essere tagliate quando i film erano distribuiti nelle sale del Sud segregazionista.
A riprova che gli attori bambini a Hollywood non sono più presenza marginale, il film Skippy (regia di Norman Taurog, 1931) è il primo film interpretato da bambini a essere premiato con un Oscar e tre nomination. Il protagonista Jackie Cooper, che ha lasciato le Simpatiche canaglie per entrare nel grande cinema, diventa a 9 anni il più giovane interprete a essere nominato all'Oscar come miglior attore. Famosi rimangono i suoi film in coppia con Wallace Beery: Il campione (1931), The Bowery (1933), L'isola del tesoro (1934) e Il circo (1935).
Se Jackie Cooper è l'erede di Jackie Coogan, Freddie Bartholomew lo è di Philippe De Lacy, del quale ripete il ruolo del figlio di Anna Karenina nella versione sonora del 1935 sempre interpretata da Greta Garbo. Per alcuni anni, Bartholomew è l'attore bambino più pagato di Hollywood, con una serie importante di successi, da David Copperfield (1935) a Lord Fauntleroy (1936) e Capitani coraggiosi (1937).

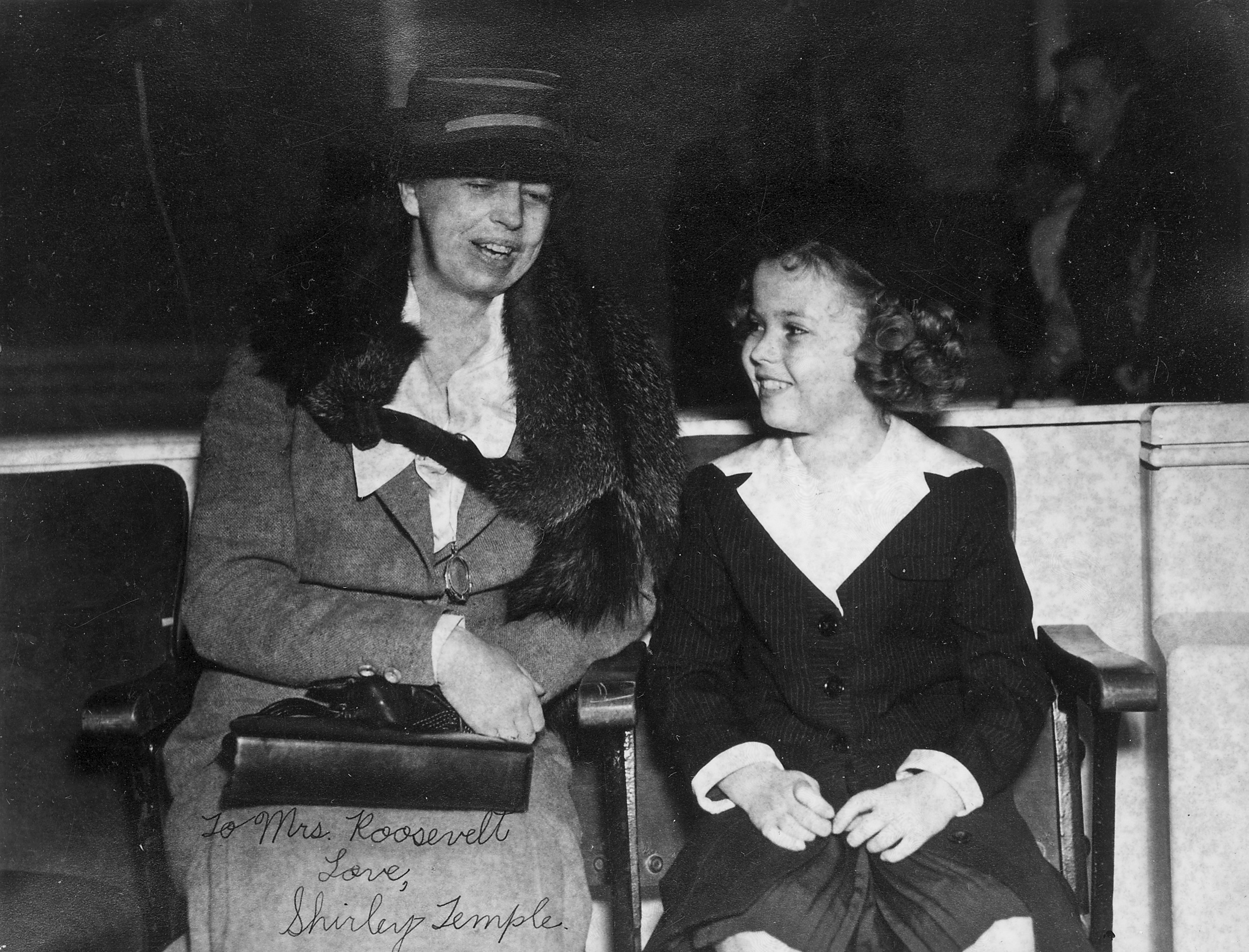
Shirley Temple con un'ammiratrice di eccezione, la First Lady Eleanor Roosevelt

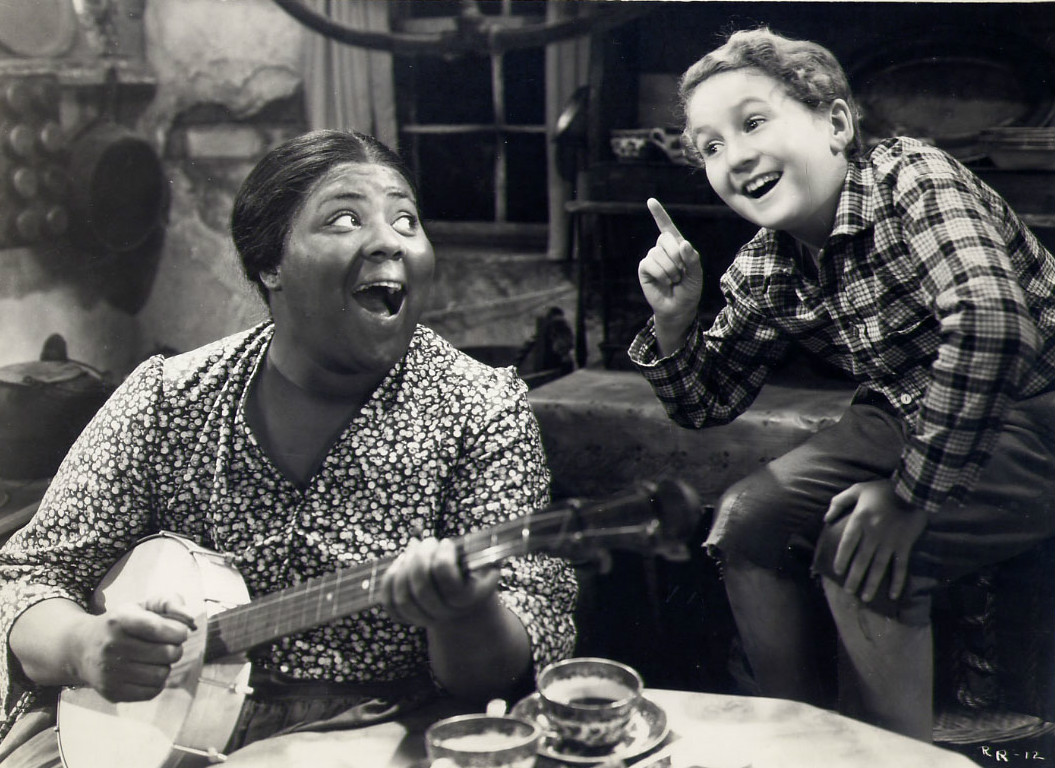
Bobby Breen con Louise Beavers in Rainbow on the River (1936)

Ma gli anni trenta sono soprattutto il decennio di Shirley Temple, la quale ottiene una notorietà (e una retribuzione) da grande star del cinema con una serie di film di grande successo popolare, da Bright Eyes (1934) a The Little Colonel (1935), Riccioli d'oro (Curly Top, 1935), Wee Willie Winkie (1937), Heidi (1937), The Little Princess (1939). Nel 1935 riceve un Oscar speciale in riconoscimento del suo talento e come segno di gratitudine per aver largamente contribuito con gli incassi dei suoi film alla sopravvivenza dell'industria cinematografica nei difficili anni della grande depressione. Temple è un'attrice completa, il cui precoce talento, manifestatosi sin dai primi cortometraggi, trova piena espressione nel sonoro. La bambina recita, balla, canta e si mostra perfettamente a suo agio nell'interagire anche con le più celebrate star del cinema americano, così come lo è di fronte alle numerose personalità della società e della politica che incontra al di fuori del set.
Bobby Breen è in quegli anni il corrispettivo maschile di Shirley Temple. Nato in Canada, dotato di buona presenza scenica ma soprattutto di una voce eccezionale, è uno dei cantanti più popolari degli anni '30 in America e protagonista tra il 1936 e il 1939 di ben otto film di grande successo commerciale, da Let's Sing Again (1936) a Way Down South (1939).

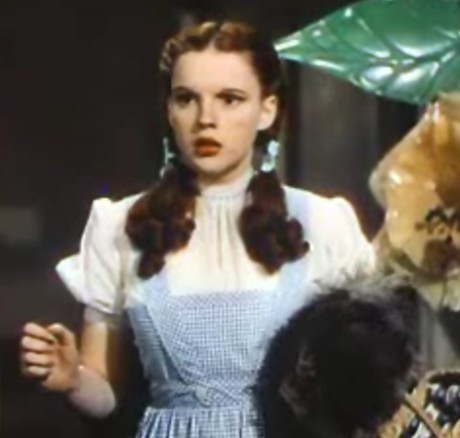
Judy Garland ne Il mago di Oz (1939)

Anche Mickey Rooney, Deanna Durbin e Judy Garland raggiungono grande fama negli anni trenta con un lungo apprendistato di attori e cantanti bambini nel teatro e nel cinema, che vale a ciascuno di loro il riconoscimento dell'Oscar giovanile tra il 1939 e il 1940. Mickey Rooney e Judy Garland, da soli e spesso in coppia, continueranno per anni anche da giovani attori a interpretare parti di bambini e adolescenti, in film di grande successo come Il mago di Oz, La città dei ragazzi, la serie di Andy Hardy, e i musicals Piccoli attori, Musica indiavolata e I ragazzi di Broadway.
Fuori dal coro, Bonita Granville viene nominata all'Oscar per una parte che si distacca dallo stereotipo imperante dell'infanzia come era dell'innocenza e della bontà. Nel film La calunnia (1936) è una bambina perfida e viziata pronta a rovinare la vita di due sue insegnanti con le proprie calunnie.
Il divismo degli attori bambini a Hollywood è all'origine delle prime pubblicazioni celebrative, ma anche di una serie infinita di cause legali, che oppongono famosi attori bambini come Jackie Coogan e Freddie Bartholomew a membri delle loro stesse famiglie, circa l'usufrutto dei loro consistenti profitti. Nel 1939 si giunge finalmente in California all'approvazione di una legge (la cosiddetta "Coogan Law") che salvaguardia una porzione degli introiti per la maggiore età del minore e regolamenta le condizioni di lavoro spesso massacranti cui i bambini erano spesso sottoposti, offrendo loro la possibilità di conciliare studio e lavoro e di avere maggiore tempo libero.
Il fenomeno degli attori bambini dall'America si espande ad altri paesi, pur senza raggiungere forme comparabili di divismo. La Francia ha Robert Lynen (Pel di carota, 1932), la Germania risponde con Inge Landgut, Hans Richter e Hans Joachim Schaufuß. L'indiano Sabu è il primo attore bambino non di origine europea ad acquisire notorietà nel cinema con la sua interpretazione di La danza degli elefanti (1937), Il principe Azim (1938) e Il ladro di Bagdad (1940). Nella Germania nazista (Rolf Wenkhaus in S.A.-Mann Brand, 1933; Jürgen Ohlsen in Hitlerjunge Quex, 1933; Klaus Detlef Sierck in Kadetten, 1939), così come nell'Italia fascista (Franco Brambilla in Vecchia guardia, 1934) e nella Russia sovietica (Aleksej Ljarskij ne L'infanzia di Maxim Gorky, 1938), gli attori bambini sono sfruttati dalla propaganda ideologica diretta alle giovani generazioni come efficaci simboli e modelli di eroismo e idealismo. A questi giovani attori, prigionieri del loro ruolo, non resterà altra alternativa nella loro vita futura che di cadere in disgrazia (Ohlsen) per non essersene dimostrato all'altezza o di identificarsene fino in fondo (Ljarskij, Brambilla, Sierck, Wenkhaus), fino alla morte sul campo di battaglia.

### Gli anni quaranta: l'impatto del neorealismo

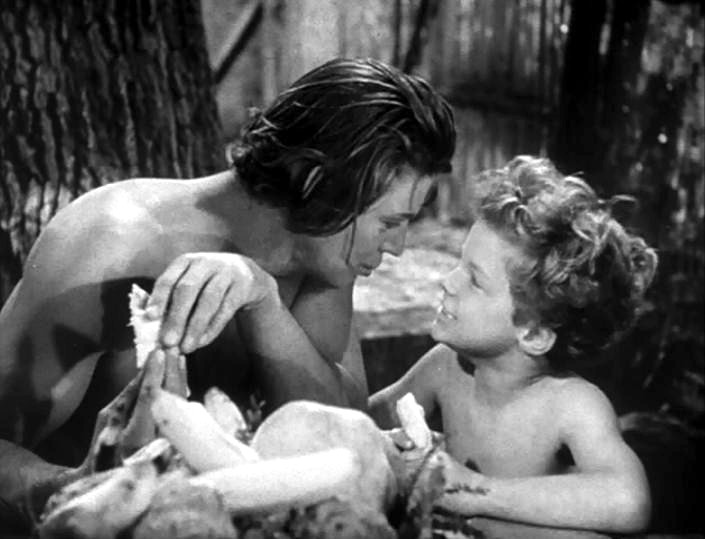
Johnny Sheffield con Johnny Weissmuller

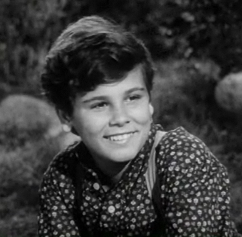
Dean Stockwell

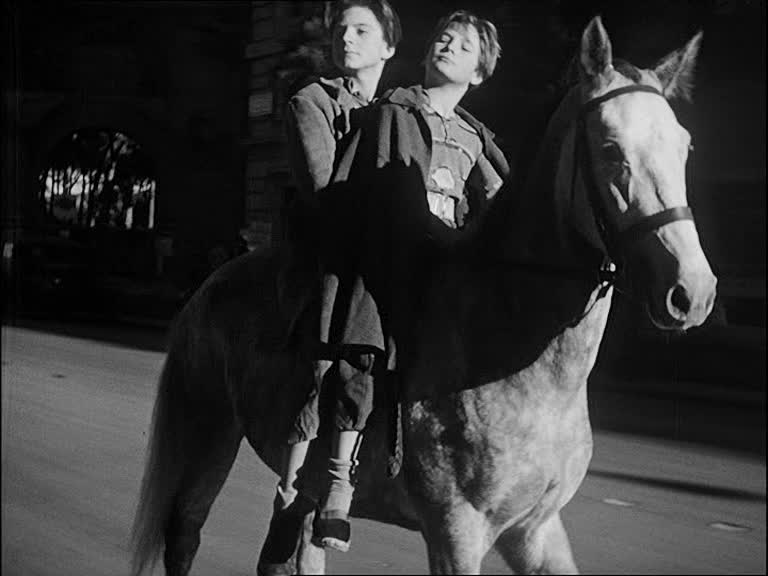
Franco Interlenghi e Rinaldo Smordoni in Sciuscià (1946)

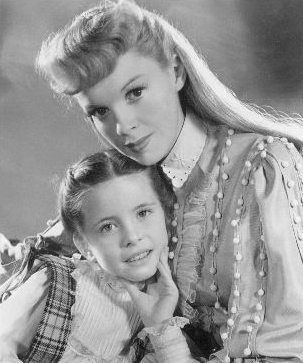
Margaret O'Brien con Judy Garland

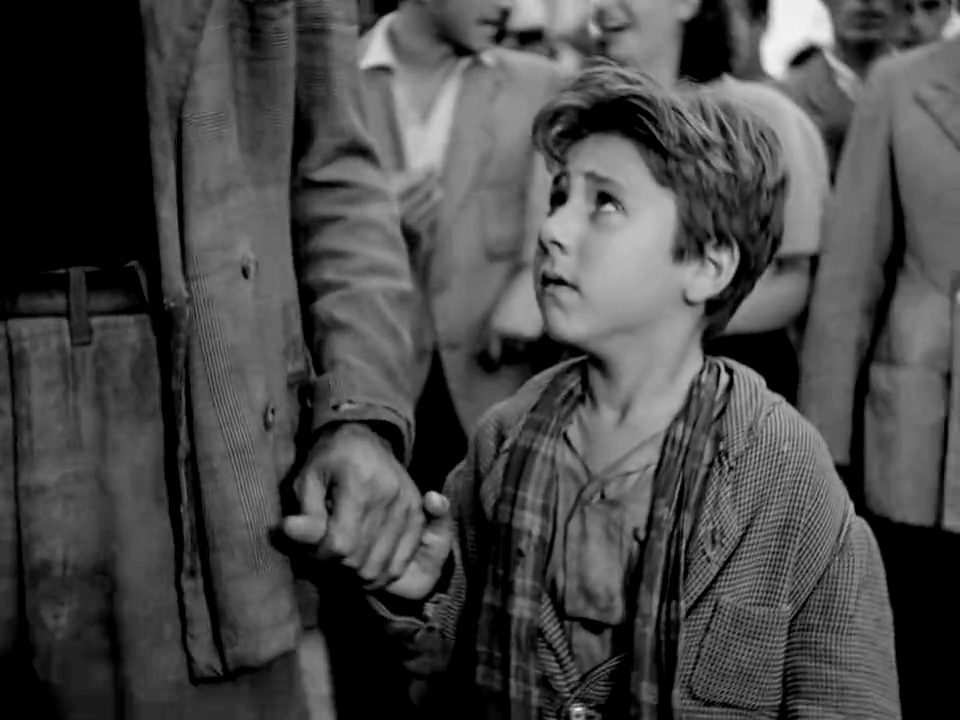
Enzo Staiola in Ladri di biciclette (1948)

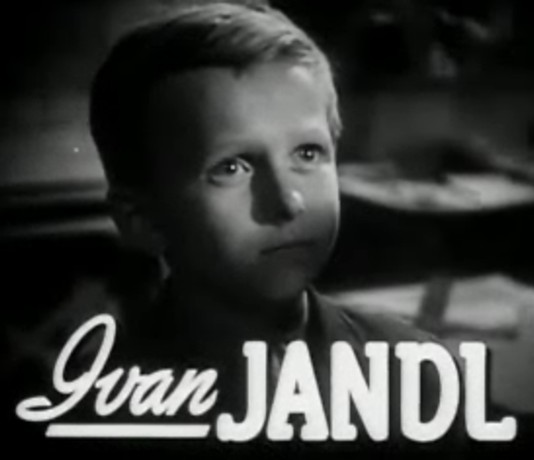
Ivan Jandl in Odissea tragica (1948)

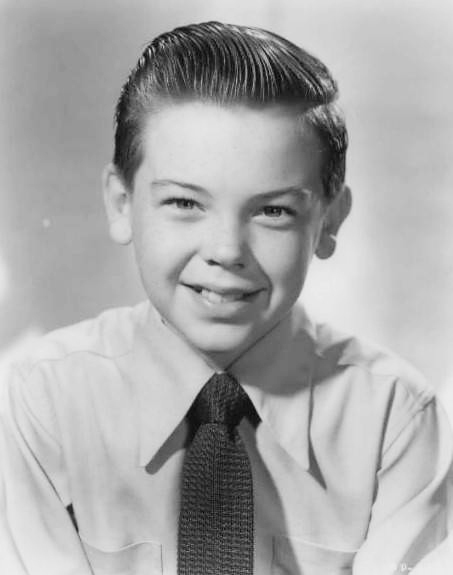
Bobby Driscoll

La serie delle Simpatiche canaglie giunge alla sua conclusione nei primi anni quaranta, non prima di aver lanciato altri giovani talenti come Mickey Gubitosi e Billy Laughlin. I gusti erano cambiati ma soprattutto gli attori bambini erano divenuti una presenza ormai radicata e diffusa nell'industria dell'intrattenimento. Dal 1939 al 1947 Johnny Sheffield è il popolarissimo "Boy", figlio adottivo di Tarzan e Jane, in una lunga serie di film. Margaret O'Brien, Dean Stockwell e Bobby Driscoll sono i più prolifici e richiesti tra gli attori bambini professionisti del periodo, con una lunga serie di film di successo. Anche Elizabeth Taylor e Natalie Wood raggiungono i loro primi successi già da bambine rispettivamente nei film Gran Premio (1944) e Il miracolo della 34ª strada (1947).
Il cinema è continuamente alla ricerca non solo di nuovi talenti ma di nuove prospettive. Alcuni registi non si accontentano di raccontare storie di bambini ma cercano di esplorare la realtà (anche nei suoi aspetti più crudi e drammatici) attraverso gli occhi dei bambini. È così con Roddy McDowall in Com'era verde la mia valle (1941), Luciano De Ambrosis in I bambini ci guardano (1942), e Peggy Ann Garner in Un albero cresce a Brooklyn (1945). È il preludio alla grande svolta neorealistica del cinema italiano del dopoguerra che nei film di Vittorio De Sica e Roberto Rossellini si afferma a livello internazionale anche in larga misura attraverso l'interpretazione spontanea di bambini attori non professionisti come Franco Interlenghi e Rinaldo Smordoni in Sciuscià (1946); Alfonsino Pasca in Paisà (1946); Enzo Staiola in Ladri di biciclette (1948); e Edmund Meschke in Germania anno zero (1948). Con l'unica eccezione di Franco Interlenghi (destinato poi a una lunga carriera di attore da adulto), per questi bambini la notorietà resta legata a un solo film nel quale è stato loro chiesto di interpretare sé stessi.
La lezione del neorealismo si fa sentire nella produzione di film documentari o semi-documentari che mettono al centro le sofferenze dei bambini nell'immediato dopoguerra (e in cui per la prima volta si fa riferimento esplicito al dramma dell'Olocausto), come The Children of Europe (regia di Theodore Andrica, 1947), Our Children (Unzere Kinder, regia di Natan Gross e Shaul Goskind, 1948) o È accaduto in Europa (Valahol Európában, regia di Géza von Radványi, 1948). Il cinema di Hollywood risponde con Ivan Jandl in Odissea tragica (1948), la storia di un bambino e di sua madre che, sopravvissuti ai campi di concentramento ma separati l'uno dall'altra, si cercano in una Germania distrutta dalla guerra. L'influenza del neorealismo si avverte anche in generi distanti, come il racconto storico di Oliver Twist (1948), che nell'interpretazione di John Howard Davies diventa cruda denuncia dello sfruttamento minorile, o i thriller Idolo infranto (1948) con Bobby Henrey e La finestra socchiusa (1949) con Bobby Driscoll.
All'innocenza dei bambini è associata una sensibilità particolare che li porta a essere protagonisti di storie che li pongono al contatto con il soprannaturale. Ann Carter ne Il giardino delle streghe (The Curse of the Cat People, 1944) e Dean Stockwell ne Il ragazzo dai capelli verdi (1948) offrono i primi esempi di bambini la cui innocenza e sensibilità li rende capaci di esperienze paranormali, cui gli adulti sono esclusi.
Nel decennio Hollywood premia questi giovanissimi talenti con uno speciale Oscar giovanile assegnato a Margaret O'Brien, Peggy Ann Garner, Claude Jarman (Il cucciolo, 1946), Ivan Jandl, e Bobby Driscoll.

### La televisione e il ritorno agli attori professionisti (gli anni '50)

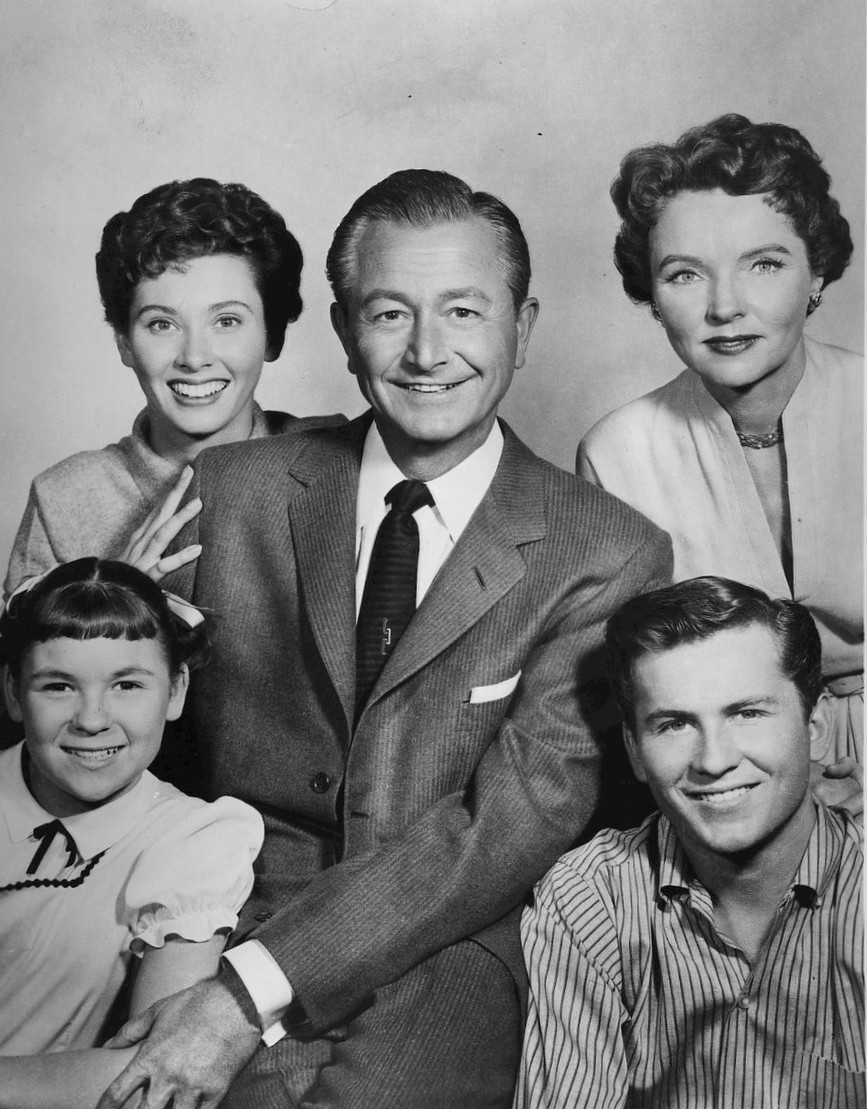
La giovane Lauren Chapin con il cast di Papà ha ragione (1954-60)

Tina Apicella con Anna Magnani in Bellissima (1951)

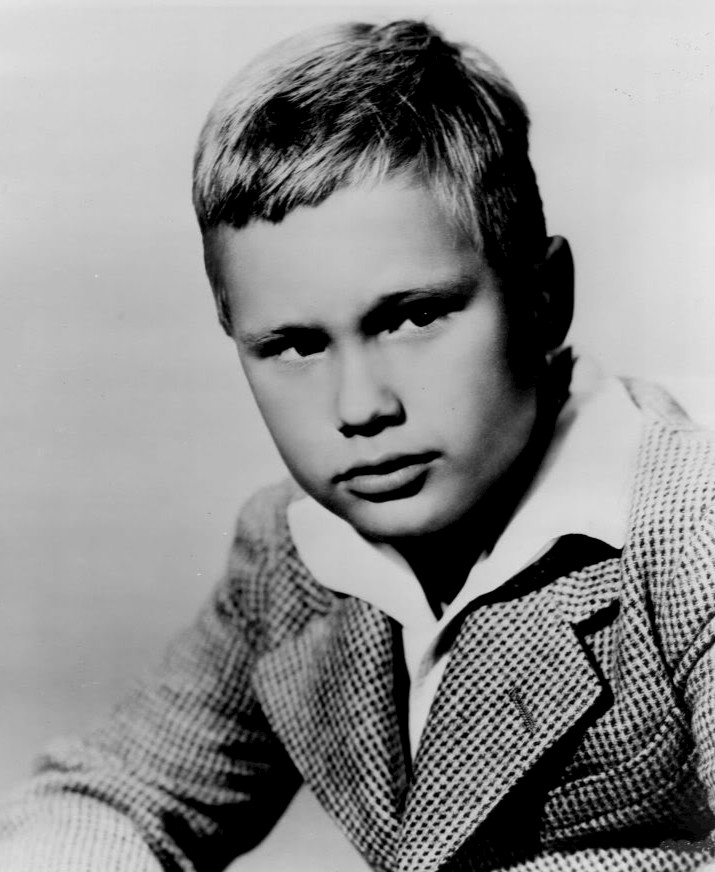
Brandon De Wilde

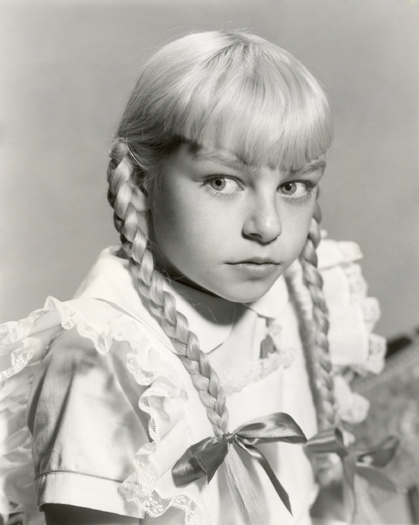
Patty McCormack in Il giglio nero (1956)

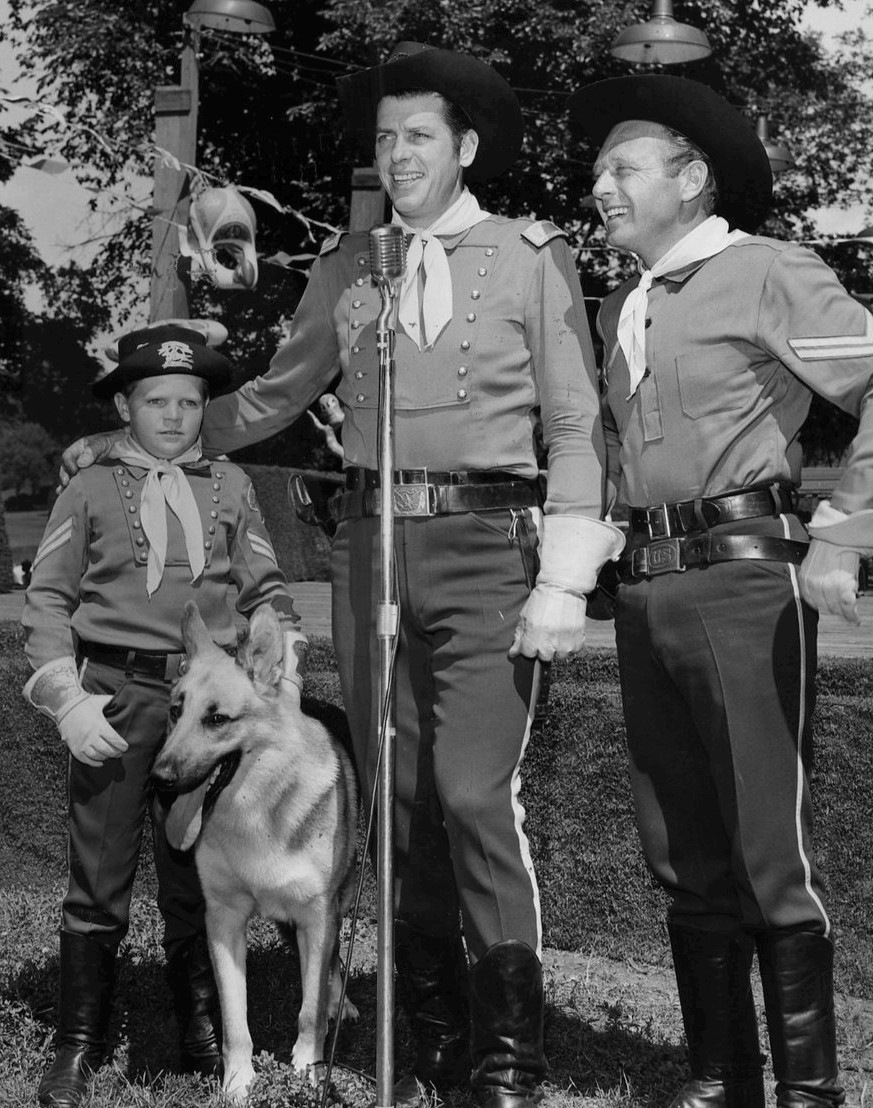
Lee Aaker in Le avventure di Rin Tin Tin (1954-59)

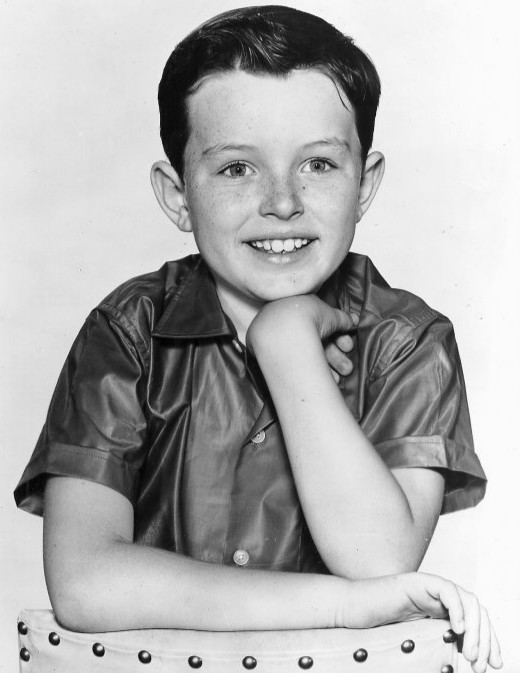
Jerry Mathers

In Bellissima (Italia, 1951) Luchino Visconti erge una bambina (Tina Apicella) a simbolo della ricerca ossessiva di piccoli talenti naturali da sacrificare all'illusione del successo. La grande stagione del neorealismo italiano si chiude così con un personaggio che "sembra criticare l'illusione creata proprio dai film neorealisti: quella di giovanissime star passate come meteore nell'universo cinematografico." Il modello neorealista rimane comunque vivo, negli anni cinquanta, a livello internazionale, dove si continuano a preferire interpreti non professionisti come Georges Poujouly e Brigitte Fossey (Giochi proibiti, Francia, 1952), Pablito Calvo (Marcelino pan y vino, Spagna, 1955), Subir Bannerjee (Pather panchali, India, 1955; Il lamento sul sentiero); Pascal Lamorissee (Il palloncino rosso, Francia, 1956); Pavel Boriskin (Il destino di un uomo, URSS, 1959) e Jean-Pierre Léaud (I 400 colpi, Francia, 1959).
Il cinema americano, con l'unica notevole eccezione di Richie Andrusco in Little Fugitive (1953), torna invece a privilegiare attori bambini che abbiano ricevuto un apprendistato più formale. Sia Brandon De Wilde (Il membro del matrimonio, 1952) sia Patty McCormack (Il giglio nero, 1956) arrivano al cinema ripetendo la parte che li ha resi celebri a Broadway. Entrambi affronteranno altri film importanti, De Wilde ne Il cavaliere della valle solitaria (1953) e Addio, lady (1956), e McCormack in All Mine to Give (1956); entrambi riceveranno la nomina all'Oscar per loro interpretazioni. L'unico Oscar giovanile del decennio è assegnato agli inglesi Jon Whiteley e Vincent Winter in I confini del proibito (1953). Notevole impressione suscitano anche George Winslow opposto a Marilyn Monroe in Gli uomini preferiscono le bionde (1953); Michel Ray in La più grande corrida (1954); Richard Eyer in La legge del Signore (1956); e in particolare Billy Chapin in La morte corre sul fiume (1956). 
La televisione comincia a offrire le prime parti importanti a molti giovani attori e la prospettiva non solo di un valido apprendistato o di qualche impiego occasionale, ma di una continuità di lavoro che cinema e teatro non potevano loro garantire. Lavorare nel cast di una popolare serie televisiva significava essere impiegati per lunghi anni, talora per l'intera durata della loro carriera. Gli attori bambini trovano spazio anzitutto in popolari "serie per famiglia": Judy Nugent e Jimmy Hawkins in The Ruggles (1949-52); Sheila James in Mio padre, il signor preside (1950-55); Ricky Nelson in The Adventures of Ozzie and Harriet (1952-66); Rusty Hamer, Sherry Jackson e Angela Cartwright in Make Room for Daddy (1953-65); Lauren Chapin in Papà ha ragione (1954-60); Paul Petersen in The Donna Reed Show (1958-66). Oppure in western: ancora Jimmy Hawkins in Annie Oakley (1953-57), Anthony Numkena, primo attore bambino professionista nativo americano, in Brave Eagle (1955-56), e soprattutto Johnny Crawford in The Rifleman (1958-1963). Presto i bambini diventano protagonisti, dapprima in popolarissime serie per ragazzi: Lassie (1954-57) con Tommy Rettig (giunto alla televisione dopo i successi cinematografici di Le 5000 dita del Dr. T nel 1953 e La magnifica preda nel 1954); Le avventure di Rin Tin Tin (1954-59) con Lee Aaker; Furia cavallo del West (1955-60) con Bobby Diamond; Le avventure di Campione (1955-56) con Barry Curtis. Con Il carissimo Billy (1957-63) per la prima volta una serie per famiglie è vista interamente dal punto di vista di un bambino, impersonato da Jerry Mathers, anch'egli giunto alla televisione dopo la positiva esperienza al cinema ne La congiura degli innocenti (1955) di Alfred Hitchcock.
Il piccolo schermo contribuisce al tempo stesso ad ampliare le possibilità espressive degli attori bambini. Nel 1951 l'opera lirica "Amahl and the Night Visitors" di Gian Carlo Menotti, la prima prodotta espressamente per la televisione, mostra come grazie alla ripresa televisiva i bambini potessero proporsi come protagonisti anche nell'opera lirica, portando al successo giovani interpreti come Chet Allen e Bill McIver. Dal 1955 al 1959, Il club di Topolino (The Mickey Mouse Club) svolge una funzione analoga a quella esercitata dalle Simpatiche canaglie nei decenni precedente, offrendo una importante vetrina per un'intera generazione di giovani attori e cantanti, come Sharon Baird, Bobby Burgess, Lonnie Burr, Tommy Cole, Annette Funicello, Darlene Gillespie, Cubby O'Brien, Karen Pendleton, Doreen Tracey, e molti altri.
I personaggi dei bambini negli anni cinquanta si fanno più complessi e sfaccettati. Con Billy Gray in Ultimatum alla Terra (1951), Jimmy Hunt in Gli invasori spaziali (1953), Robert Lyden nella serie televisiva Rocky Jones, Space Ranger (1954), e Michel Ray in I figli dello spazio (1958) la fantascienza si aggiunge ai generi offerti agli attori bambini, ancora sfruttando la loro curiosità e innocenza e la loro disponibilità ad accogliere il nuovo o la loro prontezza a reagire al pericolo in contrasto ai dubbi e alle paure degli adulti. Sul versante opposto, Patty McCormack mostra come il male non sia estraneo all'infanzia e possa produrre tragici risultati, offrendo in Il giglio nero (The Bad Seed, 1954 dramma e 1956 film) un inquietante ritratto di bambina psicotica e priva di rimorsi che giunge coscientemente all'omicidio.
Anche il musical comincia a offrire ruoli di rilievo agli attori bambini. Sia The King and I (Broadway, 1951) sia The Sound of Music (Broadway, 1959) hanno al centro della storia un gruppo di bambini. Anche The Music Man (Broadway, 1957) ha tra i suoi personaggi principali quello di un bambino, interpretato nel cast originario da Eddie Hodges.

### Il musical degli anni sessanta

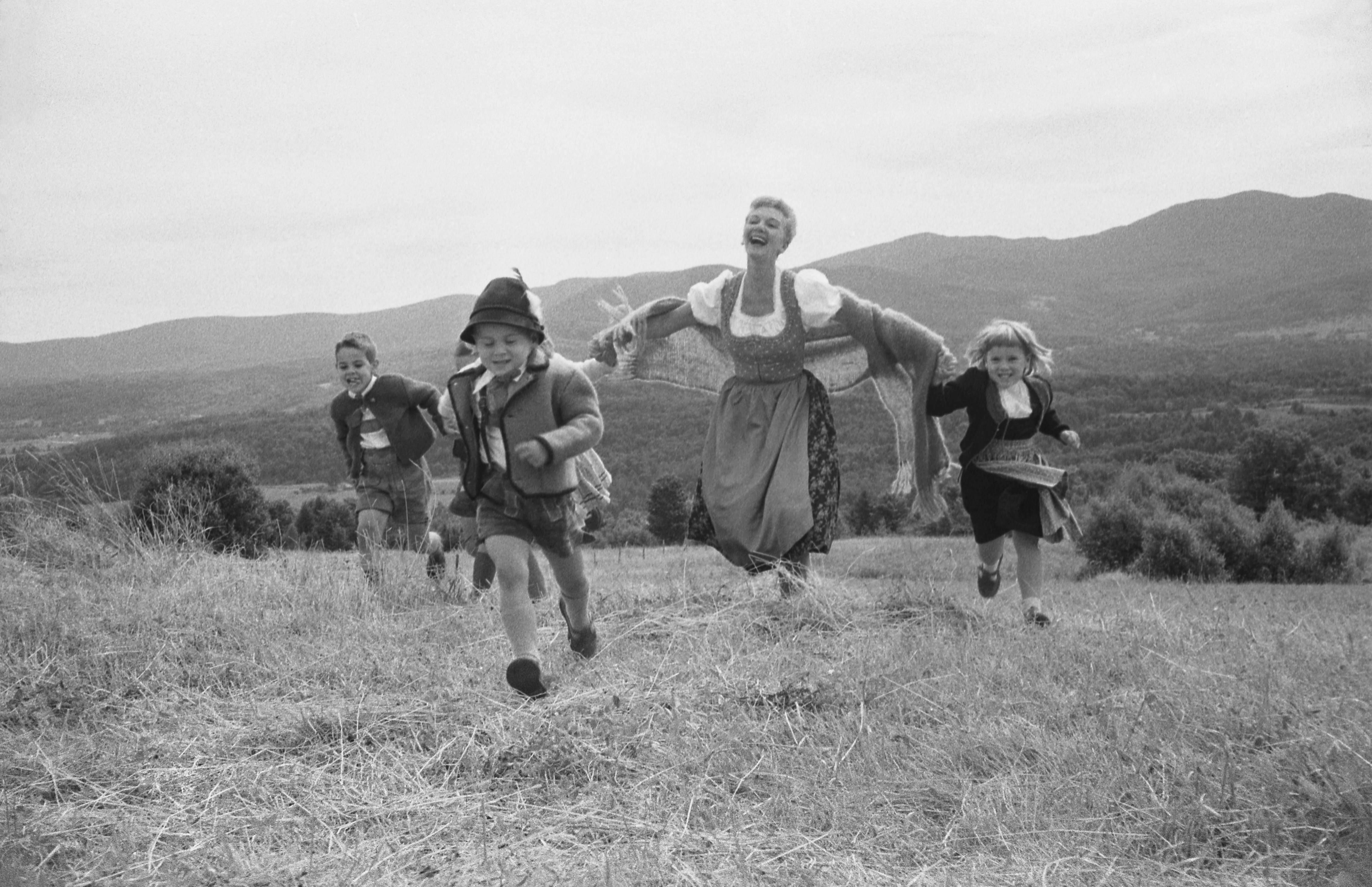
Foto pubblicitaria del musical The Sound of Music

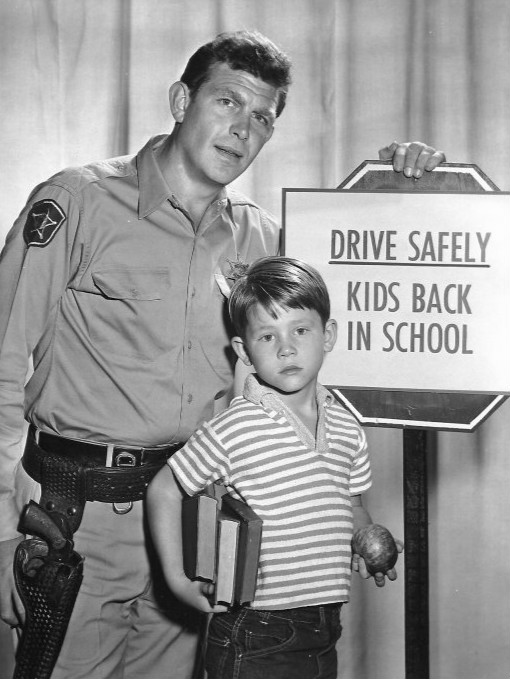
Ron Howard con Andy Griffith

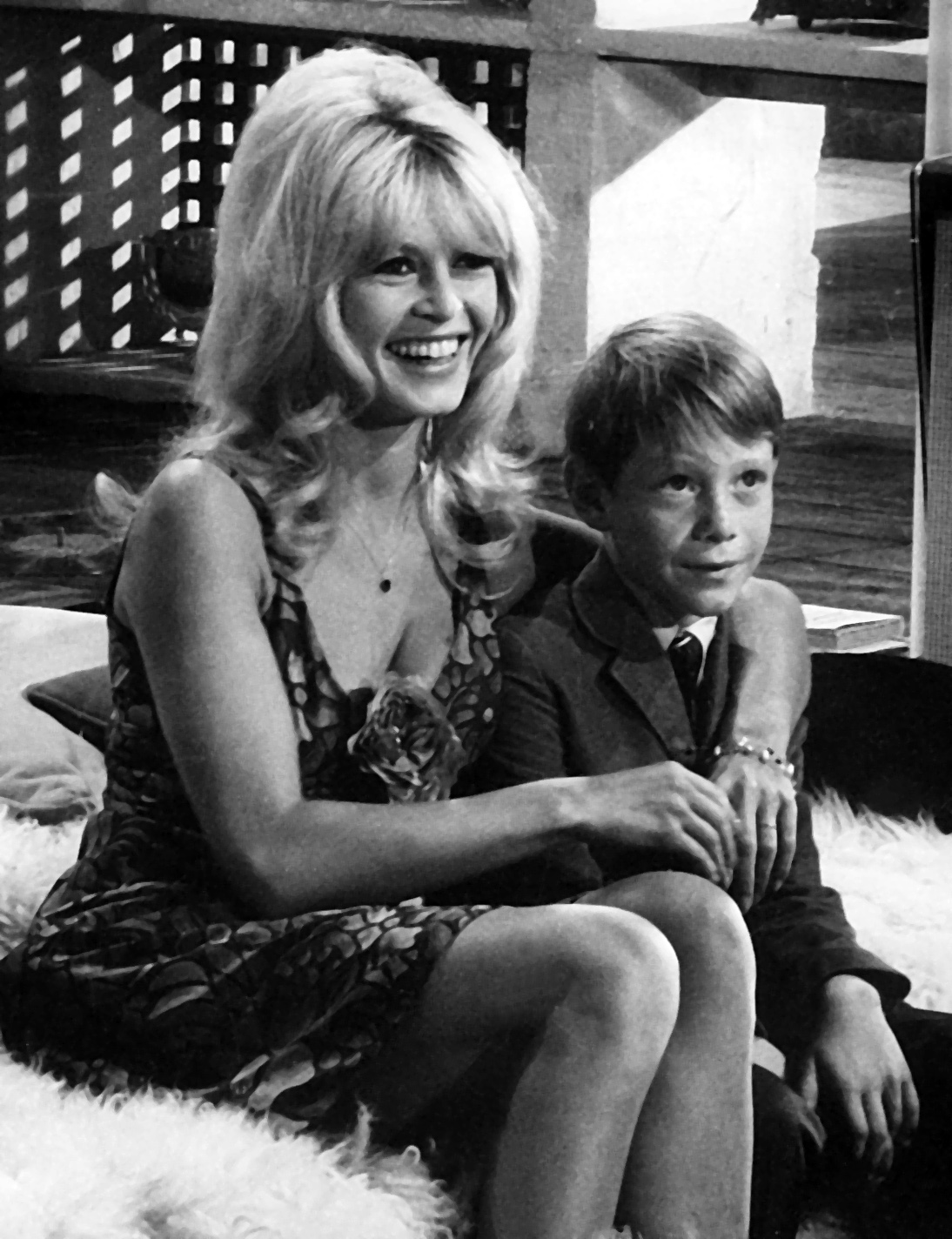
Bill Mumy con Brigitte Bardot

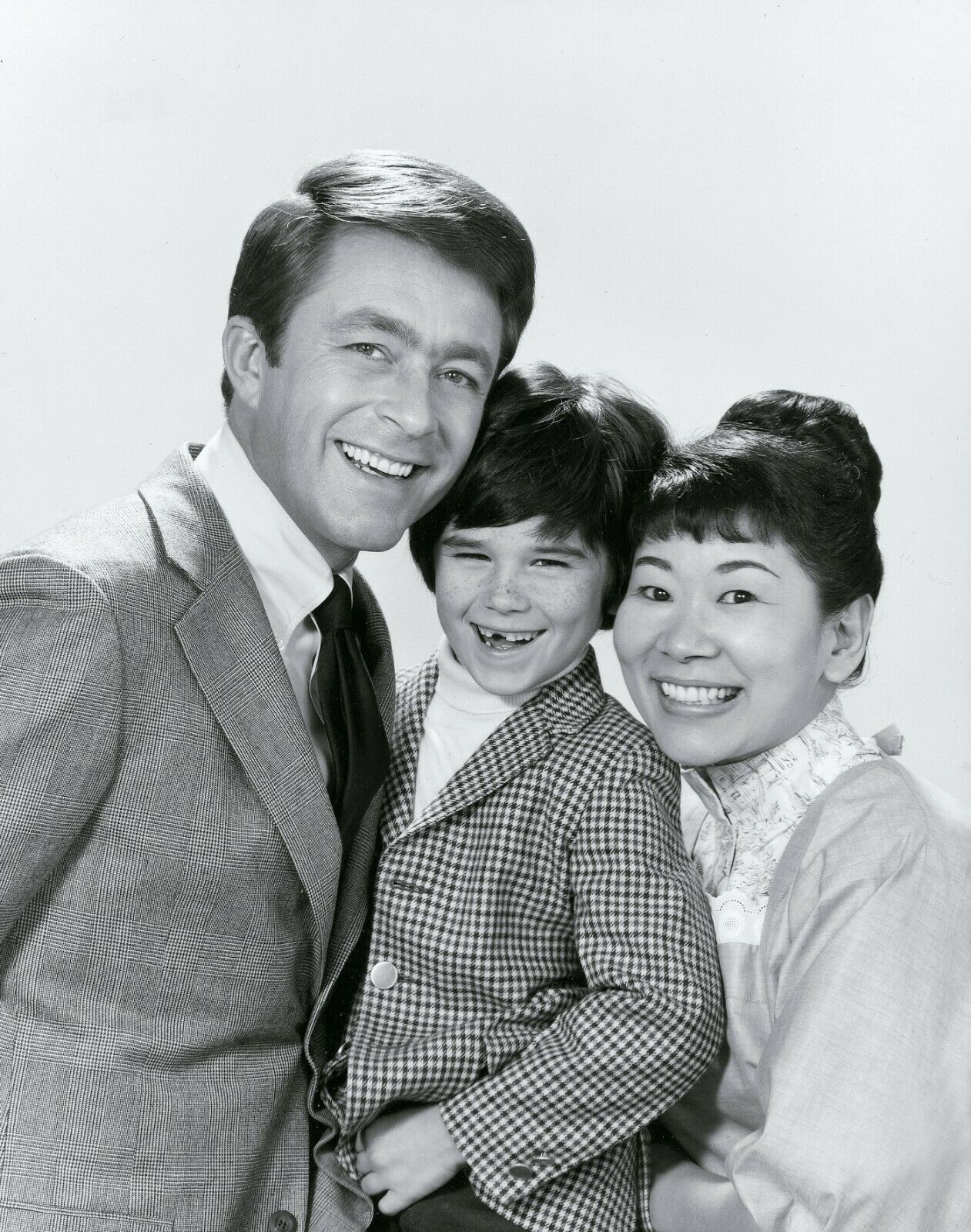
Brandon Cruz con Bill Bixby e Miyoshi Umeki

Gli attori bambini sono ormai una presenza riconosciuta nel cinema internazionale. I nomi di molti di loro sono inclusi nello Hollywood Walk of Fame, a cominciare dall'8 febbraio 1960 quando il riconoscimento fu dato a Shirley Temple, Jackie Coogan, Jackie Cooper, Freddie Bartholomew, Mickey Rooney, e Judy Garland.
Negli anni sessanta gli attori bambini coprono ormai una gamma amplissima di registri, dagli estremi dell'innocenza e del sacrificio a quelli della malvagità e della perversione.
I bambini sono la consolazione dei loro genitori: Ron Howard in Una fidanzata per papà (1963); Karen Dotrice e Matthew Garber in Le tre vite della gatta Tomasina e Mary Poppins (entrambi del 1964); Bill Mumy in Erasmo il lentigginoso (1965). Questa caratteristica si accentua specie nelle serie televisive, dove curiosamente gli attori bambini sono quasi tutti chiamati a interpretare la parte di figli unici di genitore vedovo/a e l'intera azione si incentra proprio sulla stretta relazione tra genitore e figlio. È così per Ron Howard in The Andy Griffith Show (1960-68); Marc Copage, primo attore bambino afro-americano in una serie non stereotipata in Giulia (1968-71); e Brandon Cruz in Una moglie per papà (1969-72).
Gli stessi "adorabili" bambini possono tuttavia trasformarsi in mostri omicidi, come Martin Stephens ne Il villaggio dei dannati (1960) o lo stesso Bill Mumy nel celebre episodio It's a Good Life (1961) di Ai confini della realtà. Da oggetto del desiderio la bambina (Sue Lyon) diventa cinica seduttrice in Lolita (1962) in uno dei più controversi film degli anni sessanta. Nel film Che fine ha fatto Baby Jane? (1962) Betty Davis è un'ex attrice bambina trasformatasi da adulta in un personaggio d'orrore, quasi a voler rivelarne la natura nascosta. Il racconto post-apocalittica Il signore delle mosche (1963, con James Aubrey), basato su un romanzo di William Golding, demolisce il mito dell'innocenza "naturale" dei bambini, mostrando i velocissimi effetti "regressivi" che l'abbandono ha su un gruppo di bambini "civilizzati" una volta che siano lasciati a sé stessi in un'isola deserta. Alla televisione si trasmettono ben due serie che prendono in giro questi film d'orrore che coinvolgono ora anche i bambini: La famiglia Addams (1964-66, con Lisa Loring e Ken Weatherwax); e I mostri (1964-66, con Butch Patrick).
Anche laddove i bambini siano riproposti come eroi positivi, il cinema si sofferma sui terribili risvolti a livello psicologico dell'odio che si trovano a combattere: sia esso la guerra per Nikolay Burlyaev ne L'infanzia di Ivan (1962) di Andrej Tarkovskij o l'intolleranza razziale per Mary Badham e Phillip Alford ne Il buio oltre la siepe (1962), o la follia omicida di un adulto per William Dix in Nanny, la governante (1965).
L'ultimo Oscar giovanile viene assegnato nel 1960 a una giovane attrice Hayley Mills, capace di esprimersi con grande abilità sia nelle parti più sentimentali e di intrattenimento (Il segreto di Pollyanna, 1960; Il cowboy con il velo da sposa, 1961) sia in parti più complesse e drammatiche (The Tiger Bay, 1959; Whistle Down the Wind, 1962). Da allora gli attori bambini competono agli Oscar nelle stesse categorie degli adulti. Nel 1963, a 16 anni appena compiuti e con alle spalle una lunga carriera di attrice bambina, Patty Duke è la prima minorenne vincitrice di una statuetta come miglior attrice non protagonista nel film Anna dei miracoli (1962), nel ruolo da lei stessa creato in oltre 700 rappresentazioni tra il 1959 e il 1961 a Broadway sempre al fianco di Anne Bancroft.
Nel 1965 e nel 1968 l'Oscar per i miglior film va a due musical (The Sound of Music e Oliver!), in cui c'è una presenza fondamentale di un cast di attori-cantanti bambini. Prima della sua celeberrima versione cinematografica hollywoodiana (conosciuta in Italia con il titolo di Tutti insieme appassionatamente), la storia della Famiglia Trapp, resa pubblica nel 1949 dall'autobiografia di Maria Augusta Trapp, era già stata adattata per il cinema in due film tedeschi del 1956 e 1958. Il musical The Sound of Music con musiche di Richard Rodgers e testi di Oscar Hammerstein aveva quindi esordito in teatro a Broadway nel novembre 1959 e a Londra nel 1961, ricevendo accoglienze trionfali; l'intero cast dei bambini venne nominato ai Tony Awards. Anche Oliver! con musiche e testi di Lionel Bart si era affermato dapprima in teatro con fortunate produzioni, a Londra dal giugno 1960 e quindi a Broadway dal gennaio 1963. A ricoprire nella trasposizione cinematografica il ruolo di Oliver, che a Londra era stato di Keith Hamshere e a New York di Bruce Prochnik, fu scelto Mark Lester il quale non aveva una formazione di cantante (tanto da dover essere doppiato) ma era un attore bambino già con una buona esperienza nel cinema e nella televisione. Sull'onda del successo di questi due musical, altri film e spettacoli musicali offrono parti di rilievo ad attori bambini. Nel 1962 la Disney produce un film, Angeli o quasi, che ha per protagonisti I piccoli cantori di Vienna. Nel 1966 Frankie Michaels riceve a 10 anni il Tony Award per la sua interpretazione del giovane Patrick nel musical Mame a Broadway. Dagli anni sessanta, grazie anche alla diffusione e al perfezionarsi delle tecniche di amplificazione della voce sul palcoscenico, il musical si affianca stabilmente al cinema e alla televisione come uno dei principali veicoli di successo per gli attori bambini.
Sulla spinta del successo commerciale di film come Appuntamento sotto il letto (1968) e C'è un uomo nel letto di mamma (1968), anche alla televisione si affermano con La famiglia Brady (1969-74) (padre, madre e sei figli) show che mostrano famiglie numerose con figli di età anche molto diversa, il che permette di sfruttare le abilità di alcuni attori bambini già affermati, dando tempo nel frattempo ad altri di crescere sullo schermo per diversi anni.

### Gli anni settanta

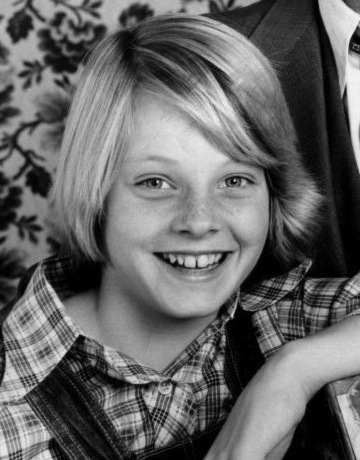
Jodie Foster in Paper Moon (serie televisiva)

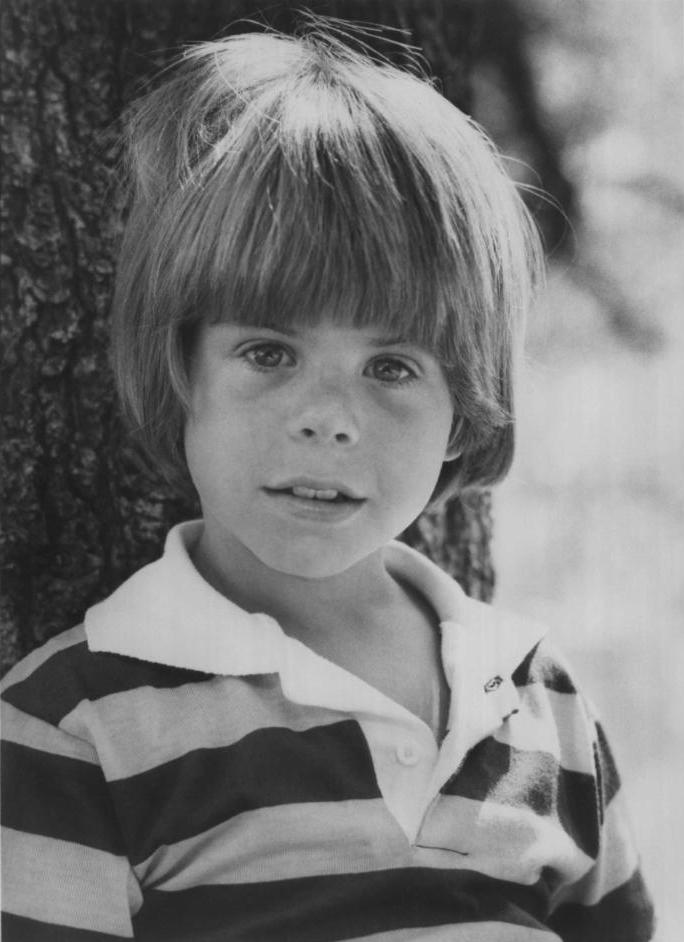
Adam Rich nel 1977

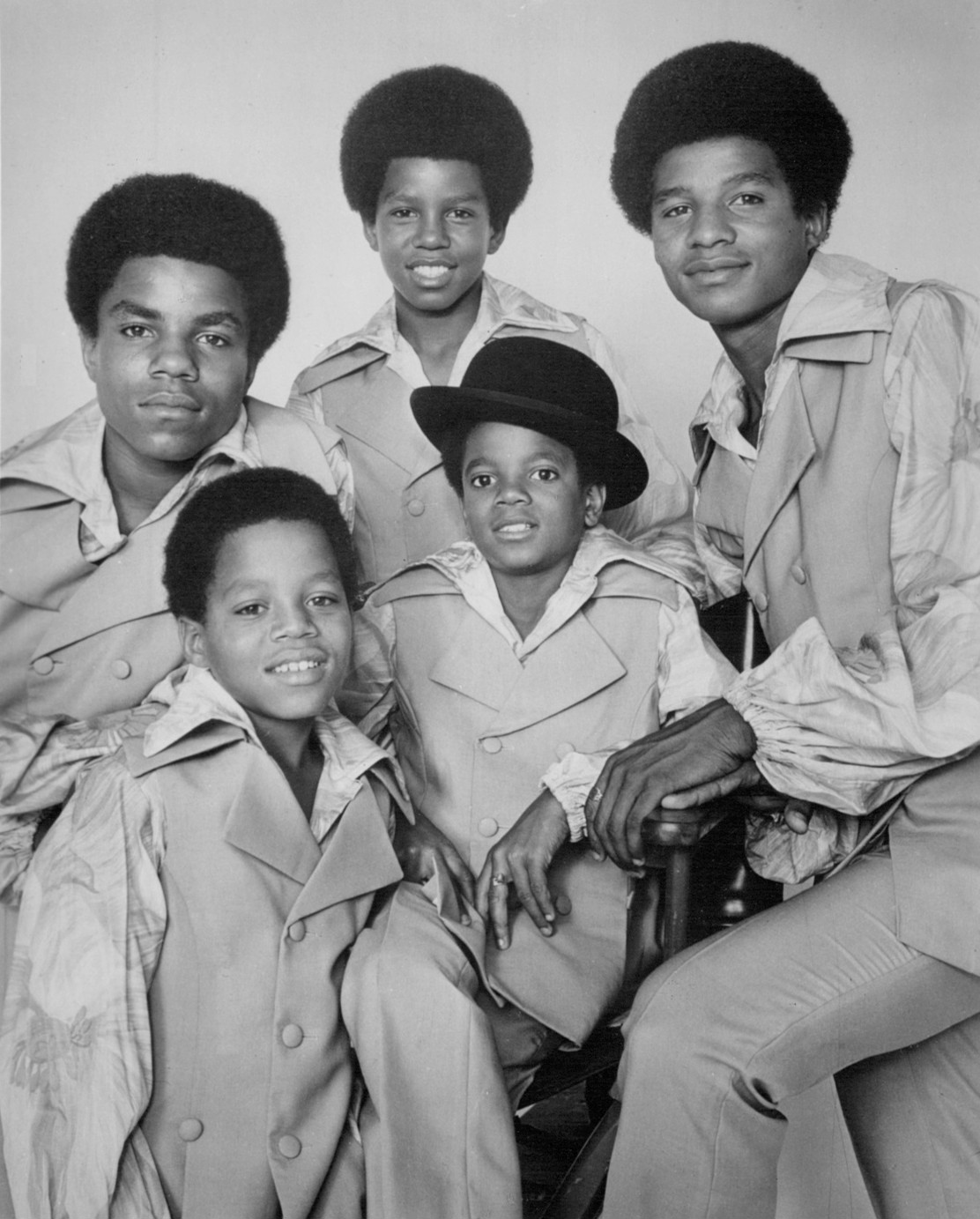
Michael Jackson (al centro) con i fratelli

Nel 1974 Tatum O'Neal diventa a dieci anni la più giovane vincitrice di un premio Oscar in Luna di carta (1973). Interpreta un ruolo simpatico di bambina precoce e smaliziata che mostra già una comprensione da adulto dei fatti della vita. In suo ruolo sarà ripreso nel 1974 nell'omonima serie televisiva da Jodie Foster, la più famosa e versatile attrice bambina di quegli anni, capace di passare con naturalezza da ruoli in film per bambini (Due ragazzi e un leone, 1972, e Tom Sawyer, 1973, sempre al fianco di Johnny Whitaker) a parti drammatiche (Alice non abita più qui, 1974; Taxi Driver, 1977). Lo stesso registro di precocità è al centro delle interpretazioni di Quinn Cummings in Goodbye amore mio! (1977) e di Justin Henry in Kramer contro Kramer (1979), che valgono loro la nomina al premio Oscar.
Gli anni settanta sono forse l'epoca più libertaria e più fosca per gli attori bambini. Si rompe ogni limite: Linda Blair è posseduta dal demonio in L'esorcista (1973); Jonathan Scott-Taylor è l'Anticristo in Il presagio (1976); Larry B. Scott è un giovanissimo tossicodipendente in A Hero Ain't Nothin' But a Sandwich (1978). Cade anche il tabù sulla sessualità dei bambini: amori adolescenziali in Due ragazzi che si amano (1971) o in Una piccola storia d'amore (1979) ma anche minori che diventano cosciente oggetto di desiderio degli adulti, in modo ancora ambiguo con Björn Andrésen in Morte a Venezia (1971) ma già esplicito con Mario Van Peebles, coinvolto in una scena di sesso con una prostituta in Sweet Sweetback's Baadasssss Song (1971), o con Benoît Ferreux in un rapporto incestuoso con la madre in Soffio al cuore (1971), o con le prostitute bambine interpretate da Jodie Foster in Taxi Driver (1977) e Brooke Shields in Pretty Baby (1979).
Non mancano tuttavia le occasioni di emergere anche nel genere di fantasia e di intrattenimento: Peter Ostrum in Willy Wonka e la fabbrica di cioccolato (1971); Johnny Whitaker in Tom Sawyer (1973); Sean Marshall in Elliott il drago invisibile (1977); Kelly Reno in Black Stallion (1979). Cary Guffey in Incontri ravvicinati del terzo tipo (regia di Steven Spielberg, 1977) apre un nuovo filone nel film di fantascienza che vede nel bambino il mediatore privilegiato dell'incontro con il mondo alieno, filone che lo stesso Spielberg e altri registi svilupperanno con grande ampiezza negli anni ottanta.
Con la fine della segregazione razziale si aprono anche a Hollywood nuove possibilità per attori afroamericani. Kevin Hooks è il primo attore bambino afroamericano cui sia data l'occasione di una parte importante non stereotipata nel film Sounder (1972). Alla televisione, in Il mio amico Arnold (1978-86) due bambini afroamericani (Gary Coleman e Todd Bridges) adottati nella finzione da un padre bianco diventano i primi attori afroamericani protagonisti di una serie televisiva di successo, mentre Una famiglia americana (1972-81), La piccola casa nella prateria (1974-82), e La famiglia Bradford (1977-81) (con Adam Rich) proseguono il filone già affermato di serie con numerosi attori bambini. La seconda edizione de Il club di Topolino (The New Mickey Mouse Club, 1977-79) vede impegnato un piccolo gruppo di giovani interpreti a rappresentare la crescente diversità etnica della società americana: tra di essi emergono Lisa Whelchel, Julie Piekarski, e Kelly Parsons.
A livello internazionale si segnalano: Benoît Ferreux in Soffio al cuore (1971), Samy Ben-Youb in La vita davanti a sé (1977); David Bennent in Il tamburo di latta (1979).
Nel 1978 viene creata la Young Artist Association, un'organizzazione non-profit destinata a sostenere attori bambini o adolescenti, attraverso iniziative legislative, borse di studio e un premio annuale che riconoscesse i giovani talenti nel cinema, televisione, teatro e musica. La prima cerimonia per il conferimento degli Young Artist Awards si tiene nell'ottobre 1979 in California e da allora si è ripetuta annualmente. Tra i premiati per la loro attività negli anni '70 si sono Diane Lane e Thelonious Bernard, protagonisti del film A Little Romance (1979), Justin Henry in Kramer contro Kramer (1979), Adam Rich e Gary Coleman per le serie televisive Eight Is Enough e Il mio amico Arnold, e il giovane Michael Jackson (bambino prodigio per eccellenza nella musica di intrattenimento degli anni '70).
Nel musical si affermano Ralph Carter, nel ruolo di Travis Younger in Raisin (Broadway, 1973-75), e Andrea McArdle, protagonista di Annie (Broadway 1977-83; Londra, 1978-81). Nel cast originario di Annie si segnala anche Danielle Brisebois, nel ruolo dell'orfanella "Mollie", e Shelley Bruce, Sarah Jessica Parker, Allison Smith e Alyson Kirk tra coloro che si alternano nel ruolo della protagonista.

### Gli anni ottanta e il ritorno all'innocenza perduta

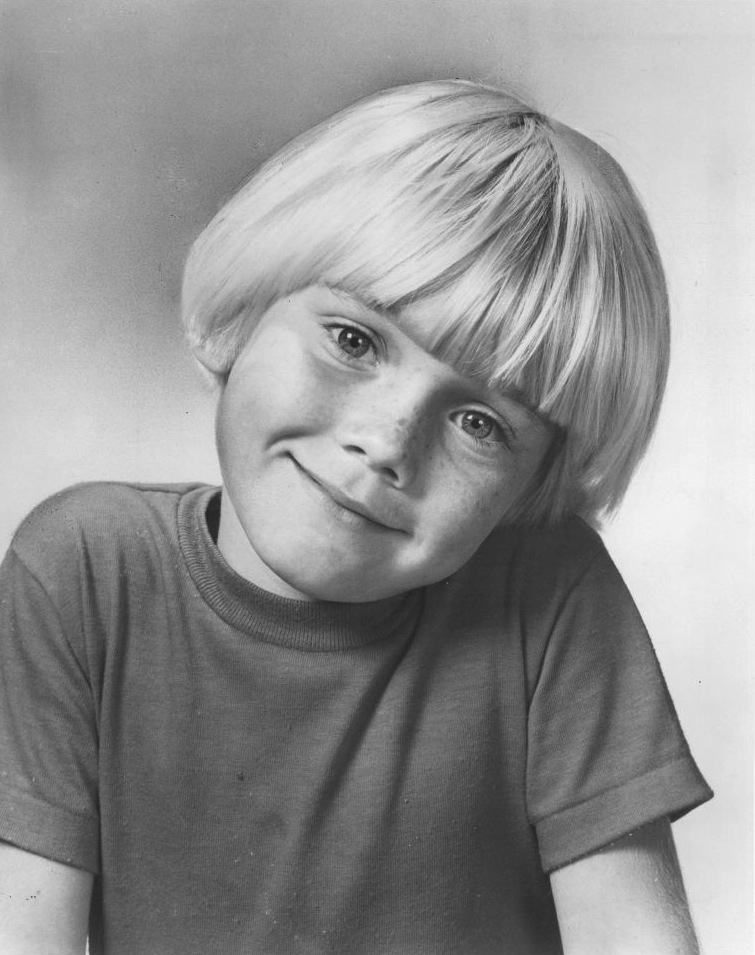
Rick Schroder

Negli anni '80 si avverte un deciso cambio di tendenza sia da parte del pubblico sia della critica. A essere premiati con lo Young Artist Award, cui dal 1984 si affianca il Saturn Award per il miglior attore emergente, sono ora in prevalenza attori bambini protagonisti di film di avventura, fantasia, e buoni sentimenti: Rick Schroder in Il piccolo Lord (1980); Henry Thomas in E.T. (1982); Aileen Quinn in Annie (1982); Heather O'Rourke nella trilogia di Poltergeist (1982-88); Barret Oliver, Noah Hathaway e Tami Stronach ne La storia infinita (1984); Jonathan Ke Quan in Indiana Jones e il tempio maledetto (1984); Sean Astin in The Goonies (1985); Carrie Henn in Aliens - Scontro finale (1986); Christian Bale in L'impero del sole (1987); Fred Savage in La storia fantastica (1987) e Viceversa, due vite scambiate (1988); e Adan Jodorowsky in Santa Sangre (1989).
Anche laddove si mantenga una maggiore vena realistica, il personaggio non perde la propria innocenza pur nell'affrontare situazioni tragiche: una difficile situazione familiare (Beril Guve in Fanny e Alexander, 1981; Anton Glanzelius in La mia vita a quattro zampe, 1985); la povertà e il degrado del proprio ambiente sociale (Garry Cadenat in Sugar Cane Alley, 1984; Danny de Munk in Ciske de Rat, 1984; Pelle Hvenegaard in Pelle alla conquista del mondo, 1986; River Phoenix in Stand by Me, 1986); la guerra (Sebastian Rice-Edwards in Hope and Glory (1987), l'Olocausto (Gaspard Manesse e Raphaël Fejtö in Arrivederci ragazzi, 1987), persino l'esperienza di una catastrofe nucleare (Ross Harris in Testament, 1983). Questo dimensione di ritrovata innocenza di fronte alle difficoltà è sintetizzata nell'interpretazione più popolare degli anni ottanta a livello internazionale: Salvatore Cascio in Nuovo Cinema Paradiso (1988), il film di Giuseppe Tornatore, premio Oscar come miglior film straniero. Cascio riceve anche lo Young Artist Award.
Negli anni ottanta, alla televisione si afferma Kim Fields in L'albero delle mele (1979-88) e soprattutto il gruppo di attori bambini (Malcolm-Jamal Warner, Tempestt Bledsoe, Keshia Knight Pulliam, Deon Richmond, Raven-Symoné) ne I Robinson (The Cosby Show, 1984-92), primo programma di successo interamente incentrato sulle vicende di una famiglia afroamericana.
Anche il musical offre alcuni ruoli rilevanti per gli attori bambini in The Top Dance Kid (Broadway, 1983), con i personaggi di Gavroche e della piccola Cosette in Les Misérables (Paris, 1980; London, 1985; Broadway, 1987), e il revival di Oliver! (Broadway, 1985). A segnalarsi sono in primo luogo Donna Vivino, nel ruolo della piccola Cosette, e Braden Danner, interprete a Broadway sia di Oliver Twist sia di Gavroche.

### Gli anni novanta
Nel gennaio 1990 l'ennesimo suicidio di un ex attore bambino, Rusty Hamer, a pochi anni di distanza da quelli di Trent Lehman e Tim Hovey, scosse il mondo dello spettacolo. Numerosi articoli e interviste apparvero sulla stampa a testimoniare le difficoltà di adattamento alla vita adulta per molti ex attori bambini. Paul Petersen, anch'egli ex attore bambino, si fece promotore della costituzione di un'organizzazione non-profit, "A Minor Consideration", che, ufficialmente operante dal gennaio 1991, ha da allora svolto un ruolo importante nel sostegno agli attori bambini in tutti gli stadi della loro esperienza di vita.

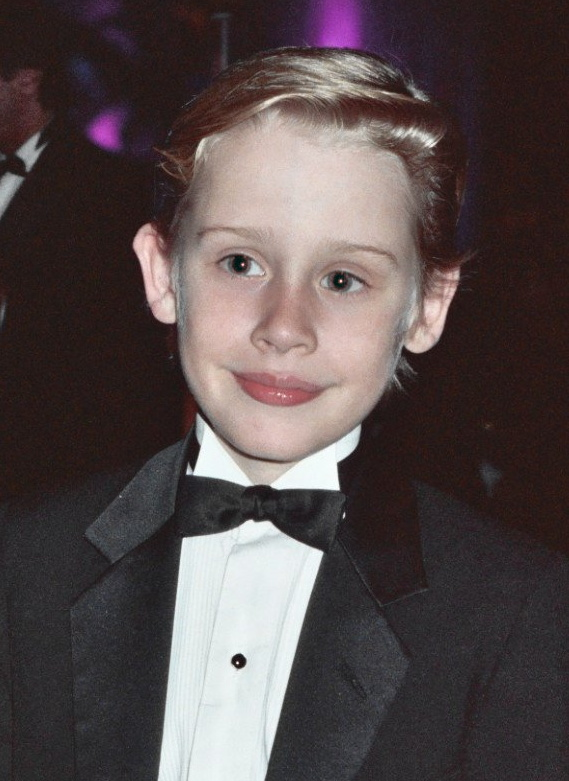
Macaulay Culkin

Con il film Mamma, ho perso l'aereo (1990), Macaulay Culkin diventa la star del decennio nel film di intrattenimento. Assieme a lui, Elijah Wood, Joseph Mazzello e Brad Renfro, tutti vincitori di Young Artist Awards, sono i più popolari attori bambini nella prima metà degli anni novanta, contribuendo al successo di film come Jurassic Park (1993), Shadowlands (1993) o Il cliente (1994), talora interagendo fra di loro in film come Il grande volo (1992), The Good Son (1993), e The Cure (1995). Hanno esordi importanti Balthazar Getty (Il signore delle mosche, 1990), Edward Furlong (Terminator 2 - Il giorno del giudizio, 1991) e William Snape (Full Monty - Squattrinati organizzati, 1997). Anna Paquin vince il premio Oscar quale miglior attrice non protagonista in Lezioni di piano (1993). Tra il 1991 e il 1993, Ariana Richards colleziona tre Young Artist Award, mentre Kirsten Dunst vince il Saturn Award e viene nominata ai Golden Globe per la sua interpretazione in Intervista col vampiro (1994), ripetendosi in Jumanji (1995) al fianco di Bradley Pierce. A livello internazionale si segnalano Julien Ciamaca in La gloire de mon père e Le château de ma mère (Francia 1990); Victoire Thivisol in Ponette (Francia, 1996); Misha Philipchuk in Il ladro (Russia, 1997); Vinícius de Oliveira in Central do Brasil (Brasile, 1998); e soprattutto Giorgio Cantarini ne La vita è bella (1997), film vincitore di tre Premi Oscar; anche a lui va il Young Artist Award. Fa la sua prima comparsa anche la vicenda di un bambino terrorista nel film Killer Kid (1994).
Alla fine degli anni novanta il regista M. Night Shyamalan ripropone il modello del bambino che spinto della propria sensibilità entra in contatto con il soprannaturale, prima con il film Ad occhi aperti (1998) con Joseph Cross e poi con l'eccezionale successo di The Sixth Sense - Il sesto senso (1999) con Haley Joel Osment che, nominato all'Oscar, confermerà il suo talento in A.I. - Intelligenza artificiale (2001) di Steven Spielberg.
A partire dal 1996, il Critics' Choice Award al miglior giovane interprete si aggiunge allo Young Artist Award e al Saturn Award per il miglior attore emergente. Tra gli attori bambini che ricevano questi premi si segnalano: Jonathan Brandis in La storia infinita 2 (1990); Elijah Wood in L'innocenza del diavolo (1993); Kirsten Dunst in Intervista col vampiro (1994); Lucas Black in Lama tagliente (1996); Christina Ricci in Casper (1996); Jonathan Lipnicki in Jerry Maguire (1996); Jena Malone in Contact (1997); e Jurnee Smollett-Bell in La baia di Eva (1997).

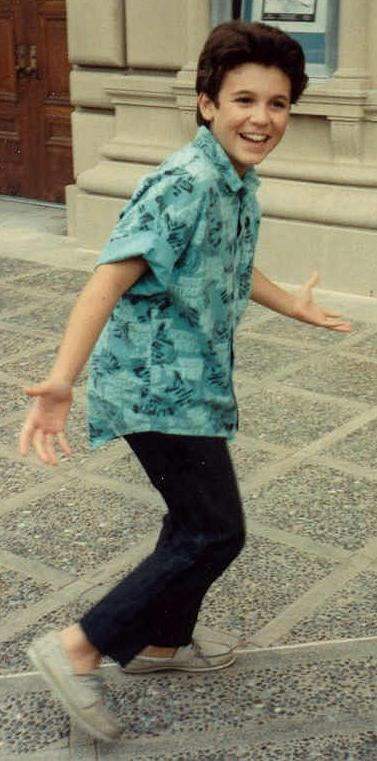
Fred Savage

Alla televisione gli attori bambini contribuiscono in modo determinante al successo di serie che dagli Stati Uniti rimbalzano sulle reti di mezzo mondo: Neil Patrick Harris in Doogie Howser (1989-93); Sara Gilbert e Michael Fishman in Pappa e ciccia (Roseanne, 1988-97); Zachery Ty Bryan, Taran Noah Smith, e Jonathan Taylor Thomas in Quell'uragano di papà (Home Improvement, 1991-99); Jodie Sweetin, Mary-Kate e Ashley Olsen in Gli amici di papà (Full House, 1987-95); Fred Savage in Blue Jeans (The Wonder Years, 1988-93); Madeline Zima in La tata (1993-99); Ben Savage in Crescere, che fatica! (Boy Meets World, 1993-2000). Dal 1989 al 1994, viene trasmessa sul Disney Channel la terza edizione de Il Club di Topolino (The All-New Mickey Mouse Club); vi partecipano giovani talenti destinati al grande successo internazionale, come Britney Spears, Christina Aguilera, Justin Timberlake, Ryan Gosling, JC Chasez e Keri Russell.

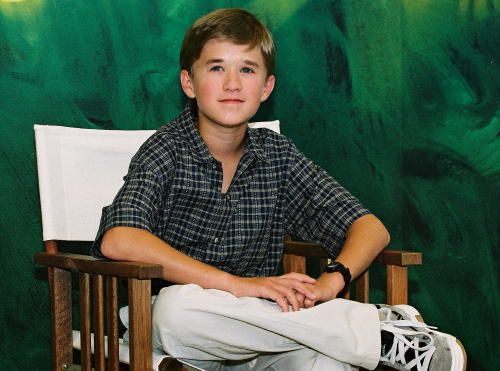
Haley Joel Osment

Daisy Eagan non ha ancora compiuto 12 anni quando è premiata dai Tony Awards per la sua interpretazione nel musical The Secret Garden (1991), un altro musical di Broadway (1991-93) a impiegare bambini in ruoli protagonistici. Nel 1993 Laura Bell Bundy è nominata per il Drama Desk Award come miglior attrice di musical per la sua interpretazione in Ruthless! (1992). The Lion King (musical), tratto dall'omonimo film della Disney, offre anch'esso due parti di risalto per attori bambini e in esse avranno l'opportunità di cimentarsi diverse generazioni di giovani interpreti (lo spettacolo, inaugurato a Broadway nel 1997 e quindi a West End di Londra nel 1999, vi è ancor oggi rappresentato senza interruzione)..

### Il nuovo millennio

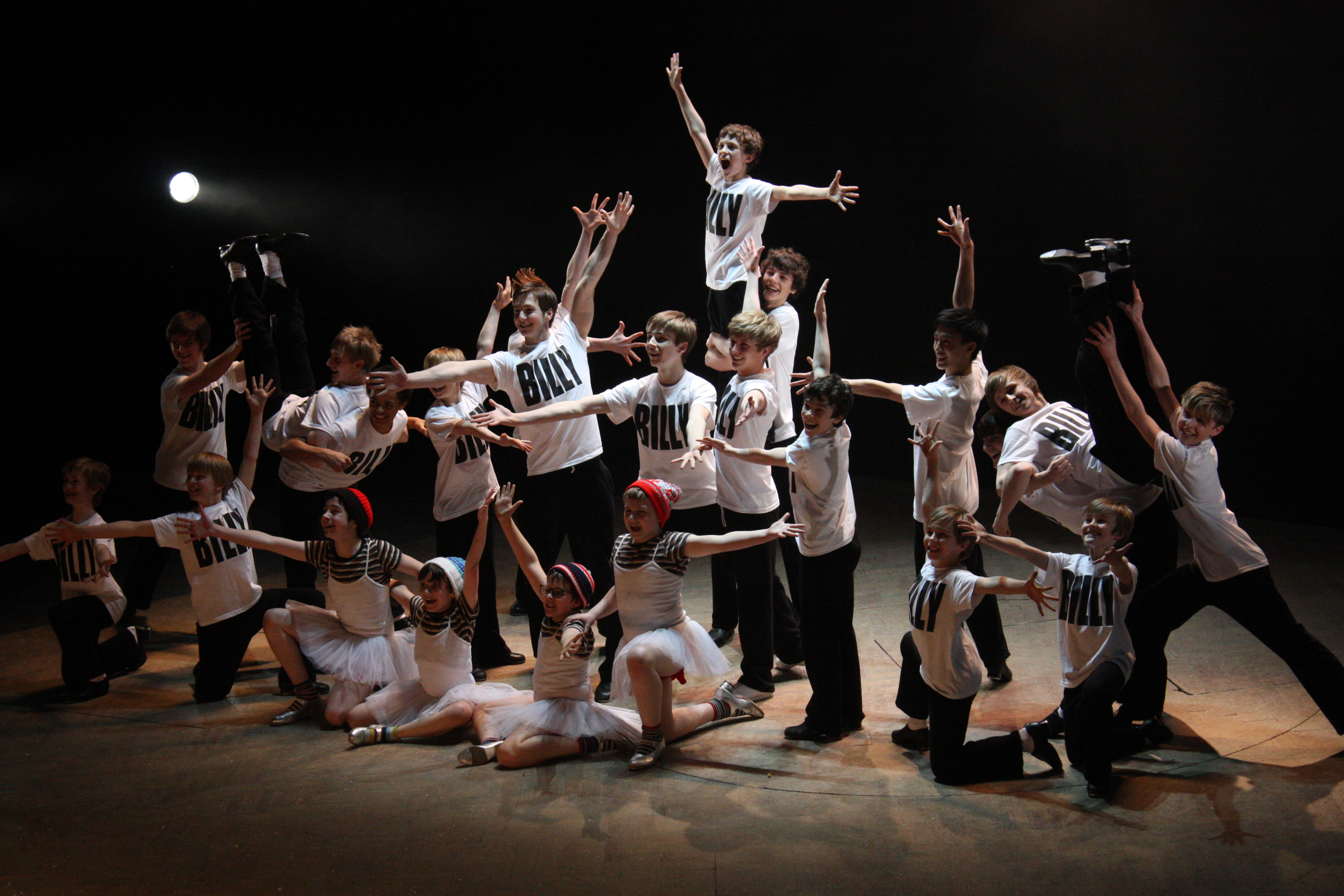
Billy Elliot the Musical, 5th Birthday Show (2010)

Jamie Bell nel film Billy Elliot (2000) offre una interpretazione così convincente che il suo personaggio, un ragazzo pronto a sfidare quasi suo malgrado i pregiudizi della famiglia e del proprio ambiente per esprimere sé stesso come ballerino, diventa uno dei simboli del decennio. Elton John adatta la storia a un musical di successo che offre a numerosi giovani talenti la possibilità di affermarsi sulle scene internazionali e ottenere importanti riconoscimenti. I tre Billy del cast originale londinese (Liam Mower, James Lomas, George Maguire) ricevono nel 2005 il Laurence Olivier Award, mentre il Tony Award premia nel 2009 il cast originale americano (Kiril Kulish, David Alvarez, Trent Kowalik). Tra i nuovi musical che offrono parti rilevanti ad attori bambini si segnalano anche: Mary Poppins (Londra, 2004; Broadway, 2006), 13 (Broadway, 2008) e Ciske de Rat (Amsterdam, 2009), oltre a importanti riprese di spettacoli ormai classici, come Les Misérables (Broadway, 2006) o Oliver! (Londra, 2009). Tra gli interpreti di queste produzioni ci sono Tom Holland, Graham Phillips, Elizabeth Gillies, Ariana Grande, Dave Dekker, Carrie Hope Fletcher, Brad Kavanagh, David Bologna, Harry Stott, e molti altri.
Due attrici bambine vengono nominate all'Oscar, Keisha Castle-Hughes in La ragazza delle balene (2002) e Abigail Breslin in Little Miss Sunshine (2006).
A mettersi in luce per qualità e continuità di risultati nel decennio sono soprattutto Dakota Fanning (Mi chiamo Sam, 2001 / Dreamer - La strada per la vittoria, 2005 / La guerra dei mondi, 2005 / La vita segreta delle api, 2008); Freddie Highmore (Neverland - Un sogno per la vita, 2004 / La fabbrica di cioccolato, 2005 / La musica nel cuore - August Rush, 2007); e Kodi Smit-McPhee (Meno male che c'è papà - My Father, 2007 / The Road, 2009 / Blood Story, 2010).
Il primato della popolarità internazionale va, sull'onda del fenomeno letterario dei racconti di Harry Potter, ai suoi giovani interpreti sul grande schermo (Daniel Radcliffe, Emma Watson, Rupert Grint).
Tra gli attori bambini vincitori di premi internazionali, troviamo anche: Alakina Mann e James Bentley (The Others, 2001); Anton Yelchin (Cuori in Atlantide, 2001); Fernando Tielve (La spina del diavolo, 2001); Tyler Hoechlin (Era mio padre, 2002); Jeremy Sumpter (Peter Pan, 2003); Josh Hutcherson (Zathura - Un'avventura spaziale, 2005) / Un ponte per Terabithia, 2007); Malú Tarrau Broche e Jorge Milo (Viva Cuba, 2005); Ivana Baquero (Il labirinto del fauno, 2006); Jaden Smith (La ricerca della felicità, 2006 / Ultimatum alla Terra, 2008); Max Records (Nel paese delle creature selvagge, 2009); e Sofia Vassilieva (La custode di mia sorella, 2009, al fianco di Abigail Breslin).
Il cinema continua a occuparsi dei bambini anche con coraggiosi documentari di denuncia della precaria condizione dell'infanzia in alcune aree del mondo. Tra di essi si segnalano: Children Underground (2001) (dedicato ai ragazzi di strada rumeni), e due opere sull'esperienza dei bambini-soldato in Africa, Children of Congo: From War to Witches (2008) e Children of War (2009).
La grandissima diffusione dei talent show televisivi (unita all'eco che performance amatoriali possono ora ricevere nel web attraverso siti come YouTube) porta alla ribalta numerosi bambini/e, destinati il più delle volte a un successo straordinario quanto effimero, in altri casi a un'esperienza di interprete bambino che si prolunga negli anni (George Sampson, Connie Talbot, Bianca Ryan). Per alcuni rappresenta il primo passo di una lunga carriera anche da adulti nel mondo dello spettacolo (Justin Bieber, Jessica Sanchez).

### Dal 2010 a oggi
Un altro musical con un cast di bambini riscuote su successo internazionale. Matilda the Musical esordisce nel novembre 2011 al West End di Londra, e a Broadway nell'aprile 2013. Come già successo con Billy Elliot the Musical, le attrici bambine che si alternano nel ruolo di protagonista a Londra (Eleanor Worthington Cox, Cleo Demetriou, Sophia Kiely, Kerry Ingram) ricevono il Laurence Olivier Awards, mentre il Tony Award premia il cast americano (Sophia Gennusa, Oona Laurence, Bailey Ryon, Milly Shapiro). Tra i nuovi musical che offrono parti importanti ad attori bambini si segnalano anche: Motown (Broadway, 2013; London, 2016), Kinky Boots (Broadway, 2013; Londra, 2015) e School of Rock (Broadway 2015; Londra, 2016), oltre al continuo successo di revival di spettacoli famosi come Billy Elliot, The Lion King, Annie, The Secret Garden, Les Misérables, The Sound of Music, Oliver!, Ruthless!, e altri ancora.
Hailee Steinfeld è nominata all'Oscar per la sua interpretazione in Il Grinta (2010). Lo stesso traguardo è raggiunto per il film Re della terra selvaggia (2012) da Quvenzhané Wallis che a 9 anni entra così nella storia del cinema come l'attrice più giovane a essere candidata all'Oscar. Wallis ottiene di nuovo lo Young Artist Award come protagonista del film Annie - La felicità è contagiosa (2014). A ricevere riconoscimenti dalla critica sono anche Jaden Smith (The Karate Kid - La leggenda continua, 2010), Asa Butterfield e Chloë Grace Moretz (Hugo Cabret, 2011), Thomas Doret (Il ragazzo con la bicicletta, 2011), Sophie Nélisse (Monsieur Lazhar, 2011, The Book Thief, 2013), Dakota Goyo (Real Steel, 2011), Thomas Horn (Molto forte, incredibilmente vicino, 2011), Tom Holland (The Impossible, 2012), e Jacob Tremblay (Room, 2015). Si segnalano anche Oakes Fegley (Il drago invisibile, 2016), Neel Sethi (Il libro della giungla, 2016), Félix Bossuet nella trilogia di film su Belle & Sebastien (2013, 2015, 2017), e Roman Griffin Davis, vincitore del Critics' Choice Award al miglior giovane interprete per il film Jojo Rabbit (2019).
Oltre ai numerosi talent show televisivi aperti a concorrenti di ogni età, hanno enorme successo a livello internazionale anche spettacoli specificamente dedicati ai bambini, come The Voice Kids o Little Big Shots. Tra i numerosi bambini/e che così si segnalano alla televisione o per i loro spettacoli online emergono: Jackie Evancho (2010); Ronan Parke (2011); Amira Willighagen (2013); Laura Bretan e Grace VanderWaal (2016); Darci Lynne Farmer (2017); e molti altri.

### Film con attori bambini come protagonisti (parziale)
L'elenco, puramente indicativo, comprende alcuni dei titoli maggiormente celebrati da critica e pubblico, comunque tra i più rappresentativi della loro epoca, in cui un attore bambino o gruppi di attori bambini hanno agito da protagonisti, sotto la direzione di registi famosi.
- L'innaffiatore innaffiato (L'arroseur arrosé), regia di Louis Lumière (Francia, 1895) - Benoît Duval
- Our New Errand Boy, regia di James Williamson (UK, 1905) - Tom Williamson
- The Cry of the Children, regia di George Nichols (USA, 1912) - Marie Eline
- The Land Beyond the Sunset, regia di Harold M. Shaw (USA, 1912) - Martin Fuller
- Little Mary Sunshine, regia di Henry King (USA, 1916) - Baby Marie Osborne
- L'uccello azzurro (The Blue Bird), regia di Maurice Tourneur (USA, 1918) - Tula Belle, Robin Macdougall
- Tarzan of the Apes, regia di Scott Sidney (USA, 1918) - Gordon Griffith
- Amici per la pelle (Just Pals), regia di John Ford (USA, 1920) - Georgie Stone
- Dinty, regia di John McDermott e Marshall Neilan (USA, 1920) - Wesley Barry
- Sua Maestà il re degli straccioni (Prinz und Bettelknabe), regia di Alexander Korda (Austria, 1920) - Tibor Lubinszky
- Il monello (The Kid), regia di Charlie Chaplin (USA, 1921) - Jackie Coogan
- Il mio bambino (My Boy), regia di Victor Heerman e Albert Austin (USA, 1921) - Jackie Coogan
- Oliviero Twist (Oliver Twist), regia di Frank Lloyd (USA, 1922) - Jackie Coogan
- Penrod, regia di Marshall Neilan (USA, 1922) - Wesley Barry, Gordon Griffith, Ernest Morrison, Florence Morrison
- Simpatiche canaglie (Our Gang), serial cinematografico (USA, 1922-44)
- Peter Pan, regia di Herbert Brenon (USA, 1924) - Philippe De Lacy
- Capitan Baby (Captain January), regia di Edward F. Cline (USA, 1924) - Diana Serra Cary
- Visages d'enfants, regia di Jacques Feyder (Francia, 1925) - Jean Forest
- The Rag Man, regia di Edward F. Cline (USA, 1925) - Jackie Coogan
- Gribiche, regia di Jacques Feyder (Francia, 1926) - Jean Forest
- Il cantante di jazz (The Jazz Singer), regia di Alan Crosland (USA, 1927) - Robert Gordon
- Napoleone (Napoléon), regia di Abel Gance (Francia, 1927) - Vladimir Roudenko
- Il principe studente (The Student Prince in Old Heidelberg), regia di Ernst Lubitsch (USA, 1927) - Philippe De Lacy
- Il campione (The Champ), regia di King Vidor (USA, 1931) - Jackie Cooper
- Skippy, regia di Norman Taurog (USA, 1931) - Jackie Cooper
- La terribile armata (Emil und die Detektive), regia di Gerhard Lamprecht (Germania, 1931)
- Pel di carota (Poil de carotte), regia di Julien Duvivier (Francia, 1932) - Robert Lynen
- Selvaggi ragazzi di strada (Wild Boys of the Road), regia di William A. Wellman (USA, 1933) - Frankie Darro
- Zero in condotta (Zéro de conduite), regia di Jean Vigo (Francia, 1933)
- Little Miss Marker, regia di Alexander Hall (USA, 1934) - Shirley Temple
- L'isola del tesoro, regia di Victor Fleming (USA, 1934) - Jackie Cooper
- La mascotte dell'aeroporto (Bright Eyes), regia di David Butler (USA, 1934) - Shirley Temple
- I ragazzi della via Paal (No Greater Glory), regia di Frank Borzage (USA, 1934) - Frankie Darro, Jackie Searl
- David Copperfield, regia di George Cukor (USA, 1935) - Freddie Bartholomew
- A Dog of Flanders, regia di Edward Sloman (USA, 1935) - Frankie Thomas
- Sogno di una notte di mezza estate (A Midsummer Night’s Dream), regia di Max Reinhardt (USA, 1935) – Mickey Rooney
- Il piccolo colonnello (The Little Colonel), regia di David Butler (USA, 1935) - Shirley Temple
- Lord Fauntleroy (Little Lord Fauntleroy), regia di John Cromwell (USA, 1936) - Freddie Bartholomew
- Capitani coraggiosi (Captains Courageous), regia di Victor Fleming (USA, 1937) - Freddie Bartholomew
- Il principe e il povero (The Prince and the Pauper), regia di William Keighley e William Dieterle (USA, 1937) - Billy Mauch, Robert J. Mauch
- La città dei ragazzi (Boys Town), regia di Norman Taurog (1938)
- Il figlio di Tarzan (Tarzan Finds a Son), regia di Richard Thorpe (USA, 1939) - Johnny Sheffield
- Son of the Navy, regia di William Nigh (USA, 1940) - Martin Spellman
- Com'era verde la mia valle (How Green Was My Valley), regia di John Ford (USA, 1941) - Roddy McDowall
- Journey for Margaret, regia di W. S. Van Dyke (USA, 1942) - Margaret O'Brien, William Severn
- Aniki Bóbó, regia di Manoel de Oliveira (Portogallo, 1942)
- The Pied Piper, regia di Irving Pichel (USA, 1942) - Roddy McDowall, Peggy Ann Garner
- Lassie Come Home, regia di Fred M. Wilcox (USA, 1943) - Roddy McDowall
- Gran Premio (National Velvet), regia di Clarence Brown (USA, 1944) - Elizabeth Taylor
- Un albero cresce a Brooklyn (A Tree Grows in Brooklyn), regia di Elia Kazan (USA, 1945) - Peggy Ann Garner
- Il cucciolo (The Yearling), regia di Clarence Brown (USA, 1946) - Claude Jarman Jr.
- Sciuscià, regia di Vittorio De Sica (Italia, 1946) - Franco Interlenghi, Rinaldo Smordoni
- Germania anno zero, regia di Roberto Rossellini (Italia, 1947) - Edmund Moeschke
- Il miracolo della 34ª strada (Miracle on 34th Street), regia di George Seaton (USA, 1947) – Natalie Wood
- Le avventure di Oliver Twist (Oliver Twist), regia di David Lean (UK, 1948) - John Howard Davies
- Fiamme su Varsavia (Ulica Graniczna), regia di Aleksander Ford (Polonia, 1948)
- Idolo infranto (The Fallen Idol), regia di Carol Reed (UK, 1948) - Bobby Henrey
- Ladri di biciclette, regia di Vittorio De Sica (Italia, 1948) - Enzo Staiola
- Odissea tragica (The Search), regia di Fred Zinnemann (USA, 1948) - Ivan Jandl
- Il ragazzo dai capelli verdi (The Boy with Green Hair), regia di Joseph Losey (USA, 1948) - Dean Stockwell
- Un orfano chiamato San Mao, regia di Yan Gong e Zhao Ming (Cina, 1949) - Longji Wang
- La finestra socchiusa (The Window), regia di Ted Tetzlaff (USA, 1949) - Bobby Driscoll
- L'isola del tesoro, regia di Byron Haskin (USA, 1950) - Bobby Driscoll
- I figli della violenza (Los olvidados), regia di Luis Buñuel (Messico, 1950)
- Giochi proibiti (Jeux interdits), regia di René Clément (Francia, 1952) - Georges Poujouly, Brigitte Fossey
- Il cavaliere della valle solitaria (Shane), regia di George Stevens (USA, 1953) - Brandon De Wilde
- I confini del proibito (The Little Kidnappers), regia di Philip Leacock (UK, 1953)
- Il piccolo fuggitivo (Little Fugitive), regia di Ray Ashley, Morris Engel e Ruth Orkin (USA, 1953) - Richie Andrusco, Richard Brewster
- Gli uomini preferiscono le bionde (Gentlemen Prefer Blondes), regia di Howard Hawks (USA, 1953) - George Winslow
- Le avventure di Rin Tin Tin (The Adventures of Rin Tin Tin), serie televisiva (USA, 1954-59) - Lee Aaker
- Lassie, serie televisiva (USA, 1954-64) - Tommy Rettig (1954-57) / Jon Provost (1957-64)
- Marcellino pane e vino (Marcelino pan y vino), regia di Ladislao Vajda (Spagna, 1954) - Pablito Calvo
- Furia (Fury), serie televisiva (USA, 1955-60) - Bobby Diamont
- La morte corre sul fiume (Night of the Hunter), regia di Charles Laughton (USA, 1955) - Billy Chapin
- Il lamento sul sentiero (Pather Panchali), regia di Satyajit Ray (India, 1955) - Subir Banerjee
- Il giglio nero (The Bad Seed), regia di Mervyn LeRoy (USA, 1956) – Patty McCormack
- Il carissimo Billy (Leave It to Beaver), serie televisiva (USA, 1957-63) - Jerry Mathers
- Il ponte (Die Brücke), regia di Bernhard Wicki (Germania, 1959)
- I quattrocento colpi (Les quatre cents coups), regia di François Truffaut (France, 1959) - Jean-Pierre Léaud
- Sangue fiammingo (A Dog of Flanders), regia di James B. Clark (USA, 1959) - David Ladd
- Dennis the Menace, serie televisiva (USA, 1959-63)
- Il segreto di Pollyanna (Pollyanna), regia di David Swift (USA, 1960) – Hayley Mills
- Zazie nel metrò (Zazie dans le métro), regia di Louis Malle (Francia, 1960) - Catherine Demongeot
- Il villaggio dei dannati (Village of the Damned), regia di Wolf Rilla (UK, 1960) - Martin Stephens
- It's a Good Life, episodio della serie Ai confini della realtà (USA, 1961) - Bill Mumy
- Anna dei miracoli (The Miracle Worker), regia di Arthur Penn (USA, 1962) - Patty Duke
- L'infanzia di Ivan, regia di Andrej Tarkovskij (URSS, 1962) – Nikolay Burlyaev
- Il buio oltre la siepe (To Kill a Mockingbird), regia di Robert Mulligan (USA, 1962) – Mary Badham, Phillip Alford
- Una fidanzata per papà (The Courtship of Eddie's Father), regia di Vincente Minnelli (USA, 1963) – Ron Howard
- Il signore delle mosche, regia di Peter Brook (UK, 1963) - James Aubrey, et al.
- Mary Poppins, regia di Robert Stevenson (USA, 1964) – Karen Dotrice, Matthew Garber
- Tutti insieme appassionatamente (The Sound of Music), regia di Robert Wise (USA, 1965)
- Nanny, la governante (The Nanny), regia di Seth Holt (USA, 1965) - William Dix
- Ponette, regia di Jacques Doillon (Francia, 1966) - Victoire Thivisol
- Tre nipoti e un maggiordomo (Family Affair), serie televisiva (USA, 1966-71) - Johnny Whitaker, Anissa Jones
- Oliver!, regia di Carol Reed (UK, 1968) – Mark Lester
- Ragazzo la tua pelle scotta (The Learning Tree), regia di Gordon Parks (USA, 1969) - Kyle Johnson
- Morte a Venezia, regia di Luchino Visconti (Italia, 1971) - Björn Andrésen
- Soffio al cuore (Le souffle au cœur), regia di Louis Malle (Francia, 1971) - Benoît Ferreux
- Willy Wonka e la fabbrica di cioccolato (Willy Wonka & the Chocolate Factory), regia di Mel Stuart (USA, 1971) – Peter Ostrum
- Le avventure di Pinocchio, regia di Luigi Comencini (Italia, 1972) – Andrea Balestri
- Sounder, regia di Martin Ritt (USA, 1972) – Kevin Hooks
- L'esorcista (The Exorcist), regia di William Friedkin (USA, 1973) - Linda Blair
- Paper Moon - Luna di carta, regia di Peter Bogdanovich (USA, 1973) – Tatum O'Neal
- Tom Sawyer, regia di Don Taylor (USA, 1973) - Johnny Whitaker
- La casa nella prateria (Little House on the Prairie), serie televisiva (USA, 19874-1983)
- Gli anni in tasca (L'argent de poche), regia di François Truffaut (Francia, 1976) - Georges Desmouceaux, et al.
- Taxi Driver, regia di Martin Scorsese (USA, 1976) - Jodie Foster
- La vita davanti a sé (La vie devant soi), regia di Moshé Mizrahi (Francia, 1977) - Samy Ben-Youb
- Pretty Baby, regia di Louis Malle (USA, 1978) - Brooke Shields
- Il mio amico Arnold (Diff'rent Strokes), serie televisiva (USA, 1978-86) - Gary Coleman, Todd Bridges
- Kramer contro Kramer (Kramer vs. Kramer), regia di Robert Benton (USA, 1979) – Justin Henry
- Una piccola storia d'amore (A Little Romance), regia di George Roy Hill (USA, Francia, 1979) - Diane Lane, Thelonious Bernard
- Il tamburo di latta (Die Blechtrommel), regia di Volker Schlöndorff (Germania, 1979) - David Bennent
- Il piccolo Lord (Little Lord Fauntleroy), regia di Jack Gold (UK, 1980) – Rick Schroder
- Pixote - La legge del più debole, regia di Héctor Babenco (Brasile, 1980) - Fernando Ramos da Silva
- Annie, regia di John Huston (USA, 1982) - Aileen Quinn
- E.T. the Extra-Terrestrial, regia di Steven Spielberg (USA, 1982) – Henry Thomas, Drew Barrymore
- Fanny e Alexander (Fanny och Alexander), regia di Ingmar Bergman (Svezia, 1982)
- A Christmas Story - Una storia di Natale (A Christmas Story), regia di Bob Clark (USA, 1983) - Peter Billingsley
- Testament, regia di Lynne Littman (USA, 1983) - Rossie Harris, Roxana Zal
- Ciskje - Storia di un bambino (Ciske de Rat), regia di Guido Pieters (Paesi Bassi, 1984) – Danny de Munk
- Indiana Jones e il tempio maledetto (Indiana Jones and the Temple of Doom), regia di Steven Spielberg (USA, 1984) - Jonathan Ke Quan
- La storia infinita (The NeverEnding Story), regia di Wolfgang Petersen (USA, Germania, 1984) - Noah Hathaway, Barret Oliver, Tami Stronach
- D.A.R.Y.L., regia di Simon Wincer (USA, 1985) - Barret Oliver
- I Goonies (The Goonies), regia di Richard Donner (USA, 1985) - Sean Astin, Jeff Cohen, Corey Feldman, Martha Plimpton
- La mia vita a quattro zampe (Mitt liv som hund), regia di Lasse Hallström (Svezia, 1985) - Anton Glanzelius, Melinda Kinnaman
- Witness - Il testimone (Witness), regia di Peter Weir (USA, 1985) - Lukas Haas
- Stand by Me - Ricordo di un'estate (Stand by Me), regia di Rob Reiner (USA, 1986) - River Phoenix, Corey Feldman
- Anni '40 (Hope and Glory), regia di John Boorman (UK, 1987) - Sebastian Rice-Edwards
- Arrivederci ragazzi (Au revoir les enfants), regia di Louis Malle (France, 1987) – Gaspar Manesse, Raphael Fejto
- L'impero del sole (Empire of the Sun), regia di Steven Spielberg (USA, 1987) – Christian Bale
- Innocenza e malizia (Le grand chemin), regia di Jean-Loup Hubert (Francia, 1987) - Antoine Hubert, Vanessa Guedj
- Pelle alla conquista del mondo (Pelle erobreren), regia di Bille August (Danimarca, Svezia, 1987) – Pelle Hvenegaard
- Gli amici di papà (Full House), serie televisiva (USA, 1987-1995) - Mary-Kate e Ashley Olsen
- Nuovo Cinema Paradiso, regia di Giuseppe Tornatore (Italia, 1988) – Salvatore Cascio
- Salaam Bombay!, regia di Mira Nair (India, IK, 1988)
- Blue Jeans (The Wonder Years), serie televisiva (USA, 1988-93) - Fred Savage
- Mamma, ho perso l'aereo (Home Alone), regia di John Hughes (USA, 1990) – Macaulay Culkin
- Il signore delle mosche, regia di Harry Hook (USA, 1990) - Balthazar Getty
- Il grande volo (Radio Flyer), regia di Richard Donner (USA, 1992) – Elijah Wood, Joseph Mazzello
- Un eroe piccolo piccolo (Jack the Bear), regia di Marshall Herskovitz (USA, 1993) - Robert J. Steinmiller Jr., Miko Hughes
- L'innocenza del diavolo (The Good Son), regia di Joseph Ruben (USA, 1993) - Elijah Wood, Macaulay Culkin
- Jurassic Park, regia di Steven Spielberg (USA, 1993) - Joseph Mazzello, Ariana Richards
- The Piano, regia di Jane Campion (Nuova Zelanda, 1993) – Anna Paquin
- I ragazzi vincenti (The Sandlot), regia di David M. Evans (USA, 1993) - Tom Guiry, et al.
- Crescere, che fatica! (Boy Meet World), serie televisiva (USA, 1993-2000) - Ben Savage
- Angels (Angels in the Outfield), regia di William Dear (USA, 1994) - Joseph Gordon-Levitt, Milton Davis Jr.
- Il cliente (The Client), regia di Joel Schumacher (USA, 1994) - Brad Renfro
- Intervista col vampiro (Interview with the Vampire), regia di Neil Jordan (USA, 1994) - Kirsten Dunst
- Léon, regia di Luc Besson (Francia, 1994) - Natalie Portman
- Jumanji, regia di Joe Johnston (USA, 1995) - Kirsten Dunst, Bradley Pierce
- Full Monty - Squattrinati organizzati (The Full Monty), regia di Peter Cattaneo (UK, 1997) - William Snape
- La vita è bella, regia di Roberto Benigni (Italia, 1997) – Giorgio Cantarini
- Il ladro (The Thief), regia di Pavel Čuchraj (Russia, 1997) – Mikhail Filipchuk
- I ragazzi del paradiso, regia di Majid Majidi (Iran, 1997) - Amir Farrokh Hashemian, Bahare Seddiqi
- Ad occhi aperti (Wide Awake), regia di M. Night Shyamalan (USA, 1998) – Joseph Cross
- Central do Brasil, regia di Walter Salles (Brasile, 1998) – Vinicius de Oliveira
- La coppa (Phörpa), regia di Khyentse Norbu (Bhutan, 1999)
- The Sixth Sense - Il sesto senso, regia di M. Night Shyamalan (USA, 1999) – Haley Joel Osment
- A Dog of Flanders, regia di Kevni Brodie (USA, 1935)
- Billy Elliot, regia di Stephen Daldry (UK, 2000) – Jamie Bell
- Il mio amico vampiro (The Little Vampire), regia di Uli Edel (Germania, 2000) - Jonathan Lipnicki, Rollo Weeks
- La spina del diavolo (El espinazo del diablo), regia di Guillermo del Toro (Spagna, 2001) – Fernando Tielve
- Harry Potter e la pietra filosofale (Harry Potter and the Philosopher's Stone), regia di Chris Columbus (UK, 2001) - Daniel Radcliffe, Emma Watson, Rupert Grint
- Mi chiamo Sam (I Am Sam), regia di Jessie Nelson (USA, 2001) – Dakota Fanning
- The Others, regia di Alejandro Amenábar (Spagna, 2001) – Alakina Mann, James Bentley
- La ragazza delle balene (Whale Rider), regia di Niki Caro (Nuova Zelanda, 2002) – Keisha Castle-Hughes
- Finding Neverland, regia di Marc Forster (UK, 2004) – Freddie Highmore
- Millions, regia di Danny Boyle (UK, 2004) – Alex Etel
- Boy Called Twist, regia di Tim Greene (Sudafrica, 2004) - Jarrid Geduld
- The Italian (Russia, 2005) - Kolya Spiridonov
- Senza destino (Sorstalanság), regia di Lajos Koltai (Ungheria, 2005) - Marcell Nagy
- Vai e vivrai (Va, vis et deviens), regia di Radu Mihăileanu (Francia, 2005)
- Viva Cuba, regia di Juan Carlos Cremata Malberti e Iraida Malberti Cabrera (Cuba, 2005) – Malú Tarrau Broche, Jorge Milo
- L'ultima legione (The Last Legion), regia di Doug Lefler (UK, 2006) – Thomas Sangster
- Little Miss Sunshine, regia di Jonathan Dayton e Valerie Faris (USA, 2006) – Abigail Breslin
- Stelle sulla terra, regia di Aamir Khan (India, 2007) - Darsheel Safary
- Oliver Twist, regia di Coky Giedroyc (UK, 2007) - William Miller
- Il ragazzo con la bicicletta (Le Gamin au vélo), regia di Jean-Pierre e Luc Dardenne (Belgio, 2011) - Thomas Doret
- The Impossible, regia di Juan Antonio Bayona (Spagna, 2012) - Tom Holland
- Re della terra selvaggia (Beasts of the Southern Wild), regia di Benh Zeitlin (USA, 2012) – Quvenzhané Wallis
- Belle & Sebastien (Belle et Sébastien), regia di Nicolas Vanier (Francia, 2013) - Félix Bossuet
- Storia di una ladra di libri (The Book Thief), regia di Brian Percival (Germania, USA, 2013) – Sophie Nélisse, Nico Liersch
- Room, regia di Lenny Abrahamson (USA, 2015) – Jacob Tremblay
- Un sacchetto di biglie (Un sac de billes), regia di Christian Duguay (Francia, 2017) - Dorian Le Clech
- Un affare di famiglia, regia di Hirokazu Kore'eda (Giappone, 2018) - Kairi Jō
- Cafarnao - Caos e miracoli, regia di Nadine Labaki (Libano, 2018) - Zain al-Rafeea
- Jojo Rabbit, regia di Taika Waititi (2019) - Roman Griffin Davis

## Italia

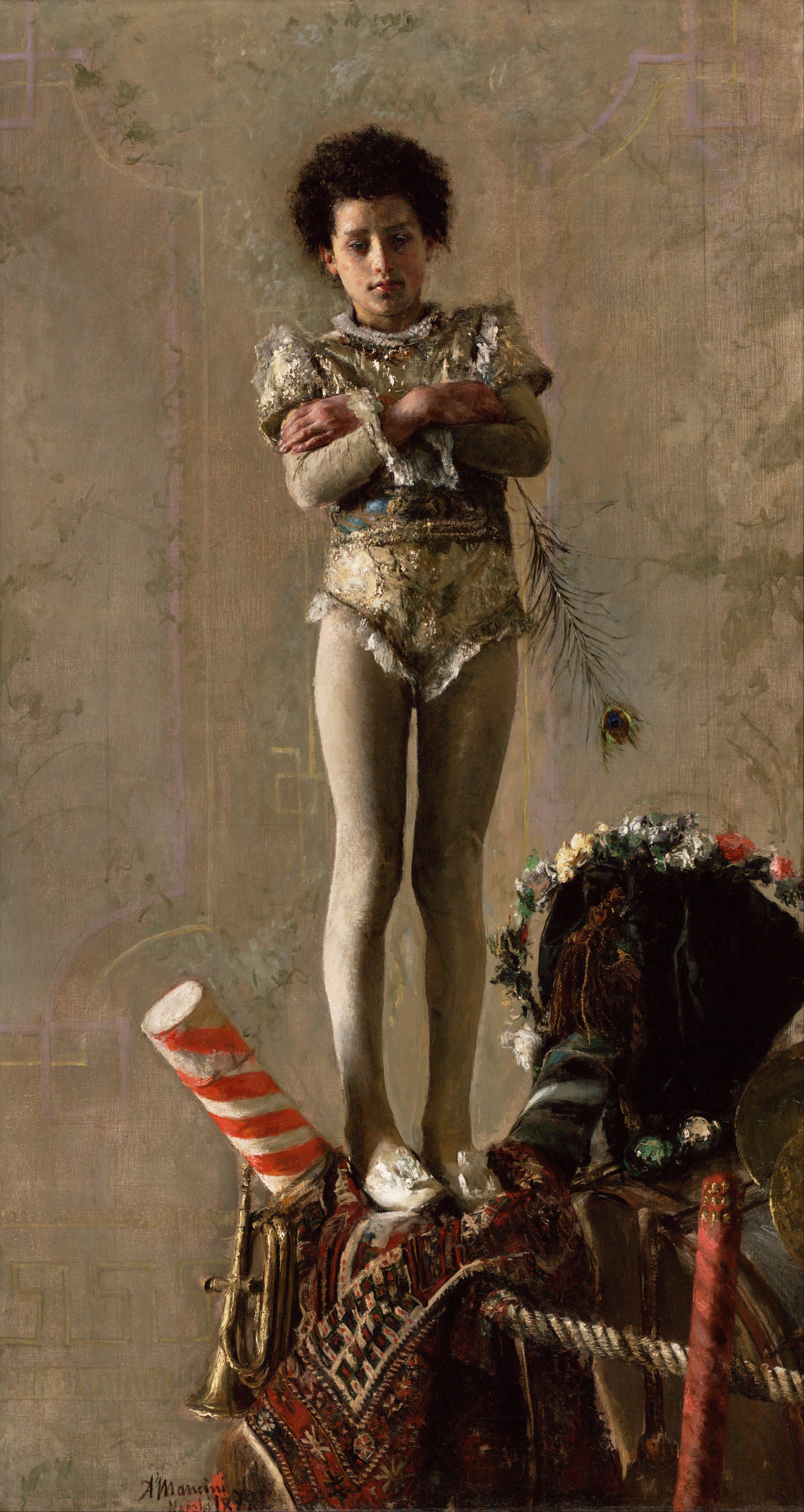
Il giovane saltimbanco (1877) di Antonio Mancini

### Le origini
In Italia gli attori bambini sono attivi da tempo immemorabile nelle piazze, nei circhi e nei teatri. Di loro non resta memoria se non in scarse note di cronaca e in alcuni dipinti di artisti come Domenico Tiepolo e Antonio Mancini. I bambini crescono con le loro famiglie nelle compagnie teatrali e circensi o vi si uniscono per sfuggire alla povertà, spesso in condizioni di lavoro duro e precario, soggetti a ogni tipo di abuso, privi di qualsiasi diritto. Di uno di essi, un bambino di undici anni "lacero e malaticcio", parla Edmondo De Amicis nel 1886 nel primo dei "racconti mensili" del libro Cuore:
"Due anni prima, suo padre e sua madre, contadini nei dintorni di Padova, l’avevano venduto al capo d’una compagnia di saltimbanchi; il quale, dopo avergli insegnato a fare i giochi a furia di pugni, di calci e di digiuni, se l’era portato a traverso alla Francia e alla Spagna, picchiandolo sempre e non sfamandolo mai."
Nella nascente letteratura italiana per l'infanzia tra la fine dell'Ottocento e l'inizio del Novecento ritorna con frequenza il caso di bambini orfani o abbandonati che, vagabondando alla ricerca di lavori di fortuna, diventano suonatori ambulanti o si accodano alle compagnie di saltimbanchi. È il caso dei quattro fratellini, rimasti privi dei genitori, protagonisti del "romanzo per i bambini" La famiglia di saltimbanchi di Ida Baccini, pubblicato da Bemporad in prima edizione nel 1901.
Dello "sfruttamento dei bambini sul teatro" il primo a occuparsi è il medico e sindacalista Gaetano Pieraccini in un pionieristico articolo del 1908 sul Giornale italiano di medicina sociale. Lo sviluppo dell'industria cinematografica avviene quindi proprio nel momento in cui i bambini attori stanno uscendo dal loro secolare anonimato e la società intera, divenuta più sensibile ai problemi dell'infanzia, sembra finalmente accorgersi della loro esistenza.
È a questo mondo di piccoli artisti girovaghi che si ispirano i primi filmati semi-documentari, dove appaiano degli attori bambini italiani. In Italienischer Bauerntanz due bambini ("Ploetz" e "Larella") si esibiscono in una danza popolare italiana, mentre i bambini della "Famiglia Grunato" sono protagonisti di un numero acrobatico con i loro genitori in Akrobatisches Potpourri. Entrambi i filmati furono girati in Germania da Max Skladanowsky e Emil Skladanowsky nel 1895.

### Il cinema muto italiano

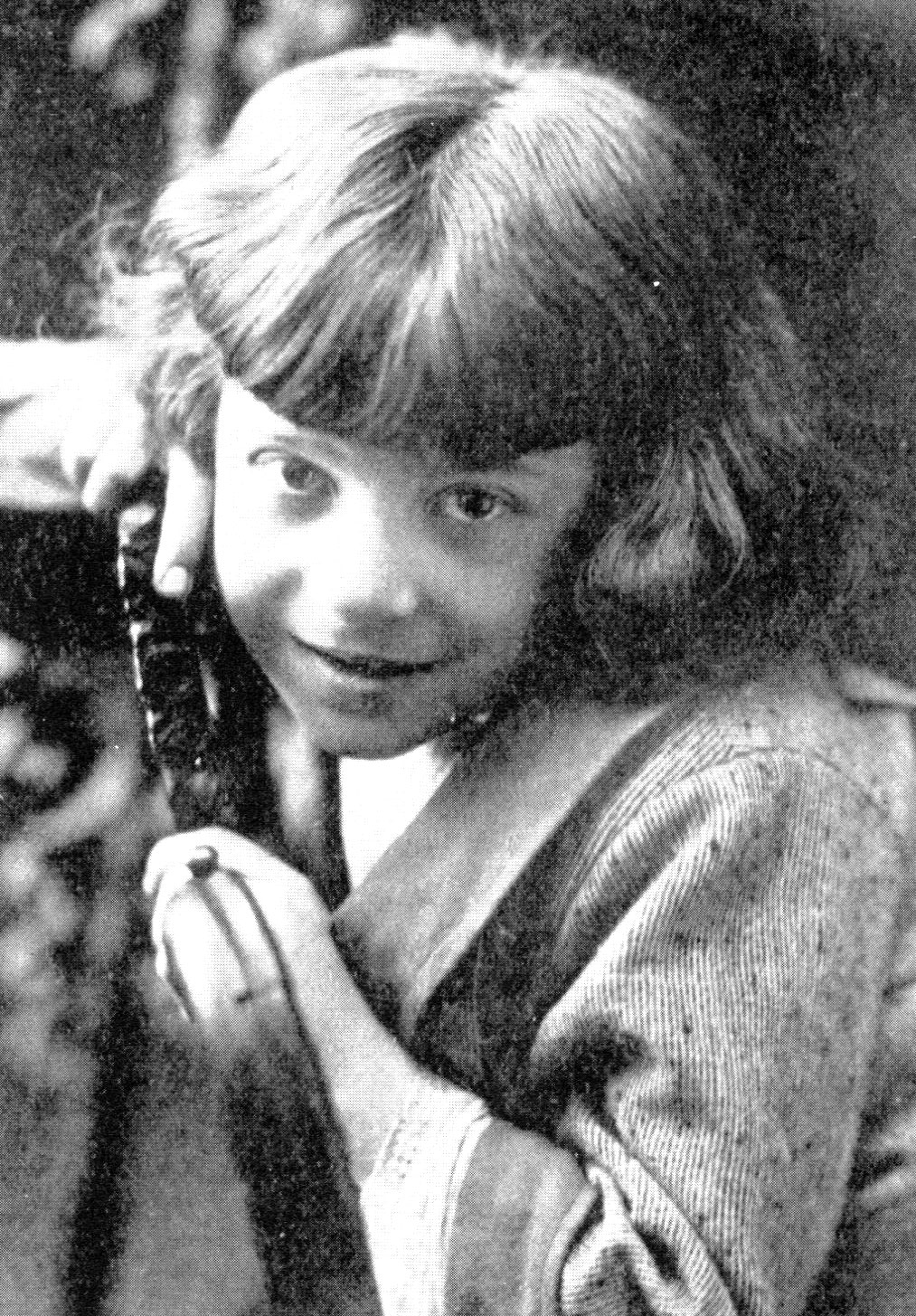
Maria Bay (Firulì) in una immagine del 1911

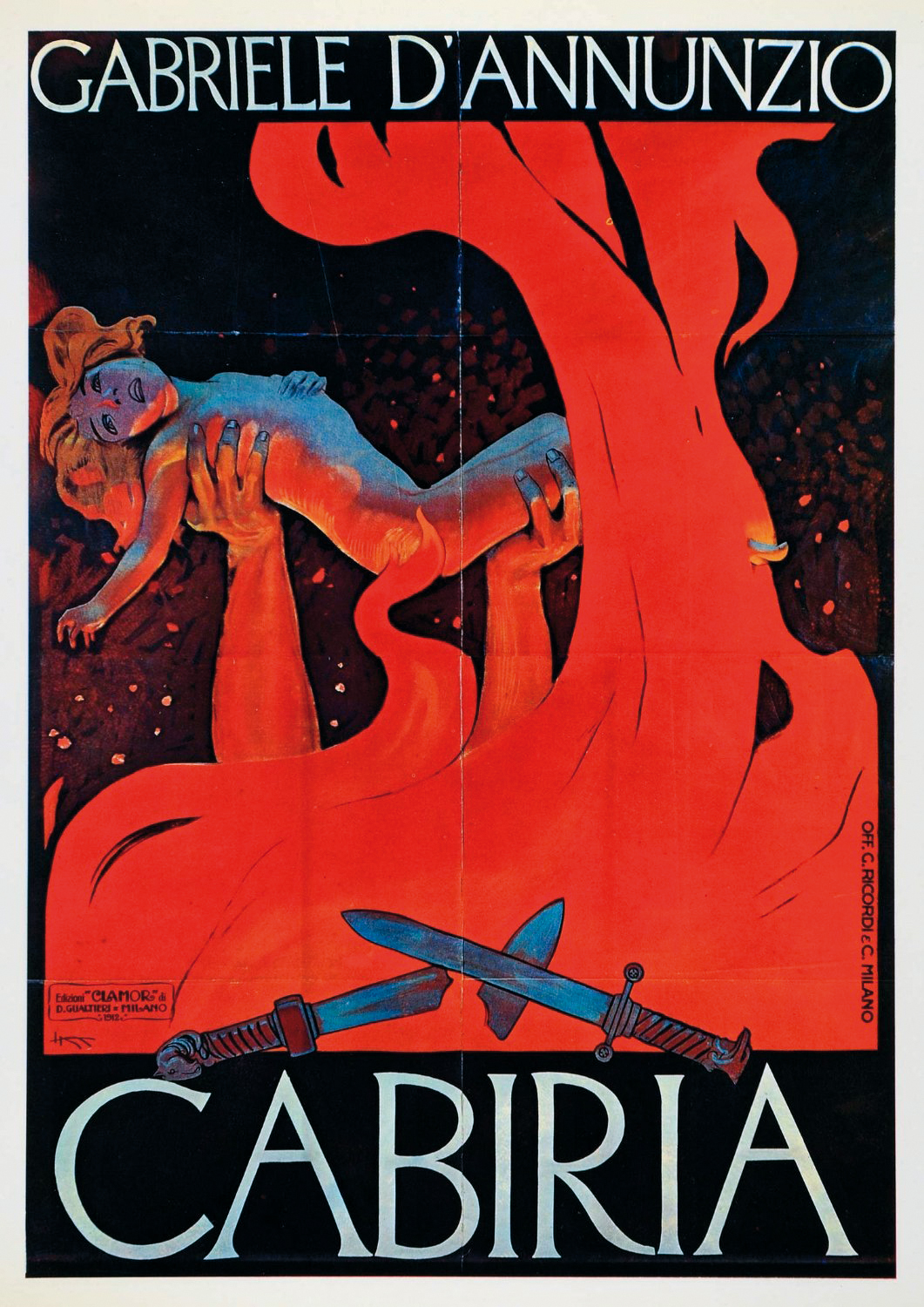
Carolina Catena (Cabiria) nel poster originario del film del 1914

Sin dagli inizi del cinema muto i bambini sono interpreti di numerosi cortometraggi, spesso protagonisti di serie comiche sotto nomi d'arte, a somiglianza di quanto avveniva nelle popolari contemporanee serie a fumetti.
La prima bimba attrice ad avere successo in Italia negli anni dieci fu la settenne Maria Bay, lanciata dalla Ambrosio Film di Torino. Tra il 1911 e il 1916 la piccola interpreta una trentina di cortometraggi, dapprima dando vita al personaggio, tra il comico e il patetico, di Firulì, per poi passare indifferentemente a ruoli di bambina o di bambino. Altri piccoli attori e attrici di quell'epoca sono Gigetto Crosetti, Eduardo Notari (Gennariello), Maria Orciuoli, Ermanno Roveri (Frugolino), Eraldo Giunchi (Cinessino), Luigi Petrungaro, Renato Visca e soprattutto Carolina Catena (la piccola Cabiria, immortalata da Leopoldo Metlicovitz nel poster originario del film). I bambini fanno ridere e fanno piangere; è chiaro fin dall'inizio che il cinema è capace di dare loro una visibilità e una centralità molto maggiori rispetto al teatro e anche la nascente industria cinematografica italiana è prontissima nello sfruttarne la presenza e le doti espressive. Accanto ai generi comuni al cinema internazionale si introducono generi più direttamente legati alla realtà italiana: dal "teatro napoletano" di Eduardo Notari, primo scugnizzo del cinema italiano, ai temi patriottici di impronta risorgimentale, fra cui si segnala il primo adattamento cinematografico dei nove "racconti mensili" del libro Cuore di Edmondo De Amicis, con Ermanno Roveri e Luigi Petrungaro ad alternarsi nelle parti protagonistiche.
L'ex attore poi regista Mario Bonnard produce nel 1921 una riedizione, diretta dall'amico Wladimiro Apolloni e interpretata da attori bambini, di Ma l'amore mio non muore, grande successo di cui era stato protagonista nel 1913. Tra gli interpreti del remake spicca Marcella Sabbatini, che tra il 1919 e il 1926 è la più celebre attrice bambina del cinema muto italiano degli anni venti con oltre trenta pellicole e uno status da piccola diva. Oltre ad altri film con Bonnard, nel 1926 interpreterà anche Mi chiamavano Mimì diretto da Washington Borg.. Accanto a Marcella Sabbatini si fa strada una nuova generazione di attori bambini: Ettore Casarotti, il duo Arnold e Patata (Aldo Mezzanotte), Franco Cappelli, e Mimmo Palermi.. Poi la crisi della produzione cinematografica italiana, con il fallimento dell'U.C.I., interrompe anche le giovani carriere di questi piccoli interpreti.

### Dall'avvento del sonoro all'esperienza del neorealismo

Miranda Bonansea

L'avvento del sonoro (1930 in Italia) offre agli attori bambini nuove possibilità di espressione, ma le condizioni generali del cinema e della società italiani non portano all'emergere di celebrità paragonabili a quelle dei loro colleghi americani.

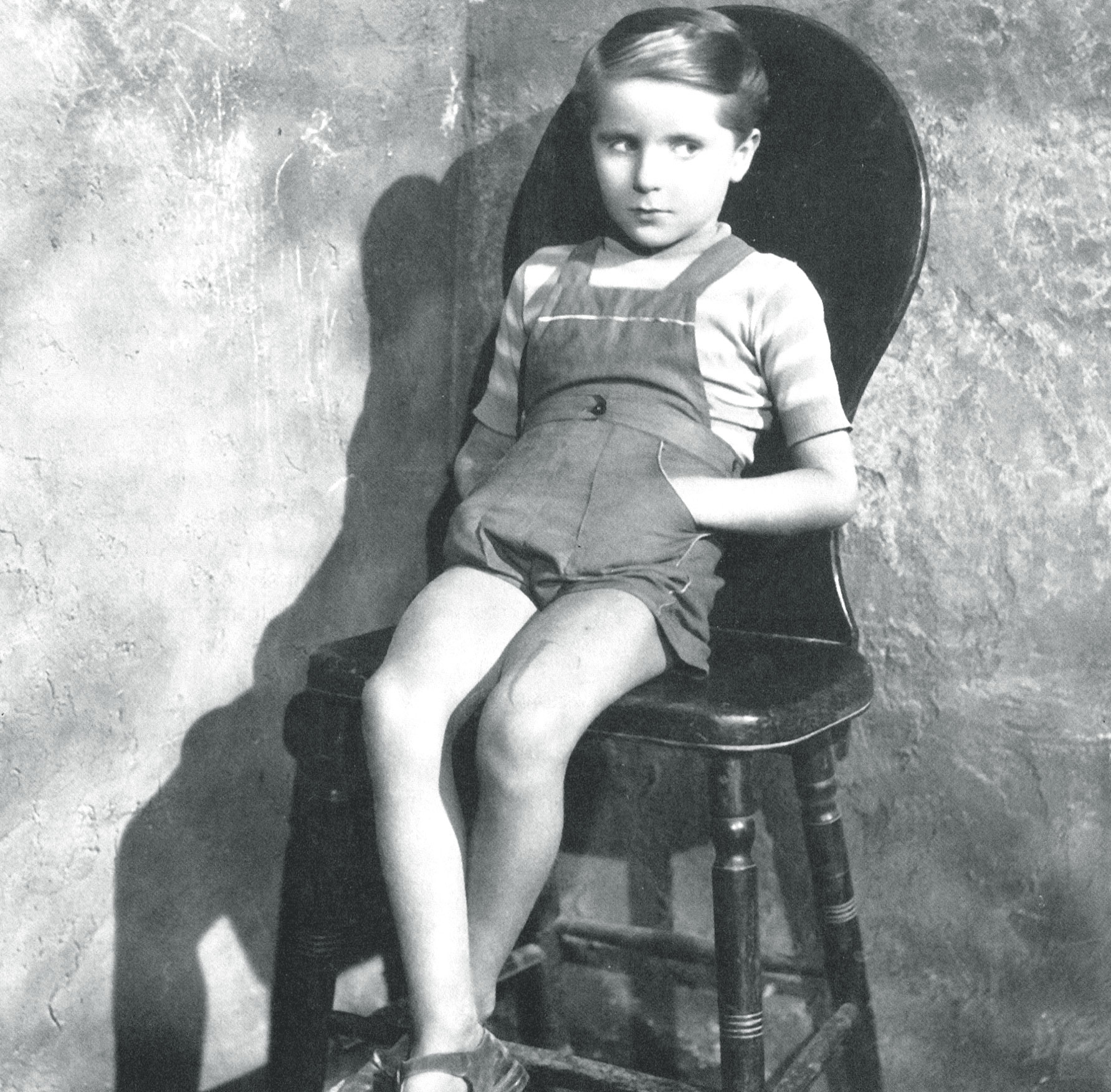
Luciano De Ambrosis ne I bambini ci guardano

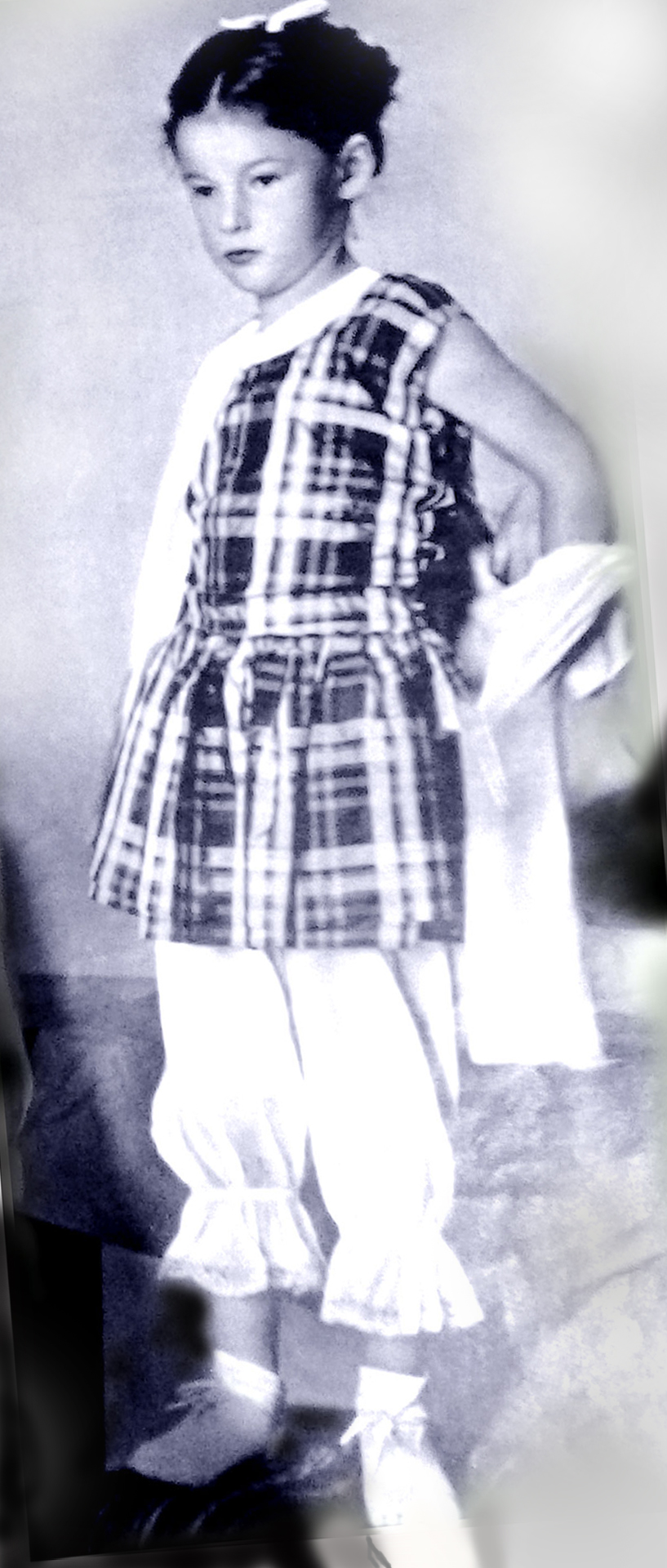
Mariù Pascoli in Piccolo mondo antico, regia di Mario Soldati, 1941

Gli attori bambini che si segnalarono in questo periodo in Italia furono Pino Locchi, Cesare Barbetti, Elio Sannangelo e Paolo Ferrari, che nel suo primo ruolo (Ettore Fieramosca di Blasetti) fu presentato come Tao Ferrari. Tra tutti spicca Miranda Bonansea, l'attrice bambina più famosa in Italia negli anni trenta, definita "la Shirley Temple italiana", di cui diverrà poi la doppiatrice ufficiale. Nonostante il rilievo di alcune interpretazioni, il cinema italiano continua a non offrire ad attori bambini ruoli di protagonista. Migliori opportunità si offrono all'estero ai figli degli emigranti: Robert Rietti in Gran Bretagna e Mickey Gubitosi negli Stati Uniti.
Nel 1934 il dodicenne Franco Brambilla è tra gli interpreti del film di esaltazione del fascismo Vecchia guardia, ma a questa prova seguiranno solo altre piccole parti in film storici e di propaganda. Se il primo film per ragazzi del cinema italiano (I ragazzi di via Pal, 1935) fu interpretato da giovani universitari, nel 1939 con Piccoli naufraghi si tentò uno dei pochissimi film italiani degli anni trenta dedicato ai giovanissimi, benché condizionato dal clima di propaganda legato alla proclamazione fascista dell'impero. I dodici interpreti furono tutti ragazzini, per lo più tra i 10 e i 13 anni, scelti tra gli oltre 1 600 che avevano risposto a un annuncio sul Messaggero; tra di essi anche un ragazzino somalo-italiano, Ali Ibrahim Sidali, l'unico ad avere già avuto un'esperienza cinematografica in Sentinelle di bronzo, un altro film coloniale diretto da Romolo Marcellini nel 1937. Nonostante i buoni propositi e le molte promesse, di quel gruppo ai soli Mario Artese e Leo Melchiorri si presenterà ancora qualche ulteriore opportunità di lavoro nei primi anni quaranta.
Ad attori bambini italiani cominciano a essere affidati ruoli di protagonista solo a partire dagli anni quaranta. Durante la seconda guerra mondiale ebbero grande, anche se breve, successo Gianni Glori, e soprattutto Mariù Pascoli, esordiente nel Piccolo mondo antico di Soldati, per il quale fu scelta attraverso un concorso bandito dalla casa produttrice "Lux Film". Non volendo esser da meno, l'anno successivo l'altra importante casa di produzione italiana dell'epoca, la "Scalera", scelse con lo stesso metodo Luciano De Ambrosis, destinato a essere Pricò ne I bambini ci guardano con cui De Sica inaugura un filone destinato a serie di opere drammatiche dedicate alla condizione dell'infanzia (che proseguirà poi con Sciuscià, Ladri di biciclette e che secondo alcuni arriverà sino a L'oro di Napoli) e che, a parere unanime della critica, costituisce assieme al coevo Ossessione di Visconti (e, per molti, anche con 4 passi fra le nuvole di Blasetti), il preludio alla grande stagione del neorealismo.
I piccoli interpreti non professionisti di quei film del dopoguerra sono i primi attori bambini del cinema italiano ad acquisire fama internazionale. Sono Vito Annicchiarico in Roma città aperta (regia di Roberto Rossellini, 1945); Franco Interlenghi e Rinaldo Smordoni in Sciuscià (regia di Vittorio De Sica, 1946); Alfonsino Pasca in Paisà (regia di Roberto Rossellini, 1946); Enzo Staiola in Ladri di biciclette (regia di Vittorio De Sica, 1948); Edmund Moeschke in Germania anno zero (regia di Roberto Rossellini, 1948); e Agnese e Nella Giammona ne La terra trema (regia di Luchino Visconti, 1948). Direttamente dalla strada vengono i "30 scugnizzi" protagonisti del primo film di Luigi Comencini, Proibito rubare (1948), ambientato nella Napoli del dopoguerra. Quando nello stesso anno Vittorio De Sica dirige e interpreta Cuore, prima versione cinematografica integrale del romanzo di Edmondo De Amicis, si affida invece a un gruppo più collaudato di piccoli attori; accanto agli esordienti Carlo Delle Piane, Maurizio Di Nardo e Enzo Cerusico, ci sono i veterani Luciano De Ambrosis, Vito Annicchiarico e Gino Leurini. La poetica neorealistica si afferma anche in popolari film di soggetto religioso, che trovano in Ines Orsini l'interprete di maggior talento.

### Dagli anni '50 agli anni '70

Franco Interlenghi e Rinaldo Smordoni con Maria Campi nel film Sciuscià (1946)

Nel 1951 Luchino Visconti sceglie ancora una piccola interprete non professionista di cinque anni, Tina Apicella, da affiancare alla grande Anna Magnani nella drammatica critica al cinismo del mondo del cinema di Bellissima, uscita in un periodo in cui si sta esaurendo la grande stagione del neorealismo. Non mancano i giovani talenti, ma agli attori bambini italiani si offrono ora meno occasioni di emergere a livello internazionale. Alcuni di loro, come Paola Quattrini, Enzo Cerusico, Raffaella Carrà, Giancarlo Nicotra, Mario Girotti, e Edoardo Nevola, sono destinati da adulti a una lunga carriera nel mondo dello spettacolo. Altri, in quella che per loro rimane solo una breve parentesi di vita, sono protagonisti di numerosi film: Gino Leurini (1947-49), Giancarlo Zarfati (1947-63), Enrico Olivieri (1948-57); Maurizio Di Nardo (1948-54), Angelo Maggio (1950-54), Vittorio Manunta (1950-52), Guido Martufi, Piero Giagnoni (1953-62), Marco Paoletti (1957-64), Franco Di Trocchio (1957-64). Di altri ancora il nome resta legato a un'unica intensa interpretazione da protagonista, come Pierino Bilancione, opposto a Vittorio De Sica nell'episodio I giocatori nel film L'oro di Napoli (1954); Geronimo Meynier e Andrea Scirè in Amici per la pelle (regia di Franco Rossi, 1955); Giancarlo Damiani ne La finestra sul Luna Park (Luigi Comencini, 1957); Domenico Formato ne Le quattro giornate di Napoli (Nanni Loy, 1962) e Paolo Colombo in Agostino (Mauro Bolognini, 1962).
Vittorio De Sica e Sophia Loren portano al successo internazionale la dodicenne Eleonora Brown ne La ciociara (1960) e il piccolo Carlo Angeletti ne La baia di Napoli (1960). Anche il bilingue Loris Loddi comincia a lavorare in coproduzioni internazionali; a lui fu affidata la parte del piccolo "Cesarione" nel colossal Cleopatra (1963). Peppeddu Cuccu in Banditi a Orgosolo (regia di Vittorio De Seta, 1961) si colloca invece nel filone dei film dialettali di denuncia sociale; alla 22ª Mostra internazionale d'arte cinematografica di Venezia il film vince il premio Migliore Opera Prima. Anche i generi peplum e musicarello, allora di gran voga in Italia, trovano i loro piccoli interpreti: rispettivamente Franco Gasparri e Valter Brugiolo. Nel 1963 Raffaello Matarazzo affida a un gruppo di attori bambini il ruolo di protagonisti in I terribili 7: alcuni di loro sono già dei piccoli veterani: Roberto Chevalier, Antonio Piretti, Stefano Conti, Loris Loddi e Massimo Giuliani. Luigi Comencini si conferma come il regista italiano più sensibile ai temi dell'infanzia e il più capace di lavorare con giovanissimi talenti, dirigendo Stefano Colagrande e Simone Giannozzi in Incompreso (1966). Lo sviluppo dei programmi televisivi comincia intanto a offrire anche in Italia parti di grande popolarità ad attori bambini: Sandro Pistolini ne Il piccolo Lord (1960); Loretta Goggi e Massimo Giuliani ne Il favoloso '18 (1965); Roberto Chevalier in David Copperfield (1965) e ne I racconti del faro (1967); Cinzia De Carolis in Anna dei miracoli (1968); Giusva Fioravanti nella serie La famiglia Benvenuti (1968-69); Walter Ricciardi, Maurizio Marchetti e Antonio Angrisano tra I ragazzi di padre Tobia (1968-70); e Maurizio Ancidoni ne Le avventure di Ciuffettino (1969-70). A essi si aggiunge il già citato Loris Loddi, presenza ricorrente come comprimario nei maggiori sceneggiati del periodo, da Il conte di Montecristo (1966) a Le inchieste del commissario Maigret (1966-68). Il "bambino" più famoso della televisione italiana degli anni sessanta è però la cantante diciannovenne Rita Pavone, che con il suo fisico minuto e un'aria da maschiaccio porta al successo nel 1964-65 il personaggio di Gian Burrasca, interagendo con "veri" attori bambini come Roberto Chevalier, Edoardo Nevola e Claudio Capone, in un fortunato sceneggiato televisivo in otto puntate per la regia di Lina Wertmüller.
Nicoletta Elmi e Renato Cestiè sono gli attori bambini italiani professionisti degli anni settanta, interpreti affidabili di una lunga serie di film che spaziano dal genere horror a quello western e a quello sentimentale. Seguendo la tendenza internazionale, anche nel cinema italiano gli attori bambini sono spinti verso situazioni sempre più estreme, in cui si espone anche il tabù della loro sessualità: Björn Andrésen in Morte a Venezia (regia di Luchino Visconti, 1971); Alessandro Momo in Malizia (Salvatore Samperi, 1973); Cinzia De Carolis in Vergine, e di nome Maria (Sergio Nasca, 1975); Sven Valsecchi in Nenè (Salvatore Samperi, 1977); Simona Patitucci nell'episodio La Divetta ne I nuovi mostri (Dino Risi, 1977). Più legato alla realtà italiana, anche se ispirato dai successi internazionali di Incompreso (1966) e L'albero di Natale (1969), è il filone di film strappalacrime (i cosiddetti lacrima movies) inaugurato da L'ultima neve di primavera (1973) di Raimondo Del Balzo. In essi il piccolo protagonista, inizialmente trascurato dai genitori, generalmente muore o agonizza tra le loro braccia in seguito a incidente o malattia. Vittime predestinate in queste pellicole sono preferibilmente Renato Cestiè e Sven Valsecchi, ma anche altri piccoli attori, come Alessandro Cocco, Carlo Lupo, e Leslie D'Olive. Vengono girati in quegli anni anche film del genere western all'italiana che includono un cast di attori bambini: Lo sceriffo di Rockspring (1971), Kid il monello del West (1973) e L'ostaggio (1975).
Alla televisione lo sceneggiato La vita di Leonardo da Vinci (1971) dà spazio a numerosi attori bambini, nel ruolo del giovane Leonardo (Marco Mazzoni, Renato Cestiè, Alberto Fiorini) e del piccolo "Salaì" (Vittorio Macina). L'attore bambino più popolare degli anni settanta in Italia è però Andrea Balestri con lo straordinario successo di critica e di pubblico dello miniserie televisiva Le avventure di Pinocchio (1972), diretta da Luigi Comencini. Al fianco del Pinocchio di Balestri è un altro piccolo attore preso anch'egli "dalla strada": Domenico Santoro (Lucignolo), "scoperto" dello stesso Comencini nel documentario I bambini e noi (1970). Santoro, assieme a Duilio Cruciani, Renato Cestiè e Guerrino Casamonica, sarà anche uno dei quattro attori bambini protagonisti nel 1973 di una nuova versione cinematografica dei "racconti mensili" del libro Cuore di Edmondo De Amicis, per la regia di Romano Scavolini. Anche Bernardo Bertolucci, Paolo e Vittorio Taviani, ed Ermanno Olmi puntano nei loro film su attori bambini non professionisti con forti caratteristiche regionali e dialettali: Paolo Pavesi e Roberto Maccanti in Novecento (1976); Fabrizio Forte in Padre padrone (1977); e Omar Brignoli in L'albero degli zoccoli (1978). Tra il 1978 e il 1980, Marco Girondino (Gennarino) si specializza nel ruolo di piccolo scugnizzo napoletano nei film di Alfonso Brescia, che in quattro occasioni lo dirige in coppia con Mario Merola e come protagonista ne Lo scugnizzo (1979).

### Anni '80 e '90
Gli anni ottanta e novanta sono segnati dai successi internazionali di Totò Cascio in Nuovo Cinema Paradiso (regia di Giuseppe Tornatore, 1988) e di Giorgio Cantarini ne La vita è bella (regia di Roberto Benigni, 1997). Entrambi i film vincono l'Oscar come miglior film straniero; era dai tempi del neorealismo che degli attori bambini italiani non giungevano a un tale livello di popolarità internazionale, segnata anche dal conferimento di importanti riconoscimenti della critica come il Premio BAFTA 1989 per Cascio e lo Young Artist Award per entrambi.
Tra le altre interpretazioni di rilievo si segnalano ancora una volta i giovani attori dei film di Luigi Comencini: Francesco Bonelli in Voltati Eugenio (1980); e Carlo Calenda in Cuore (1984). Nei primi anni ottanta Giovanni Frezza è apprezzato interprete in numerosi film horror. Importanti parti di protagonista si offrono a Vanessa Gravina in Colpo di fulmine (regia di Marco Risi, 1985); Asia Argento in Zoo (Cristina Comencini, 1988); Nando Triola in Vito e gli altri (Antonio Capuano, 1991); Francesco Cusimano in La discesa di Aclà a Floristella (Aurelio Grimaldi, 1992); Manuel Colao in La corsa dell'innocente (Carlo Carlei, 1993); Jenner Del Vecchio in Jona che visse nella balena (Roberto Faenza, 1993); Francesco De Pasquale in Il piccolo Lord (Gianfranco Albano, 1996); e Niccolò Senni in L'albero delle pere (Francesca Archibugi, 1998). Per alcuni bambini del cast dei film Io speriamo che me la cavo (regia di Lina Wertmüller, 1992) e Ci hai rotto papà (Castellano e Pipolo, 1993), questa sarà solo una tappa in una lunga carriera di attori: è il caso di Ciro Esposito, Adriano Pantaleo, Elio Germano e Paolo Vivio. Sempre nel 1992 ai piccoli Valentina Scalici e Giuseppe Ieracitano vengono assegnati due David di Donatello speciali per la loro interpretazione del Ladro di bambini di Gianni Amelio.
Gli anni novanta sono anche gli anni in cui compaiono i primi studi monografici sugli attori bambini nel cinema italiano, opera soprattutto di Giovanni Grazzini.

### Il XXI secolo
I primi anni del XXI secolo non hanno visto finora alcun film con attori bambini italiani distinguersi in modo netto a livello internazionale, di là dai consensi ricevuti dalla critica per alcune interpretazioni, soprattutto quella di Giuseppe Cristiano in Io non ho paura (regia di Gabriele Salvatores, 2003), o quelle di Giuseppe Sulfaro in Malèna (Giuseppe Tornatore, 2000); Francesco Casisa e Filippo Pucillo in Respiro (Emanuele Crialese, 2002); Gianluca Di Gennaro in Certi bambini (Andrea Frazzi e Antonio Frazzi, 2004); Alessandro Morace in Anche libero va bene (Kim Rossi Stuart, 2005); Marco Grieco in La guerra di Mario (Antonio Capuano, 2005); Matteo Sciabordi in Miracolo a Sant'Anna (Spike Lee, 2008); Greta Zuccheri Montanari in L'uomo che verrà (Giorgio Diritti, 2009); Yle Vianello in Corpo celeste (Alice Rohrwacher, 2011); e Maria Alexandra Lungu in Le meraviglie (Alice Rohrwacher, 2014).
Quanto a popolarità, il primato spetta ai bambini presenti in fortunate serie televisive: Eleonora Cadeddu e il fratello Michael Cadeddu, dal 1998 in Un medico in famiglia; Luca Turco (1999-), Giulio Maria Furente (2007-12), Vincenzo Messina (2007-12) in Un posto al sole; Claudio Ricci (2001-04), Sara Santostasi (2004), Steven Manetto (2006), Andrea Pittorino (2009-11), Federico Ielapi (2018) e Aurora Menenti (2020-) in Don Matteo; Niccolò Centioni in I Cesaroni (2006-14).
Il musical comincia a offrire anche in Italia importanti occasioni di successo per gli attori bambini: Pinocchio (2003-06) e Peter Pan (2006-07) per Gianluca Grecchi (che dal 2002 al 2011 ha anche un'intensissima carriera alla televisione); Billy Elliot the Musical (2015) per Alessandro Frola e Christian Roberto.
Cresce anche in Italia il successo dei talent show. Tra gli interpreti bambini si distinguono in particolare Gianluca Ginoble, Piero Barone e Ignazio Boschetto (del trio musicale Il Volo, destinati a una carriera internazionale e ad affermarsi quindi anche nel Festival di Sanremo 2015), e Vincenzo Cantiello (vincitore del Junior Eurovision Song Contest 2014).
A segnalarsi sono anche due documentari, entrambi del 2015. Nel primo, I bambini sanno, Walter Veltroni intervista trentanove bambini, tra gli otto e i tredici anni, raccontando come loro osservino e giudichino l'Italia, la loro vita, gli adulti, il futuro, similmente a quanto Luigi Comencini aveva fatto nel suo documentario del 1970. Il secondo, Protagonisti per sempre di Mimmo Verdesca, premiato al Giffoni Film Festival, raccoglie i ricordi di alcuni tra i più famosi attori bambini italiani, ormai adulti. Il documentario di Verdesca è il segno di una crescente attenzione anche a livello internazionale sugli attori bambini in Italia (è del 2014 la pubblicazione del primo volume in inglese specificamente dedicato al soggetto: New Visions of the Child in Italian Cinema), ma anche dell'emergere di un nuovo interesse sul destino di questi bambini da adulti e sull'influenza che la loro esperienza ha avuto sulla loro crescita.

### Film con attori bambini italiani in ruoli di protagonista (parziale)
- Le bolle di sapone (1911) - Maria Bay
- Cuore, serial cinematografico in 9 episodi, regia di Leopoldo Carlucci, Vittorio Rossi Pianelli e Umberto Paradisi (1915-16) - Ermanno Roveri, Luigi Petrungaro
- Il canale degli angeli, regia di Francesco Pasinetti (1934) - Pino Locchi
- Vecchia guardia, regia di Alessandro Blasetti (1934) - Franco Brambilla
- Piccoli naufraghi, regia di Flavio Calzavara (1939)
- Piccolo alpino, regia di Oreste Biancoli (1940) - Elio Sannangelo
- Piccolo mondo antico, regia di Mario Soldati (1941) - Mariù Pascoli
- La fuggitiva, regia di Piero Ballerini (1941) - Mariù Pascoli
- Gian Burrasca, regia di Sergio Tofano (1943) - Mimmo Battaglia
- Dagli Appennini alle Ande, regia di Flavio Calzavara (1943) - Cesare Barbetti
- I bambini ci guardano, regia di Vittorio De Sica (1944) - Luciano De Ambrosis
- Senza famiglia, regia di Giorgio Ferroni (1944) - Luciano De Ambrosis
- "Napoli", episodio del film Paisà, regia di Roberto Rossellini (1946) - Alfonsino Pasca
- Sciuscià, regia di Vittorio De Sica (1946) - Franco Interlenghi, Rinaldo Smordoni
- Le avventure di Pinocchio, regia di Giannetto Guardone (1947) - Alessandro Tommei
- Ladri di biciclette, regia di Vittorio De Sica (1948) - Enzo Staiola
- Proibito rubare, regia di Luigi Comencini (1948)
- Cuore, regia di Duilio Coletti e Vittorio De Sica (1948)
- Cielo sulla palude, regia di Augusto Genina (1949) - Ines Orsini
- Angelo tra la folla, regia di Leonardo De Mitri (1950) - Angelo Maggio
- Bellissima, regia di Luchino Visconti (1951) - Tina Apicella
- Gli angeli del quartiere, regia di Carlo Borghesio (1952) - Enzo Cerusico
- "Il tamburino sardo", episodio del film Altri tempi - Zibaldone n. 1, regia di Alessandro Blasetti (1952) - Enzo Cerusico
- "I giocatori", episodio del film L'oro di Napoli, regia di Vittorio De Sica (1954) - Pierino Bilancione
- Bravissimo, regia di Luigi Filippo D'Amico (1955) - Giancarlo Zarfati
- Amici per la pelle, regia di Franco Rossi (1955) - Geronimo Meynier, Andrea Scirè
- Lauta mancia, regia di Fabio De Agostini (1956) - Silvano Orlando
- La finestra sul Luna Park, regia di Luigi Comencini (1957), con Giancarlo Damiani
- Il maestro..., regia di Aldo Fabrizi (1957) - Edoardo Nevola, Marco Paoletti
- Dagli Appennini alle Ande, regia di Folco Quilici (1959) - Marco Paoletti
- La baia di Napoli, regia di Melville Shavelson (1960) - Carlo Angeletti
- La ciociara, regia di Vittorio De Sica (1960) - Eleonora Brown
- Il piccolo Lord, miniserie televisiva, regia di Vittorio Brignole (1960) - Sandro Pistolini
- Banditi a Orgosolo, regia di Vittorio De Seta (1961)
- Agostino, regia di Mauro Bolognini (1962) - Paolo Colombo
- I terribili 7, regia di Raffaello Matarazzo (1963)
- David Copperfield, regia di Anton Giulio Majano, miniserie televisiva (1965) - Roberto Chevalier
- Incompreso, regia di Luigi Comencini (1966) - Stefano Colagrande
- I racconti del faro, regia di Angelo D'Alessandro, miniserie televisiva (1967) - Roberto Chevalier
- I ragazzi di padre Tobia, serie televisiva, regia di Italo Alfaro (1968)
- Le avventure di Ciuffettino, miniserie televisiva, regia di Angelo D'Alessandro (1969) - Maurizio Ancidoni
- I lupi attaccano in branco, regia di Phil Karlson e Franco Cirino (1970)
- Le avventure di Pinocchio, miniserie televisiva, regia di Luigi Comencini (1972) - Andrea Balestri, Domenico Santoro
- Torino nera, regia di Carlo Lizzani (1972) - Domenico Santoro, Andrea Balestri
- Cuore, regia di Romano Scavolini (1973)
- L'ultima neve di primavera, regia di Raimondo Del Balzo (1973) - Renato Cestiè
- Malizia, regia di Salvatore Samperi (1973) - Alessandro Momo
- L'albero dalle foglie rosa, regia di Armando Nannuzzi (1974) - Renato Cestiè
- La bellissima estate, regia di Sergio Martino (1974) - Alessandro Cocco
- Vergine, e di nome Maria, regia di Sergio Nasca (1975) - Cinzia De Carolis
- La linea del fiume, regia di Aldo Scavarda (1976) - Vasco De Cet
- Novecento, regia di Bernardo Bertolucci (1976)
- Un sussurro nel buio, regia di Marcello Aliprandi (1976) - Alessandro Poggi
- Padre padrone, regia di Paolo e Vittorio Taviani (1977) - Fabrizio Forte
- Nenè, regia di Salvatore Samperi (1977) - Sven Valsecchi
- "Pornodiva", episodio de I nuovi mostri, regia di Dino Risi (1977) - Simona Patitucci
- L'avventurosa fuga, regia di Enzo Doria (1978) - Alessandro Doria
- L'albero degli zoccoli, regia di Ermanno Olmi (1978) - Omar Brignoli
- Lo scugnizzo, regia di Alfonso Brescia (1979) - Marco Girondino
- Voltati Eugenio, regia di Luigi Comencini (1980) - Francesco Bonelli
- Quella villa accanto al cimitero, regia di Lucio Fulci (1981) - Giovanni Frezza
- State buoni se potete, regia di Luigi Magni (1983)
- Cuore, miniserie televisiva, regia di Luigi Comencini (1984) - Carlo Calenda
- Colpo di fulmine, regia di Marco Risi (1985) - Vanessa Gravina
- Mino - Il piccolo alpino, miniserie televisiva, regia di Gianfranco Albano (1986-87) - Guido Cella
- Nuovo Cinema Paradiso, regia di Giuseppe Tornatore (1988) - Salvatore Cascio
- Un bambino di nome Gesù, miniserie televisiva, regia di Franco Rossi (1988) - Matteo Bellina
- Don Bosco, regia di Leandro Castellani (1988)
- Zoo, regia di Cristina Comencini (1988) - Asia Argento
- Un bambino in fuga, miniserie televisiva, regia di Mario Caiano (1990) - Marco Vivio
- Marcellino, regia di Luigi Comencini (1991) - Nicolò Paolucci
- Vito e gli altri, regia di Antonio Capuano (1991) - Nando Triola
- Io speriamo che me la cavo, regia di Lina Wertmüller (1992) - Ciro Esposito, Adriano Pantaleo
- La corsa dell'innocente, regia di Carlo Carlei (1992) - Manuel Colao
- La discesa di Aclà a Floristella, regia di Aurelio Grimaldi (1992) – Francesco Cusimano
- Il ladro di bambini, regia di Gianni Amelio (1992) - Valentina Scalici, Giuseppe Ieracitano
- Il grande cocomero, regia di Francesca Archibugi (1993) - Alessia Fugardi
- Jona che visse nella balena, regia di Roberto Faenza (1993)
- Ci hai rotto papà, regia di Castellano e Pipolo (1993) - Elio Germano, Adriano Pantaleo
- Il piccolo Lord, regia di Gianfranco Albano (1996) - Francesco De Pasquale
- Ardena, regia di Luca Barbareschi (1997) - Aiace Tugnoli
- La vita è bella, regia di Roberto Benigni (1997) - Giorgio Cantarini
- L'albero delle pere, regia di Francesca Archibugi (1998) - Niccolò Senni
- Lontano in fondo agli occhi, regia di Giuseppe Rocca (2000) - Andrea Refuto
- Malèna, regia di Giuseppe Tornatore (2000) - Giuseppe Sulfaro
- A.A.A.Achille, regia di Giovanni Albanese (2001) - Loris Pazienza
- Cuore, miniserie televisiva, regia di Maurizio Zaccaro (2001)
- Io non ho paura, regia di Gabriele Salvatores (2003) - Giuseppe Cristiano
- Certi bambini, regia di Andrea Frazzi e Antonio Frazzi (2004) - Gianluca Di Gennaro
- Anche libero va bene, regia di Kim Rossi Stuart (2005) - Alessandro Morace
- L'estate di mio fratello, regia di Pietro Reggiani (2005) - Davide Veronese
- La guerra di Mario, regia di Antonio Capuano (2005) - Marco Grieco
- Quando sei nato non puoi più nasconderti, regia di Marco Tullio Giordana (2005) - Matteo Gadola
- L'uomo che verrà, regia di Giorgio Diritti (2009) - Greta Zuccheri Montanari
- Io e te, regia di Bernardo Bertolucci (2012) - Jacopo Olmo Antinori
- Il sole dentro, regia di Paolo Bianchini (2012) - Gaetano Fresa, Fallou Kama
- Amori elementari, regia di Sergio Basso (2014) - Andrea Pittorino
- Incompresa, regia di Asia Argento (2014) - Giulia Salerno
- Protagonisti per sempre, documentario, regia di Mimmo Verdesca (2015)
- Pinocchio, regia di Matteo Garrone (2019) - Federico Ielapi
- Il bambino nascosto, regia di Roberto Andò (2021) - Giuseppe Pirozzi

### Studi generali
- Gaetano Pieraccini, Lo sfruttamento dei bambini sul teatro, in Il Ramazzini. Giornale italiano di medicina sociale, vol. 5, Firenze, Niccolai, 1908.
- Lorenzo Capulli e Stefano Gambelli (a cura di), I bambini del cinema: Luigi Comencini 1946-1991, Ancona, Aniballi, 1992.
- Giovanni Grazzini, Dolci, pestiferi, perversi: i bambini del cinema, Parma, Pratiche, 1995, ISBN 978-88-7380-411-6.
- Gian Mario Anselmi, Mappa della letteratura europea e mediterranea, vol. 2, Milano, Mondadori, 2000, ISBN 978-88-424-9526-0. URL consultato l'8 aprile 2016.
- (EN) Jane Catherine O'Connor, The Cultural Significance of the Child Star, Londra, Routledge, 2008, ISBN 978-1-135-89826-7. URL consultato l'8 aprile 2016.
- (EN) Karen Lury, The Child in Film: Tears, Fears and Fairy Tales, Londra, I. B. Tauris, 2010, ISBN 978-1-84511-968-3. URL consultato l'8 aprile 2016.
- Sam Kashner e Nancy Schoenberger, Furious love. Liz Taylor, Richard Burton: la storia d'amore del secolo, traduzione di Gianni Pannofino, Milano, Il Saggiatore, 2011, ISBN 978-88-6576-116-8. URL consultato l'8 aprile 2016.
- (EN) Gaylyn Studlar, Precocious Charms. Stars Performing Girlhood in Classical Hollywood Cinema, Berkeley, University of California Press, 2013, ISBN 978-0-520-27424-2.
- David Dye. Child and Youth Actors: Filmographies of Their Entire Career, 1914-1985 (Jefferson, NC and London: McFarland, 1988).
- Thomas G. Aylesworth. Hollywood Kids: Child Stars of the Silver Screen from 1903 to the Present (New York: Dutton, 1987).
- Milton E. Polsky. Today's Young Stars of Stage & Screen (New York: F. Watts, 1979)
- Diana Serra Cary. Hollywood's Children: An Inside Account of the Child Star Era (Boston: Houghton Mifflin, 1978).
- Caroline E. Fisher, and Hazel Glaister Robertson. Children and the Theater (Stanford, CA: Stanford University Press, 1950).
- Robertson Davies. Shakespeare's Boy Actors (New York: Russell & Russell, 1939; rist. 1964).
- Harold Newcomb Hillebrand. The Child Actors: A Chapter in Elizabethan Stage History (New York, Russell & Russell, 1926; rist. 1964).
- Danielle Hipkins e Roger Pitt (a cura di). New Visions of the Child in Italian Cinema (Bern: Peter Lang, 2014).

### Raccolte di biografie
- Stanley W. Todd, "The Boys of the Screen",  Motion Picture Classic 2.1-6 (1916), pp. 20–22, 68 - Biografie di Bobby Connelly, Andy Clark, Matty Roubert, Gordon Griffith, Yale Boss, George Hollister Jr., Leland Benham, Brooks McCloskey, Leo Banks, Robert Miller, Frank Weber, Tommy Harper, Charles Jackson, Willie Gibbon, George Banks, et al.
- Dixie Willson, Little Hollywood Stars (Akron, OH, e New York: Saalfield Pub. Co., 1935. - Biografie di Freddie Bartholomew, Jackie Cooper, Cora Sue Collins (37-43), George "Spanky" McFarland, Virginia Weidler, Frankie Thomas (59-65), Jane Withers, Jackie Searl, Juanita "Baby Jane" Quigley (78-84), David Holt (85-95), Matthew "Stymie" Beard, Mickey Rooney, Helen Parrish, George Breakston (119-127), Marilyn Knowlden, Baby LeRoy and Billy Lee (133-142), e Carmencita Johnson (143-149).
- Norman J. Zierold. The Child Stars (New York: Coward-McCann, 1965) - Biografie di Jackie Coogan, Baby LeRoy, Shirley Temple, Jane Withers, Judy Garland, Freddie Bartholomew, Deanna Durbin, Mickey Rooney e Jackie Cooper.
- James Robert Parish, Great Child Stars (New York: Ace Books, 1976). - Biografie di Freddie Bartholomew, Robert "Bobby" Blake, Jackie Coogan, Jackie Cooper, Brandon De Wilde, Bobby Driscoll, Darryl Hickman, Jackie 'Butch' Jenkins, Mark Lester, Roddy McDowall, George "Spanky" McFarland, Hayley Mills, Dickie Moore, Margaret O'Brien, Gigi Perreau, Tommy Rettig, Mickey Rooney, Johnny Sheffield, Carl "Alfalfa" Switzer, Shirley Temple, Virginia Weidler, George "Foghorn" Winslow, Jane Withers, e Natalie Wood.
- Marc Best, Those Endearing Young Charms: Child Performers of the Screen (South Brunswick e New York: Barnes & Co., 1971 - Biografie di Freddie Bartholomew, Joan Carroll, Ann Carter, Billy Chapin, Cora Sue Collins, Jackie Cooper, Donna Corcoran, Kevin "Moochie" Corcoran, Philippe De Lacy, Brandon De Wilde, Sandy Desher, Ted Donaldson, Bobby Driscoll, Edith Fellows, Peggy Ann Garner, Ann Gillis, Mitzi Green, Darryl Hickman, David Holt, Tim Hovey, Sherry Jackson, Sybil Jason, Jackie 'Butch' Jenkins, David Ladd, Billy Lee, Carolyn Lee, Davey Lee, Baby LeRoy, Connie Marshall, Patty McCormack, Roddy McDowall, George "Spanky" McFarland, Peter Miles, Sharyn Moffett, Dickie Moore, Margaret O'Brien, Gigi Perreau, Tommy Rettig, Mickey Rooney, Baby Sandy, Jackie Searl, Johnny Sheffield, Dean Stockwell, Carl "Alfalfa" Switzer, Shirley Temple, Bobs Watson, Virginia Weidler, George "Foghorn" Winslow, Jane Withers e Natalie Wood.
- Leonard Maltin (a cura di), Hollywood Kids (New York: Popular Books, 1978). - Biografia di Jackie Cooper, Scotty Beckett, Jane Withers, Dickie Moore, Bonita Granville, Terry Kilburn, Margaret Kerry, Roddy McDowall, Gloria Jean, Darryl Hickman, Dean Stockwell, Russ Tamblyn, Brandon De Wilde e Mark Lester.
- Edward Edelson. Great Kids of the Movies (Garden City, NY: Doubleday, 1979) - Biografie di oltre 40 attori bambini, inclusi Freddie Bartholomew, Scotty Beckett, Robert Blake, Jackie Coogan, Jackie Cooper, Brandon De Wilde, Patty Duke, Deanna Durbin, Judy Garland, Peggy Ann Garner, Allen Hoskins, Jackie 'Butch' Jenkins, Mary Kornman, Patty McCormack, Roddy McDowall, George McFarland, Hayley Mills, Dickie Moore, Jay North, Margaret O'Brien, Tatum O'Neal, Gigi Perreau, Mickey Rooney, Johnny Sheffield, Dean Stockwell, Carl Switzer, Elizabeth Taylor, Shirley Temple, Billie Thomas, Virginia Weidler, George Winslow, Jane Withers e Natalie Wood.
- (EN) John Holmstrom, The Moving Picture Boy. An International Encyclopaedia from 1895 to 1995, Norwich, Russell, 1996, ISBN 978-0-85955-178-6. URL consultato l'8 aprile 2016. - Catalogo biografico esaustivo degli attori bambini (maschi) attivi tra il 1895 e il 1985, include circa 4000 nominativi.
- Tom e Jim Goldrup, Growing Up on the Set: Interviews with 39 Former Child Actors of Classic Film and Television (Jefferson, NC: McFarland & Co., 2002) - Biografie di Lee Aaker, Phillip Alford, Baby Peggy, Mary Badham, Sonny Bupp, Michael Chapin, Ted Donaldson, George Ernest, Richard Eyer, Edith Fellows, Billy Gray, Gary Gray, Jimmy Hawkins, Billy Hughes, Jimmy Hunt, Teddy Infuhr, Tommy Ivo, Eilene Janssen, Claude Jarman Jr., Marcia Mae Jones, Mickey Kuhn, Gordon Lee, Sammy Mckim, Shirley Mills, Roger Mobley, Larry Olsen, Gigi Perreau, Jon Provost, Gene Reynolds, Bryan Russell, Jeanne Russell, Mickey Sholdar, Frankie Thomas, Leon Tyler, Beverly Washburn, Bobs Watson, Delmar Watson, Johnny Whitaker e Jane Withers.
- Cutler Durkee. Child Stars (New York: People Books, 2008) - Biografie di un centinaio di attori bambini e adolescenti attivi a Hollywood negli anni settanta, ottanta e novanta, inclusi Tatyana Ali, Chad Allen, Sean Astin, Christian Bale, Drew Barrymore, Jason Bateman, Peter Billingsley, Jonathan Brandis, Kirk Cameron, Keisha Castle-Hughes, Anna Chlumsky, Jeff Cohen, Macaulay Culkin, Kirsten Dunst, Corey Feldman, Michael Fishman, Jodie Foster, Sara Gilbert, Joseph Gordon-Levitt, Corey Haim, Neil Patrick Harris, Noah Hathaway, Justin Henry, Ron Howard, Charlie Korsmo, Joey Lawrence, Jonathan Lipnicki, Lindsay Lohan, Heather O'Rourke, Haley Joel Osment, Peter Ostrum, River Phoenix, Danny Pintauro, Dana Plato, Aileen Quinn, Brad Renfro, Christina Ricci, Ariana Richards, Fred Savage, Brooke Shields, Henry Thomas, Jonathan Taylor Thomas, Jaleel White, Elijah Wood e molti altri.
- Bob Leszczak, From Small Screen to Vinyl: A Guide to Television Stars Who Made Records, 1950-2000, Lanham: Rowman & Littlefield, 2015, pp. 79–81. Presenta le biografie di numerosi attori bambini, inclusi Scott Baio, Danny Bonaduce, Ralph Carter, Angela Cartwright, Tim Considine, Jackie Cooper, Marc Copage, Noreen Corcoran, Johnny Crawford e altri.
- Kathy Garver e Fred Ascher, "X Child Stars: Where Are They Now?", Taylor Tread Publishing, 2016 - Biografie di oltre duecento attori bambini attivi alla televisione americana dagli anni cinquanta agli anni novanta, inclusi Richard Keith, Ricky Nelson, Sherry Jackson, Rusty Hamer, Angela Cartwright, Jimmy Hawkins, Tommy Rettig, Jon Provost, Lauren Chapin, Billy Gray, Lee Aaker, Annette Funicello, Bobby Diamond, Micky Dolenz, Jerry Mathers, Ronny Howard, Bill Mumy, Johnnie Whitaker, Jay North, Marc Copage, Melissa Gilbert Melissa Sue Anderson, Matthew Laborteaux, Quinn Cummings, Gary Coleman, Todd Bridges, Dana Plato, Kim Fields, Ricky Schroder, Malcolm-Jamal Warner, Leonardo DiCaprio, Fred Savage, Sara Gilbert, Michael Fishman e molti altri.

### Autobiografie
- Diana Serra Cary, Hollywood's Children: An Inside Account of the Child Star Era (Boston: Houghton Mifflin, 1978)
- Jackie Cooper, Please, Don't Shoot My Dog (Harper Collins, 1981)
- Andrea Darvi, Pretty Babies: An Insider's Look at the World of the Hollywood Child Star (New York: McGraw-Hill, 1983)
- Dickie Moore, Twinkle, Twinkle, Little Star: But Don't Have Sex or Take the Car (New York: Harper & Row, 1984)
- Shirley Temple, Child Star: An Autobiography (New York: McGraw-Hill, 1988)
- Lina Basquette, Lina: Demille's Godless Girl (Denlingers Pub Ltd, 1990).
- Mickey Rooney, Life Is Too Short (New York: Villard Books, 1991)
- Junior Coghlan, They Still Call Me Junior (McFarland & Co Inc Pub, 1992)
- Tommy Bond, Darn Right It's Butch: Memories of Our Gang (Morgin Press Inc, 1994)
- Robin Morgan, Saturday's Child: A Memoir (New York: W.W. Norton, 2001)
- Rose Marie, Hold the Roses (2003)
- Andrea Balestri, Io, il Pinocchio di Comencini: dietro le quinte di una vita da burattino (Firenze: Sassoscritto, 2008)
- Jodie Sweetin, UnSweetined: A Memoir (New York: Simon Spotlight Entertainment, 2009)
- Melissa Gilbert, Prairie Tale: A Memoir (New York: Simon Spotlight Entertainment, 2009)
- Melissa Sue Anderson, The Way I See It: A Look Back at My Life on Little House (Guilford, Conn.: Globe Pequot Press, 2010)
- Brooke Shields, There Was a Little Girl: The Real Story of My Mother and Me (New York: Dutton, 2014)
- Lisa Jakub, You Look Like That Girl: A Child Actor Escapes from Hollywood (New York: Beaufort Books, 2015)
- Mara Wilson, Where am I now?: True Stories of Girlhood and Accidental Fame (New York: Penguin Books, 2016)